# Campionato mondiale di Formula 1 2010

Il campionato mondiale di Formula 1 2010 organizzato dalla FIA è stato, nella storia della categoria, la 61ª stagione ad assegnare il campionato piloti e la 53ª ad assegnare il campionato costruttori.

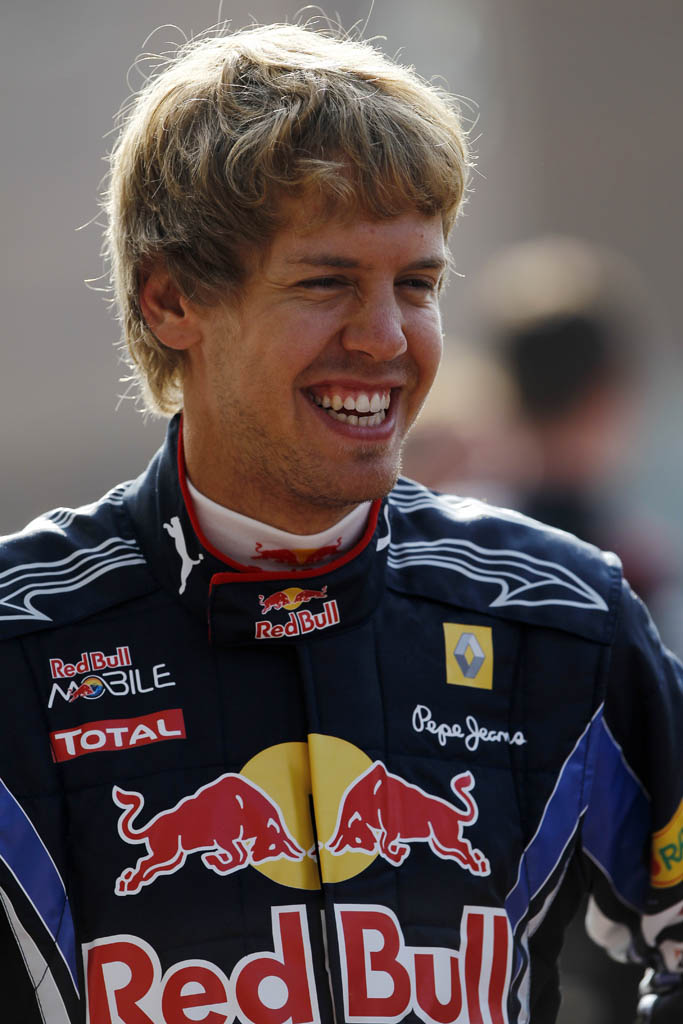
Sebastian Vettel è diventato il più giovane campione del mondo di tutti i tempi dopo una lotta serrata con Fernando Alonso, Mark Webber e Lewis Hamilton.

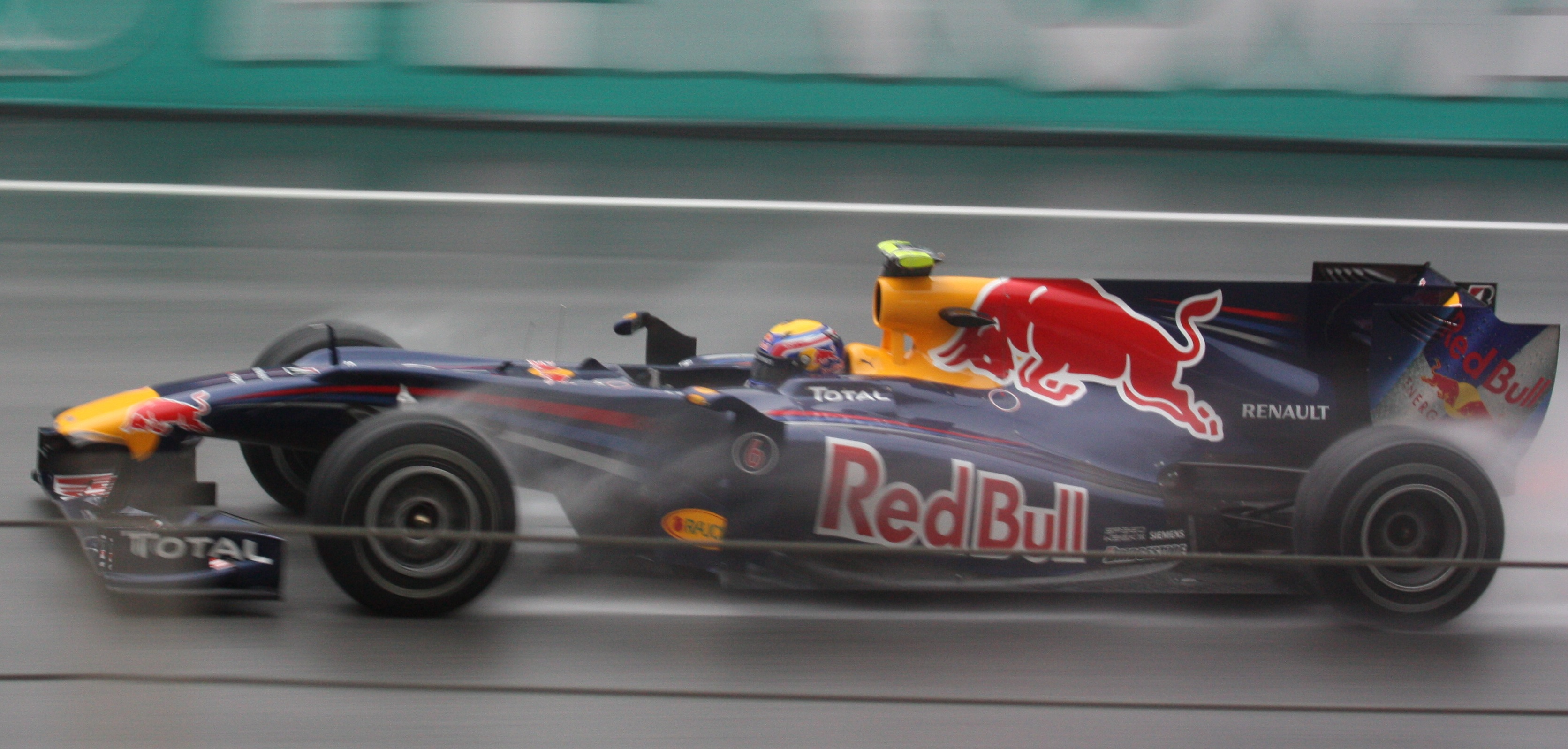
La Red Bull Racing vince il campionato mondiale costruttori per la prima volta.

È iniziato il 14 marzo ed è terminato il 14 novembre, dopo 19 gare, due in più della stagione precedente (ritorna il Gran Premio del Canada e viene inserito per la prima volta nel calendario il Gran Premio di Corea).
Il pilota campione in carica era Jenson Button sulla scuderia Brawn GP. Quest'ultima, divenuta nel dicembre 2009 Mercedes GP, nello stesso anno ha vinto anche il titolo a squadre.
Il campionato piloti è stato vinto per la prima volta dal tedesco Sebastian Vettel, che porta per la prima volta questo titolo alla Red Bull, la quale vince anche il campionato costruttori.
Nel complesso la stagione 2010 è stata una delle più avvincenti della storia della Formula 1, ricca di colpi di scena e battaglie serrate, tanto che ha visto per la prima volta quattro piloti in lizza fino all'ultima gara per il titolo piloti e solo due volte nella storia di questa categoria a vincere il mondiale è stato un pilota che fino all'ultima gara non era mai stato in testa al campionato.
In questa stagione sono da sottolineare anche i rientri dopo tre anni di inattività dal circus del sette volte campione del mondo Michael Schumacher e di Pedro de la Rosa che non partecipava a una gara anch'egli da tre anni. Quest'ultimo ha terminato la stagione anzitempo perché sostituito a cinque gare dalla fine.
A livello agonistico, la stagione ha visto l'esordio di tre nuove scuderie (che non hanno conquistato punti mondiali) e cinque nuovi piloti, dei quali solo due (Nico Hülkenberg e Vitalij Petrov) sono andati a punti.
Degna di nota è anche la pole position conquistata dall'esordiente sopra citato Nico Hülkenberg, al Gran Premio del Brasile.

## La pre-stagione

### Il calendario
Il 21 settembre 2009 viene presentato il calendario per la stagione 2010. Le gare salgono di due unità con l'esordio del Gran Premio di Corea e il ritorno del Gran Premio del Canada, con il Gran Premio del Brasile che torna in un primo momento ultima gara stagionale e il Gran Premio di Germania che torna a disputarsi a Hockenheimring, a causa dell'alternanza prevista con il tracciato del Nürburgring. Successivamente viene anticipato al 16 maggio il Gran Premio di Monaco, per i problemi logistici derivanti dalla eccessiva vicinanza con la seguente gara in Turchia. A seguito della rinuncia degli organizzatori di Donington Park, quale sede del Gran Premio di Gran Bretagna viene confermata Silverstone. L'11 dicembre è stato presentato il calendario finale, con Abu Dhabi spostato nuovamente all'ultimo GP.
| Gara | Nome ufficiale del gran premio         | Circuito                         | Sede        | Data         | Ora    | Ora   | Diretta TV |
| Gara | Nome ufficiale del gran premio         | Circuito                         | Sede        | Data         | Locale | UTC   | Diretta TV |
| ---- | -------------------------------------- | -------------------------------- | ----------- | ------------ | ------ | ----- | ---------- |
| 1    | Gulf Air Bahrain Grand Prix            | Bahrain International Circuit    | Manama      | 14 marzo     | 15:00  | 12:00 | Rai 1      |
| 2    | Qantas Australian Grand Prix           | Albert Park Circuit              | Melbourne   | 28 marzo     | 17:00  | 07:00 | Rai 1      |
| 3    | Petronas Malaysian Grand Prix          | Sepang International Circuit     | Sepang      | 4 aprile     | 16:00  | 09:00 | Rai 1      |
| 4    | Chinese Grand Prix                     | Shanghai International Circuit   | Shanghai    | 18 aprile    | 15:00  | 08:00 | Rai 1      |
| 5    | Gran Premio de España Telefónica       | Circuito di Barcellona-Catalogna | Montmeló    | 9 maggio     | 14:00  | 12:00 | Rai 1      |
| 6    | Grand Prix de Monaco                   | Circuito di Monte Carlo          | Monaco      | 16 maggio    | 14:00  | 12:00 | Rai 1      |
| 7    | Turkish Grand Prix                     | Istanbul Park                    | Tuzla       | 30 maggio    | 15:00  | 12:00 | Rai 1      |
| 8    | Grand Prix du Canada                   | Circuit Gilles Villeneuve        | Montréal    | 13 giugno    | 12:00  | 16:00 | Rai 1      |
| 9    | Telefónica Grand Prix of Europe        | Valencia Street Circuit          | Valencia    | 27 giugno    | 14:00  | 12:00 | Rai 1      |
| 10   | Santander British Grand Prix           | Silverstone Circuit              | Silverstone | 11 luglio    | 13:00  | 12:00 | Rai 1      |
| 11   | Großer Preis Santander von Deutschland | Hockenheimring                   | Hockenheim  | 25 luglio    | 14:00  | 12:00 | Rai 1      |
| 12   | Eni Magyar Nagydíj                     | Hungaroring                      | Mogyoród    | 1º agosto    | 14:00  | 12:00 | Rai 1      |
| 13   | Belgian Grand Prix                     | Circuito di Spa-Francorchamps    | Stavelot    | 29 agosto    | 14:00  | 12:00 | Rai 1      |
| 14   | Gran Premio Santander d'Italia         | Autodromo nazionale di Monza     | Monza       | 12 settembre | 14:00  | 12:00 | Rai 1      |
| 15   | SingTel Singapore Grand Prix           | Singapore Street Circuit         | Singapore   | 26 settembre | 20:00  | 12:00 | Rai 1      |
| 16   | Japanese Grand Prix                    | Circuito di Suzuka               | Suzuka      | 10 ottobre   | 15:00  | 06:00 | Rai 1      |
| 17   | Korean Grand Prix                      | Korean International Circuit     | Yeongam     | 24 ottobre   | 15:00  | 06:00 | Rai 1      |
| 18   | Grande Prêmio Petrobras do Brasil      | Autódromo José Carlos Pace       | San Paolo   | 7 novembre   | 14:00  | 16:00 | Rai 1      |
| 19   | Etihad Airways Abu Dhabi Grand Prix    | Yas Marina Circuit               | Abu Dhabi   | 14 novembre  | 17:00  | 13:00 | Rai 1      |

### La presentazione delle vetture
La presentazione di tutte e 12 le vetture sarebbe dovuta avvenire in un unico evento, da tenersi nel gennaio 2010, probabilmente presso il Circuito Ricardo Tormo di Valencia in Spagna, ma successivamente l'idea è stata abbandonata, vista l'impossibilità per alcune scuderie di avere la vettura pronta per la manifestazione. Le scuderie hanno presentato le nuove monoposto nelle date e nei luoghi qui riportati in ordine cronologico:

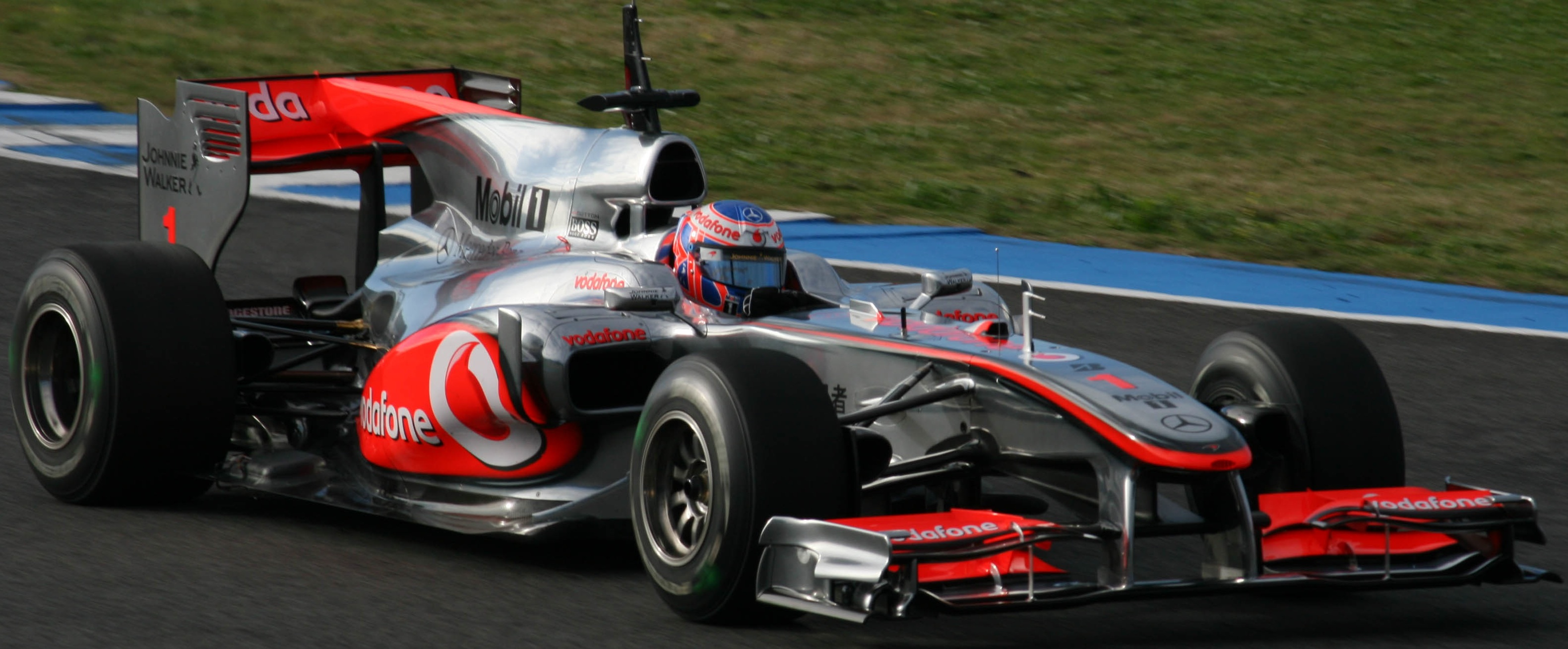
Jenson Button alla guida della McLaren durante i test di Jerez.

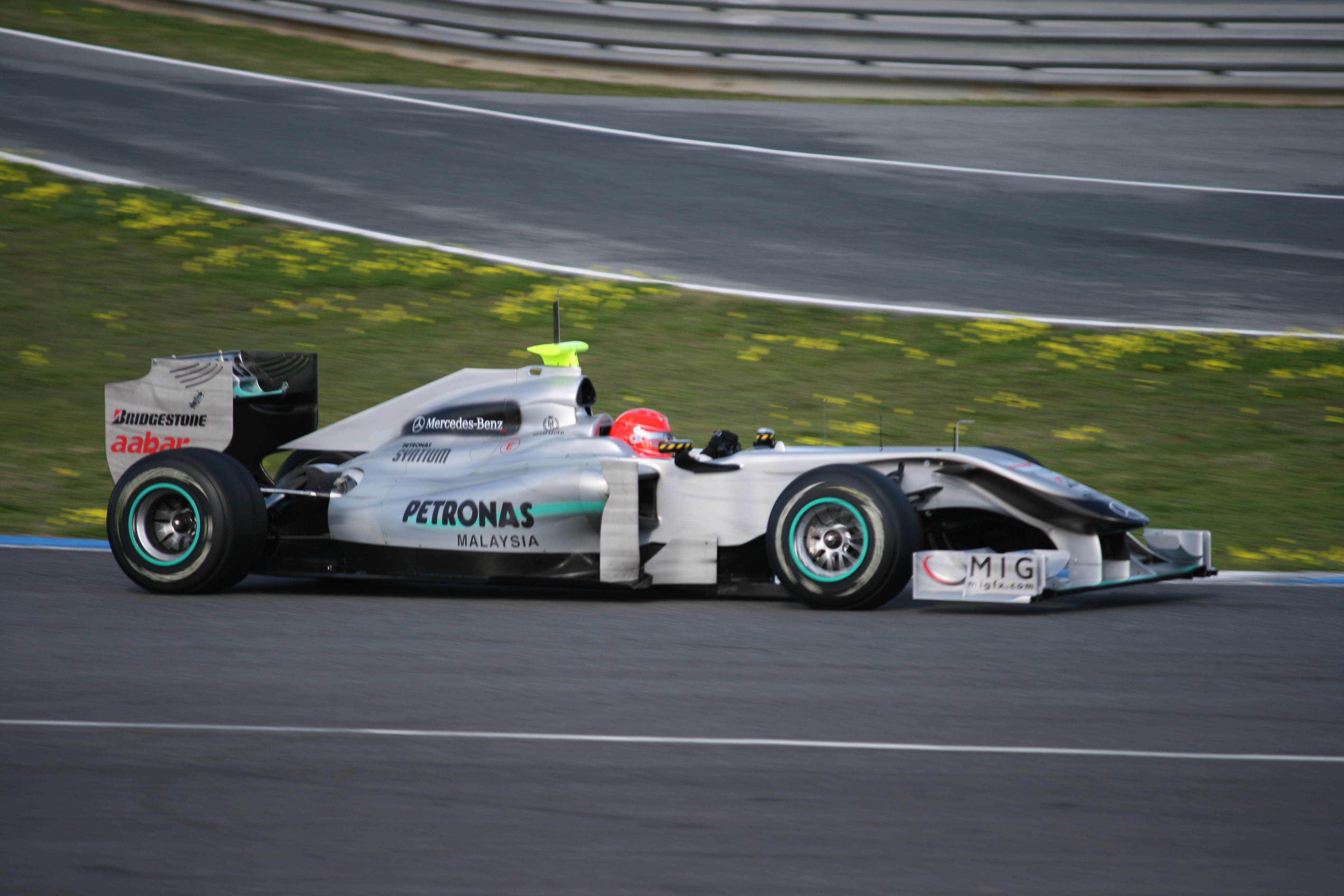
Michael Schumacher a bordo della Mercedes GP.

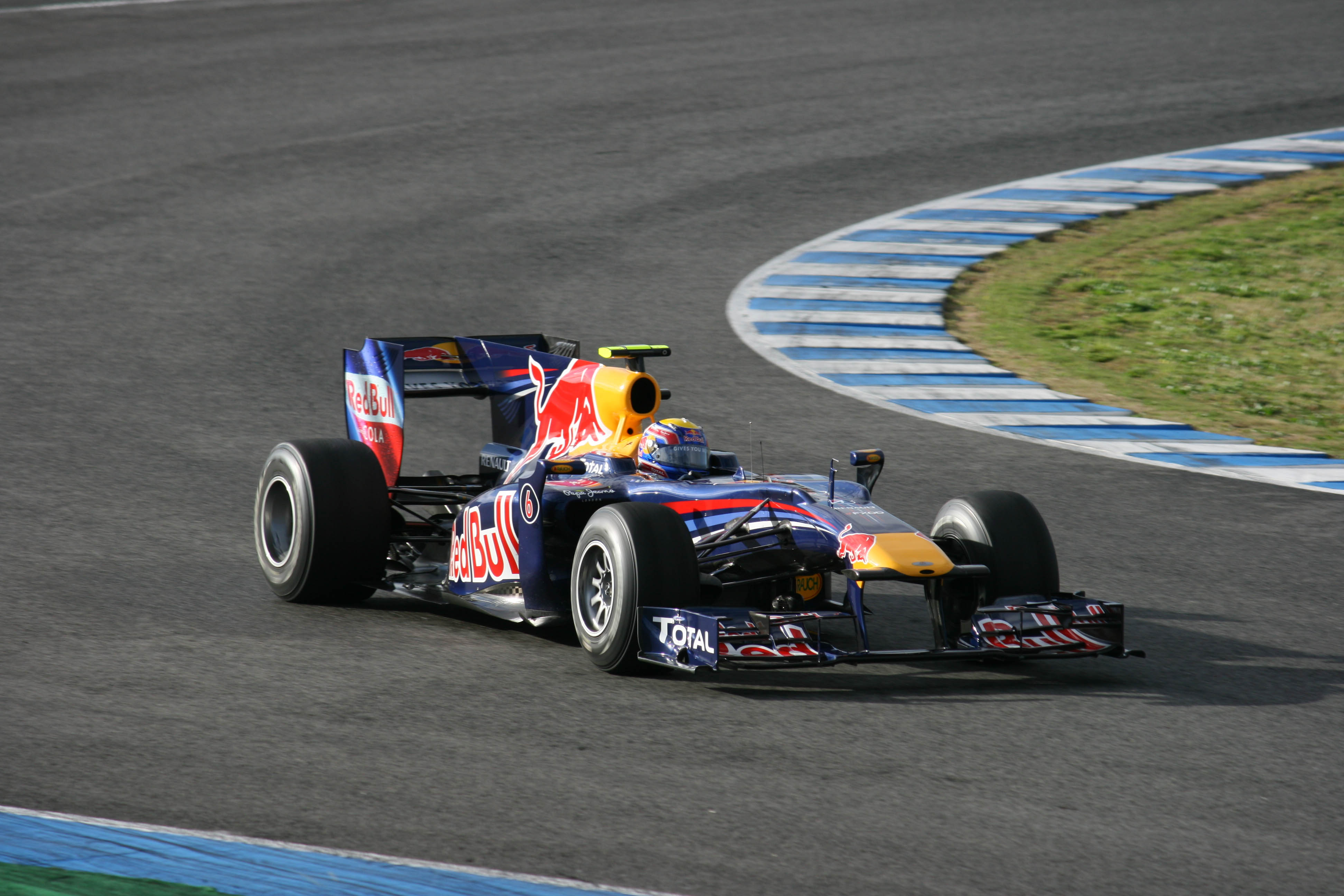
Mark Webber sulla Red Bull.

| Costruttore          | Telaio  | Data lancio | Luogo lancio                             |
| -------------------- | ------- | ----------- | ---------------------------------------- |
| Ferrari              | F10     | 28 gennaio  | Maranello, Italia                        |
| McLaren-Mercedes     | MP4-25  | 29 gennaio  | Newbury, Regno Unito                     |
| BMW Sauber-Ferrari   | C29     | 31 gennaio  | Circuito di Valencia, Spagna             |
| Renault              | R30     | 31 gennaio  | Circuito di Valencia, Spagna             |
| Mercedes Petronas    | MGP W01 | 1º febbraio | Circuito di Valencia, Spagna             |
| Toro Rosso-Ferrari   | STR5    | 1º febbraio | Circuito di Valencia, Spagna             |
| Williams-Cosworth    | FW32    | 1º febbraio | Circuito di Valencia, Spagna             |
| Virgin-Cosworth      | VR-01   | 3 febbraio  | In rete                                  |
| Force India-Mercedes | VJM03   | 9 febbraio  | In rete                                  |
| Red Bull-Renault     | RB6     | 10 febbraio | Circuito di Jerez de la Frontera, Spagna |
| Lotus-Cosworth       | T127    | 12 febbraio | Londra, Regno Unito                      |
| HRT-Cosworth         | F110    | 4 marzo     | Murcia, Spagna                           |

### I test

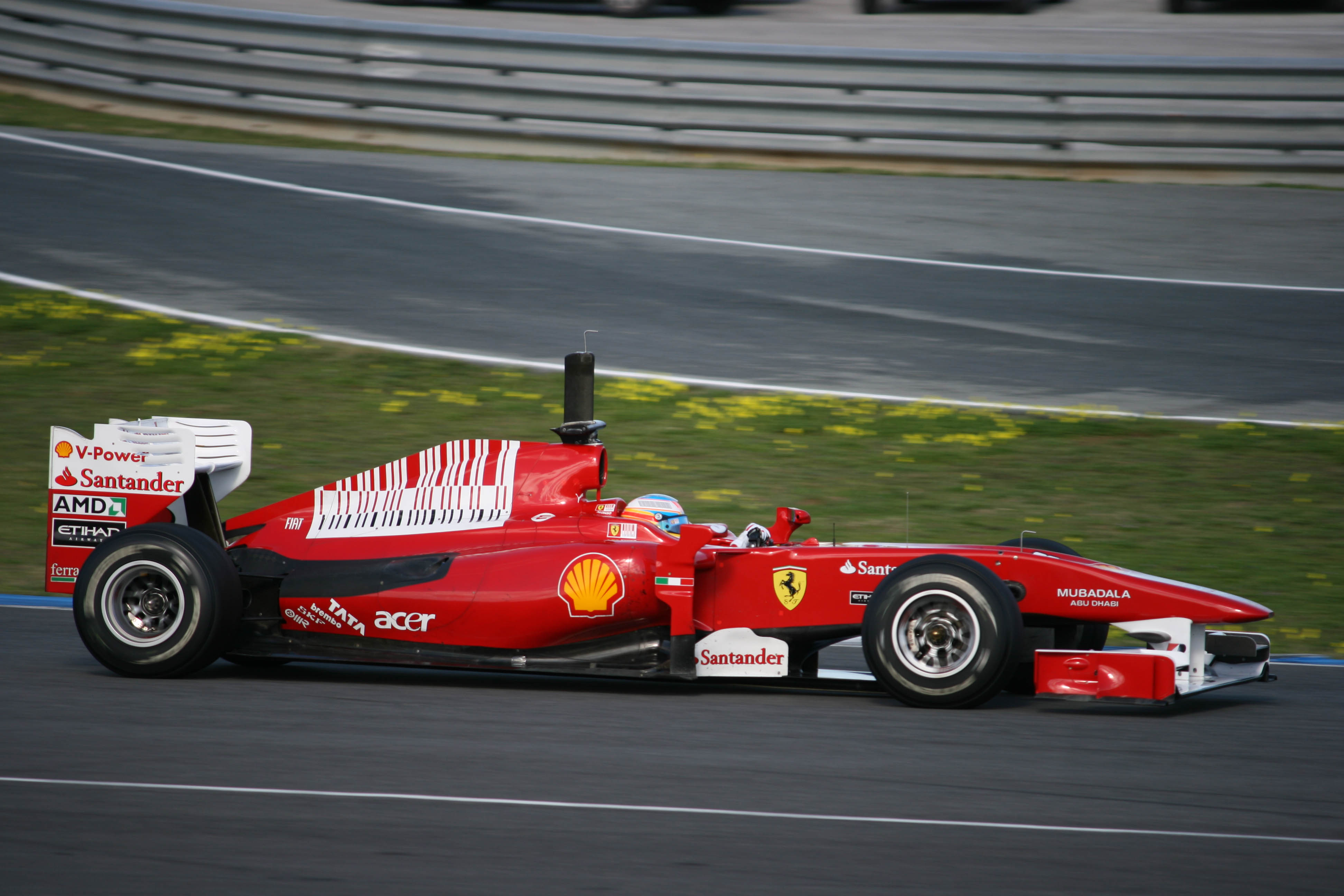
Fernando Alonso prova la Ferrari durante i test di Jerez.

Per quanto riguarda i test per lo sviluppo delle macchine, come nella stagione precedente, i team hanno a disposizione 15 000 km da utilizzare in un massimo di 15 giorni nel mese di febbraio. I circuiti in cui verranno svolte le prove sono il Ricardo Tormo di Valencia dal 1º al 3 febbraio, il circuito di Jerez de la Frontera dal 10 al 13 febbraio e dal 17 al 20 febbraio e il Circuito di Catalogna dal 25 al 28 febbraio.
I primi test si sono svolti sul circuito di Valencia con sette scuderie presenti; l'assenza maggiore è quella della Red Bull, giunta seconda nel campionato costruttori della precedente stagione, mentre si segnala il ritorno alla guida di una monoposto da Formula 1 del tedesco Michael Schumacher. Nei primi due giorni di prove i tempi più veloci sono stati fatti segnare da Felipe Massa alla guida della Ferrari, mentre nella terza giornata il miglior rilevamento cronometrico è stato registrato dal suo compagno di squadra Fernando Alonso.

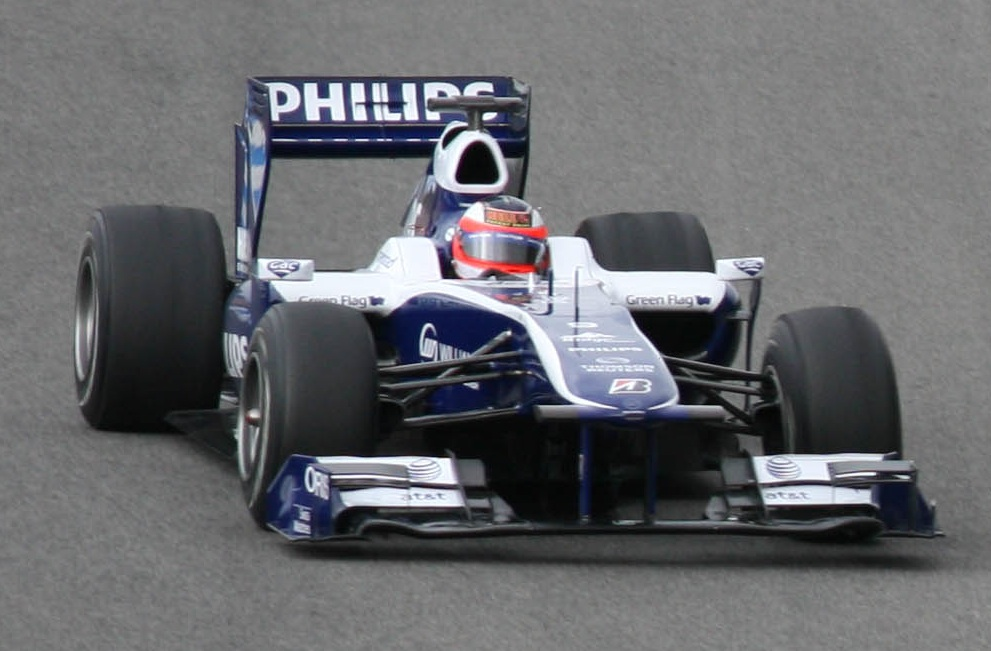
Rubens Barrichello sulla Williams durante i test di Jerez.

La seconda e la terza sessione di prove si sono svolte sul circuito di Jerez de la Frontera e, rispetto ai test precedenti, si è assistito al debutto stagionale di Red Bull, Force India e Virgin Racing nella sessione che è iniziata il 10 febbraio e della Lotus in quella iniziata il 17 dello stesso mese. Per quanto riguarda i primi test svolti su questo circuito, nella prima giornata, che si è disputata in gran parte su pista bagnata, il tempo migliore è stato fatto segnare da Nico Rosberg su Mercedes GP; nella seconda giornata, con condizioni climatiche migliori e senza pioggia, la prestazione più veloce è stata marcata dalla BMW Sauber di Kamui Kobayashi negli ultimi minuti della sessione giornaliera, mentre nella terza e nella quarta giornata, ancora condizionate da tempo variabile, i più rapidi sono stati Jaime Alguersuari su Toro Rosso e Lewis Hamilton su McLaren. Invece nella seconda sessione di prove sul tracciato andaluso, la prima e la seconda giornata sono state segnate da clima ancora variabile con la presenza di pioggia e i miglior tempi sono stati fatti segnare da Sebastian Vettel su Red Bull nel primo giorno e da Rubens Barrichello su Williams nel secondo, mentre nella terza e quarta giornata, con il tracciato asciutto, i più veloci sono stati Mark Webber su Red Bull e Jenson Button su McLaren.

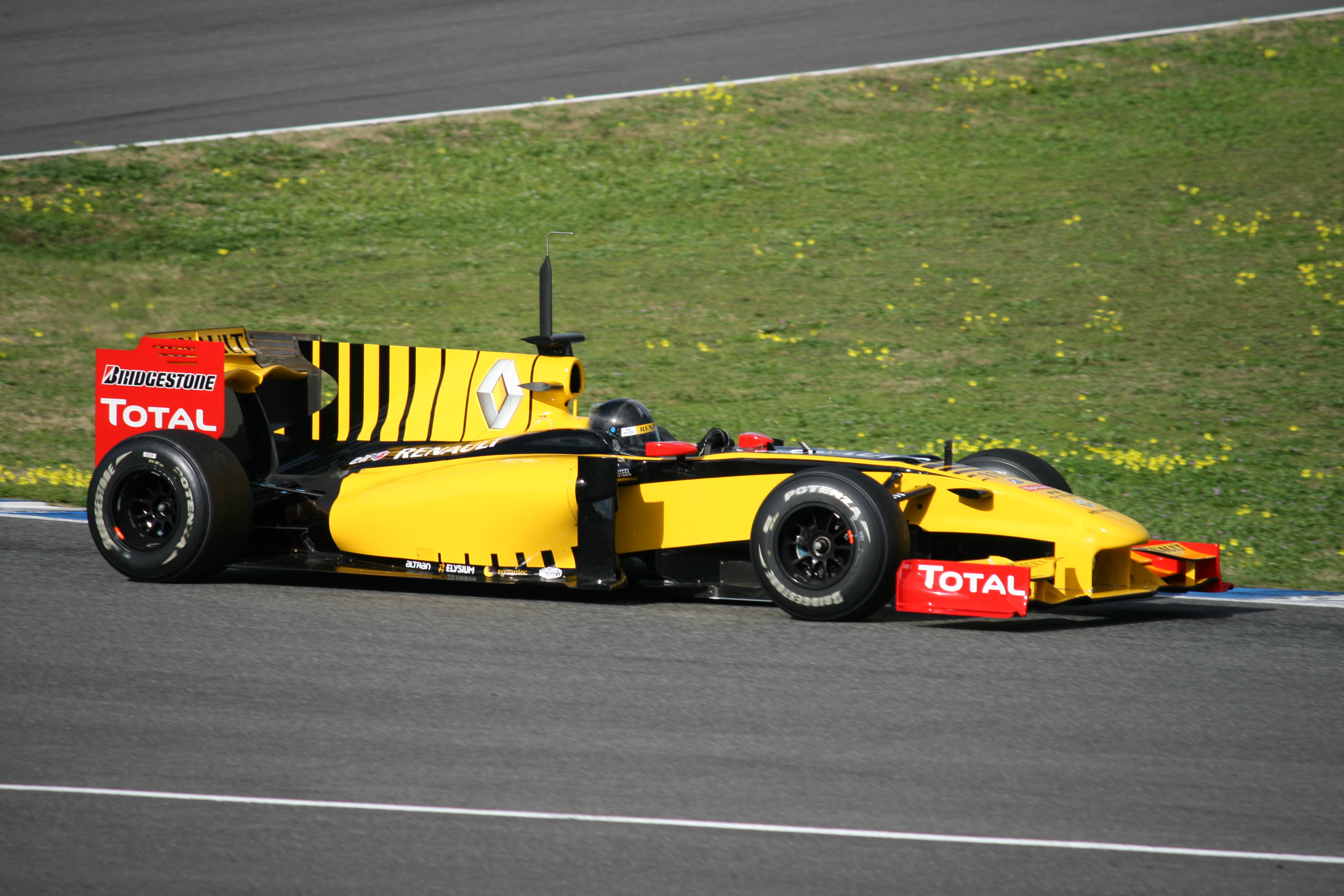
Robert Kubica alla guida della Renault.

L'ultima sessione di test si svolge sul circuito di Catalogna con la presenza delle stesse scuderie della sessione precedente. Nella prima giornata il tempo migliore è stato fatto registrare dalla Red Bull di Mark Webber, il secondo giorno dalla Williams di Nicolas Hülkenberg, mentre nella terza giornata, che è stata influenzata da diversi scrosci di pioggia, Nico Rosberg sulla Mercedes GP ha fatto segnare il rilevamento cronometrico più veloce. Nell'ultima giornata di prove invernali Lewis Hamilton con la McLaren è risultato il più veloce con il miglior tempo di tutta la sessione di test sul circuito catalano.

### Accordi e fornitori
Il 2010 sarà l'ultimo anno con la fornitura degli pneumatici Bridgestone per la massima categoria. La Bridgestone aveva debuttato in Formula 1 nel 1976, fornendo gli pneumatici anche nel 1977 ed era successivamente ritornata nel 1997 facendo concorrenza, negli anni, a Goodyear e Michelin, diventando dal 2007 l'unico marchio di pneumatici in Formula 1.

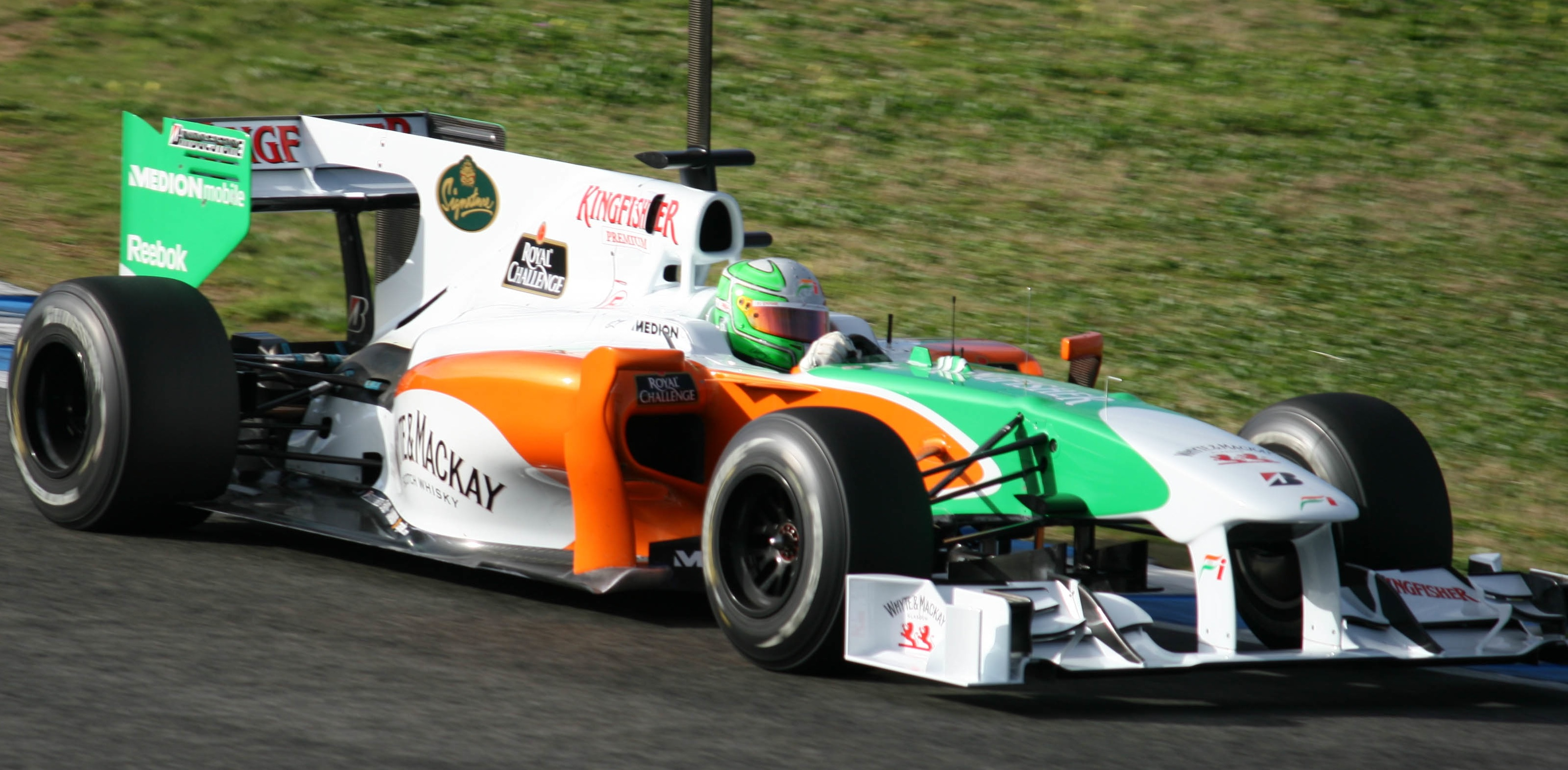
Vitantonio Liuzzi testa la vettura a Jerez.

Nel dicembre 2008 la Cosworth si è aggiudicata il bando lanciato dalla FIA per la fornitura del motore unico in Formula 1 dalla stagione 2010. In realtà la federazione ha lasciato ai costruttori la possibilità di costruire in proprio il propulsore seguendo determinate specifiche tecniche. Il motore Cosworth, ceduto a costi ridotti a chi non intende costruirsi da sé il motore, dovrebbe favorire il ribasso dei costi di gestione. L'idea della federazione è in qualche modo quella di ripercorrere l'era del DFV quando anche piccoli costruttori potevano garantirsi un propulsore competitivo senza grandi investimenti finanziari. La Cosworth rientra nel campionato di F1 dopo 3 stagioni di assenza (ultima gara Gran Premio del Brasile 2006, in cui motorizzava Williams e STR), fornendo i propulsori a Williams, Lotus, Virgin e HRT.
La compagnia petrolifera malese Petronas decide di abbandonare la collaborazione tecnica con la Sauber, per passare alla Mercedes GP, che assume la denominazione Mercedes GP Petronas. La stessa Petronas mantiene la sponsorizzazione del Gran Premio di Malesia.

## Piloti e scuderie

### Piloti

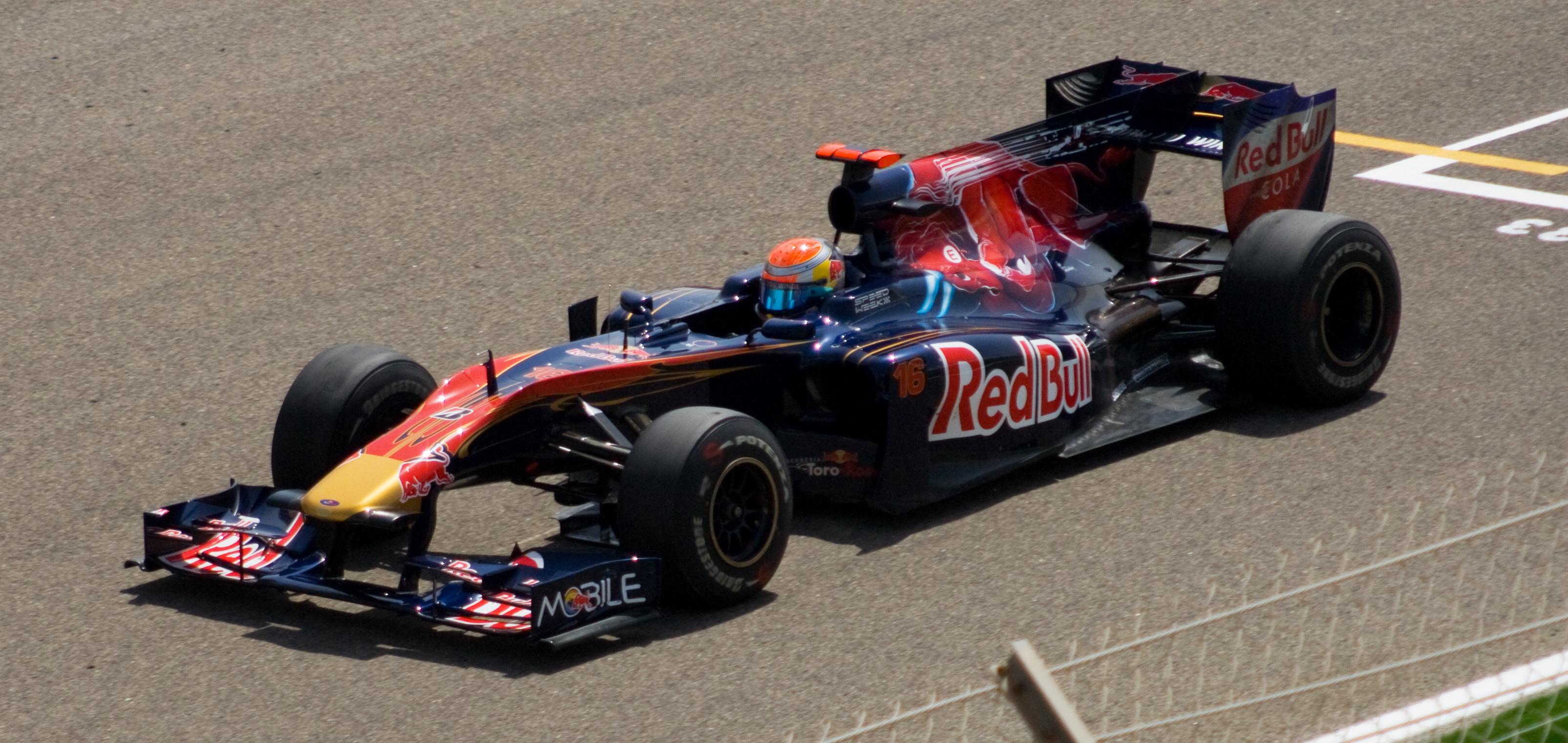
La Toro Rosso di Sébastien Buemi durante il Gran Premio del Bahrain.

Sono tre le scuderie che confermano i piloti della stagione precedente: la Red Bull, che schiera Sebastian Vettel e Mark Webber, la Scuderia Toro Rosso che ha come piloti Sébastien Buemi e Jaime Alguersuari e la Force India con la coppia formata da Adrian Sutil e Vitantonio Liuzzi. I piloti di riserva delle prime due scuderie sono Brendon Hartley e Daniel Ricciardo, mentre per la scuderia indiana è lo scozzese Paul di Resta.
Il campione del mondo del 2009, Jenson Button, dopo sette stagioni trascorse tra BAR, Honda e Brawn, si trasferisce alla scuderia McLaren, dove affianca il connazionale Lewis Hamilton, confermato come pilota ufficiale, e il collaudatore Gary Paffett.
La Mercedes, che è ritornata in Formula 1 dopo l'acquisto della Brawn, ingaggia i tedeschi Nico Rosberg e Michael Schumacher, il quale ritorna alle competizioni dopo più di tre anni di inattività. Viene affiancato loro nel ruolo di terzo pilota l'altro pilota teutonico Nick Heidfeld. Heidfeld, una volta ingaggiato dalla Pirelli per testare i nuovi pneumatici in vista della stagione 2011, ha abbandonato tale ruolo nell'agosto 2010.
Alla Ferrari approda il due volte campione del mondo Fernando Alonso in sostituzione del finlandese Kimi Räikkönen che, non trovando un ingaggio per correre in un team competitivo, ha deciso di prendere un periodo di pausa dalla Formula 1 e di passare al campionato del mondo rally firmando un contratto con la Citroën. Nella scuderia italiana sono stati confermati Felipe Massa come pilota titolare, Giancarlo Fisichella come terzo pilota e Luca Badoer e Marc Gené come collaudatori.

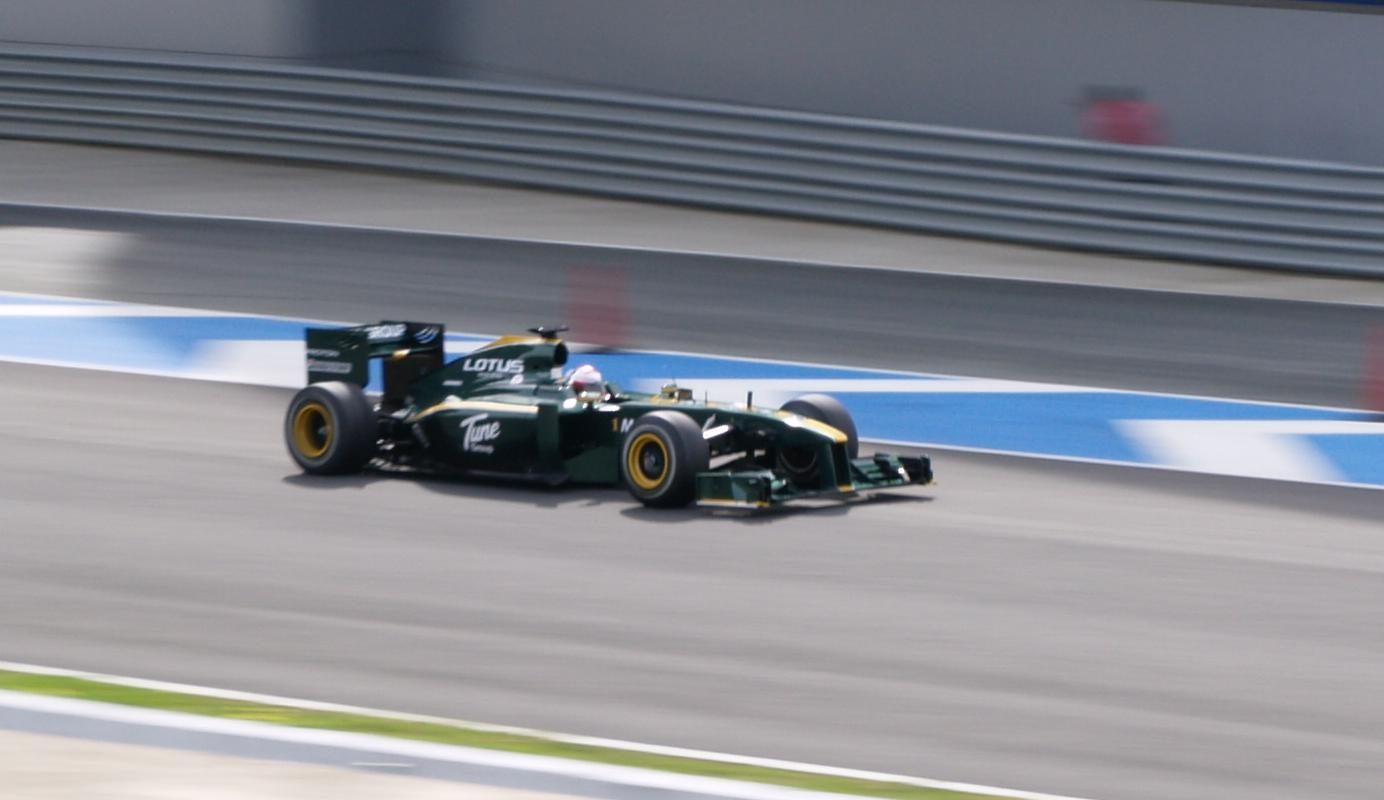
Jarno Trulli sulla Lotus nei test a Jerez.

La Williams, dopo la partenza di Rosberg, ingaggia due nuovi piloti: Rubens Barrichello e il debuttante Nico Hülkenberg che prende il posto di Kazuki Nakajima, mentre il collaudatore è Valtteri Bottas. Stessa cosa ha fatto la Renault che, dopo aver lasciato andare Alonso, ha scelto come piloti Robert Kubica e Vitalij Petrov, anche lui debuttante, mentre come terzo pilota è stato scelto Ho-Pin Tung e come collaudatori Jérôme d'Ambrosio e Jan Charouz. La Sauber ha optato per Pedro de la Rosa e Kamui Kobayashi, mentre come terzo pilota è stato scelto il messicano Esteban Gutiérrez.
Per quanto riguarda le tre scuderie debuttanti, Jarno Trulli e Heikki Kovalainen sono passati entrambi alla Lotus Racing, che ha inoltre scelto come collaudatore il malese Fairuz Fauzy. La HRT ha optato per i due debuttanti Bruno Senna e Karun Chandhok (primo pilota indiano in F1 dopo Narain Karthikeyan al Gran Premio di Cina 2005), mentre la Virgin Racing affianca al tedesco Timo Glock il brasiliano Lucas Di Grassi con il connazionale Luiz Razia nominato collaudatore. In un primo momento anche il portoghese Álvaro Parente era stato scelto come collaudatore del team, ma successivamente, non potendo garantire la copertura finanziaria prevista, ha perduto questa qualifica. È stato quindi sostituito dal campione della F2 del 2009, Andy Soucek. Lo spagnolo ha poi abbandonato il team nell'agosto 2010.
Nel corso della stagione il team spagnolo HRT ha ingaggiato il pilota giapponese Sakon Yamamoto come pilota di riserva, annunciando la firma del contratto durante il fine settimana del Gran Premio di Cina; nel weekend successivo il nipponico viene affiancato da Christian Klien. Nel Gran Premio di Gran Bretagna la HRT sostituisce Bruno Senna con Yamamoto, questo per dare l'opportunità di gareggiare al pilota giapponese. Nel fine settimana successivo e in quello del Gran Premio d'Ungheria il giapponese sostituisce Chandhok mentre la Red Bull interrompe il contratto con Brendon Hartley.
Dal Gran Premio di Singapore Nick Heidfeld sostituisce Pedro de la Rosa in Sauber, Jérôme d'Ambrosio diventa terzo pilota per la Virgin Racing e Christian Klien sostituisce Yamamoto come pilota titolare alla HRT causa intossicazione alimentare di quest'ultimo, diventando il quarto pilota a prendere parte ad almeno una gara per questa scuderia. Klien è il primo pilota austriaco titolare in F1 dopo Alexander Wurz al Gran Premio di Cina 2007. Yamamoto torna al volante della HRT nel successivo gran premio del Giappone, mentre negli ultimi due gran premi stagionali viene nuovamente sostituito da Klien.

### Scuderie

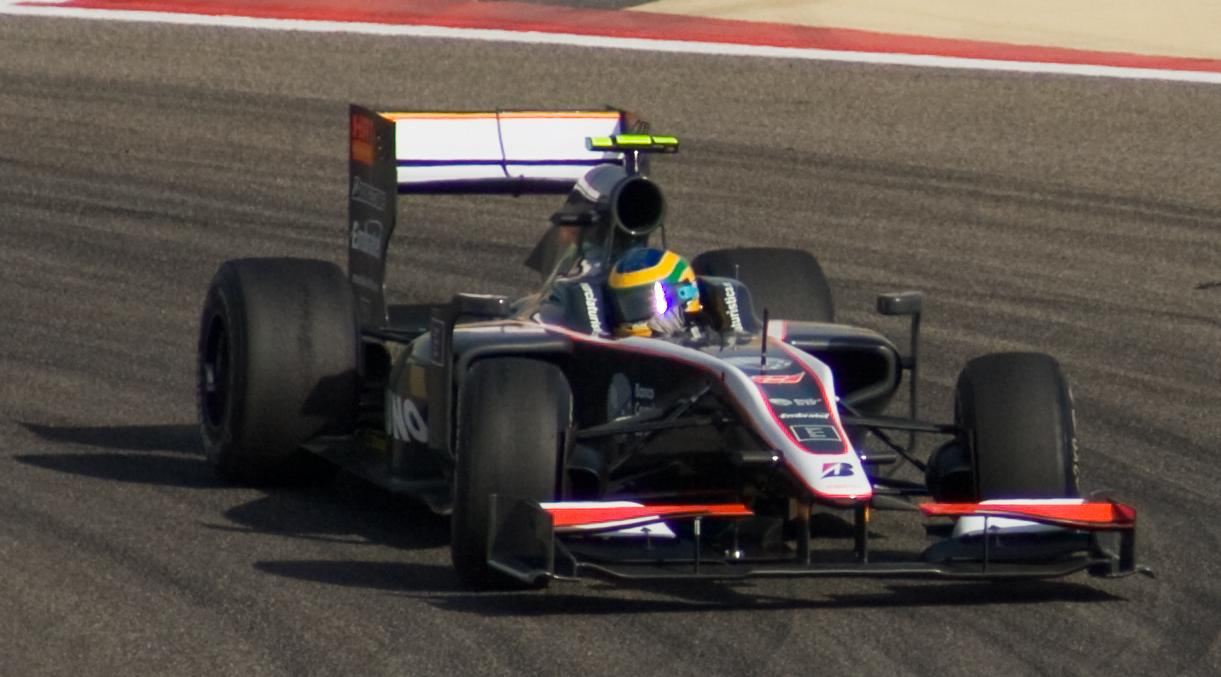
Bruno Senna al volante della HRT (una delle tre scuderie debuttanti) al Gran Premio del Bahrain.

La FIA ha aperto le procedure di iscrizione al campionato 2010 il 22 maggio 2009 con l'intento di portare il numero di scuderie da 10 a 13. Sono state ben 15 le richieste d'iscrizione pervenute da strutture non operanti in F1. La questione della iscrizione al campionato si è intrecciata con la lite tra FIA e FOTA in merito all'introduzione di un tetto di spesa per le scuderie. L'unico team favorevole alle iniziative della FIA fu la Williams. Il 29 maggio, data dell'ultimo termine utile per l'iscrizione al campionato 2010, tutti i team della FOTA decisero di iscriversi, con la riserva però della revisione delle nuove regole: in particolare, il regolamento in vigore nel 2009 non avrebbe dovuto subire cambiamenti, tranne per le parti su cui era stato già raggiunto un accordo fra la FIA e la FOTA. In più è stata richiesta la sottoscrizione del Patto della Concordia entro il 12 giugno 2009. Successivamente anche la Force India, come la Williams, decise di iscriversi al campionato senza condizioni. Il 12 giugno la FIA annunciò ufficialmente i team che avrebbero preso parte al campionato di Formula 1 nell'anno 2010 e vennero riconfermati tutti i team già presenti nella stagione 2009, con la riserva però che cinque di essi, McLaren, BMW, Renault, Toyota e Brawn GP, che avrebbero dovuto accettare entro il 19 giugno, incondizionatamente, le nuove regole. Vennero inoltre accettate le iscrizioni di tre nuovi team: Campos Grand Prix, Manor Grand Prix e Team US F1. L'accordo è stato trovato il 23 giugno 2009, in cui sono state confermate le 13 scuderie già indicate il 12 giugno. Il 3 marzo 2010 è stata ufficializzata la rinuncia da parte del team americano a prendere parte al campionato mondiale e al suo posto non è stata selezionata nessuna scuderia, perciò il numero di squadre che parteciperanno al mondiale scenderà a 12.
Il 16 novembre 2009 la Mercedes ha reso noto di aver acquistato il 45,1% della Brawn GP. Il team ha cambiato nome in Mercedes GP Team, anche se inizialmente nella lista degli iscritti figurava ancora il nome Brawn GP.

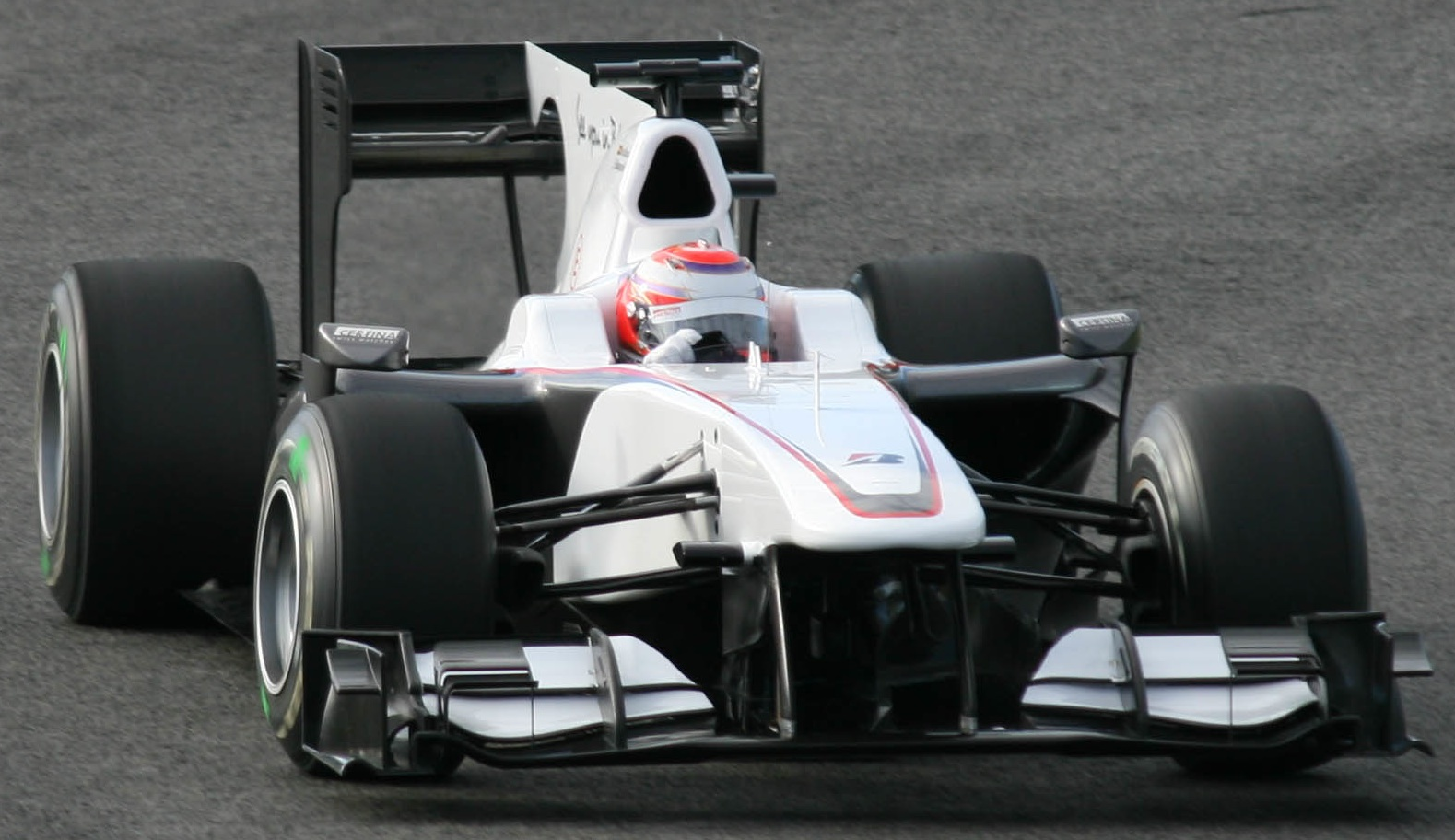
Kamui Kobayashi durante le prove a Jerez con la Sauber.

Il 29 luglio 2009 BMW ha annunciato la fine delle proprie attività sportive con un proprio team di Formula 1, al termine della stagione 2009. Il 15 settembre la FIA annunciò che la tredicesima scuderia iscritta per il 2010, al posto dell'uscente BMW Sauber, sarebbe stata la Lotus e nel medesimo giorno è stata annunciata la cessione della BMW Sauber a un fondo d'investimento svizzero, il Qadbak Investments Ltd. La FIA iscrive la Sauber quale team di riserva per il 2010 e indica la possibilità che le scuderie ammesse al campionato del 2010 possano passare a 14. A causa delle difficoltà di concludere la trattativa col fondo Qadbak, la BMW ha comunicato il 27 novembre 2009 di aver ceduto la scuderia all'ex proprietario Peter Sauber, accordo però vincolato all'ammissione della scuderia al mondiale 2010.
Il 4 novembre 2009 la Toyota ha annunciato il suo ritiro dalla Formula 1. Il 30 novembre viene pubblicato dalla FIA l'elenco degli iscritti al mondiale con la numerazione in cui non è stato indicato il tredicesimo team che avrebbe sostituito l'uscente Toyota, in quanto la scuderia giapponese rimase formalmente legata al Patto della Concordia. Il 3 dicembre 2009 la FIA ha comunicato l'iscrizione della Sauber come tredicesima scuderia nel mondiale con fornitura dei motori da parte della Ferrari. Inoltre il team Manor Grand Prix cambia la denominazione in Virgin Racing.
Il 16 dicembre 2009 la Renault conferma di aver ceduto il 75% del controllo della scuderia francese al fondo lussemburghese Genii Capital di proprietà di Gerard Lopez; il team mantiene il nome di Renault F1 Team anche nel campionato 2010.

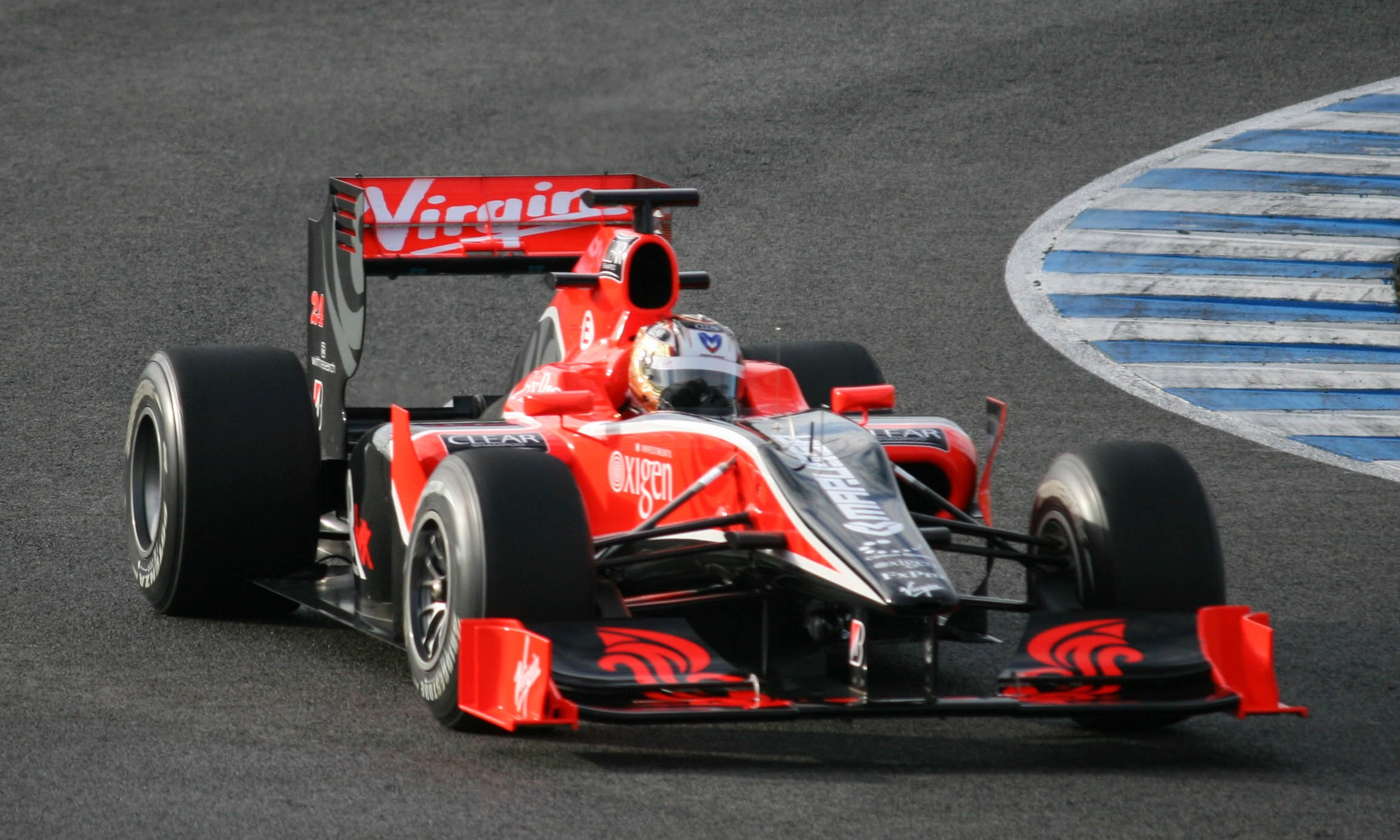
Timo Glock alla guida della Virgin nei test di Jerez.

Nel dicembre 2009 la Stefan Grand Prix ha reso noto di aver acquistato la vettura (denominata TF110) che la Toyota stava preparando per la stagione 2010, prima che l'annuncio del ritiro ne interrompesse lo sviluppo; il team serbo ha anche stretto un rapporto di collaborazione tecnica con la stessa Toyota per poter partecipare al campionato 2010. Pur non avendo ottenuto l'iscrizione al campionato, la scuderia serba ha annunciato di aver inviato al Circuito di Sakhir, dove si corre il primo gran premio della stagione, tutta l'attrezzatura necessaria per competere, nel caso qualche team non fosse stato in grado di partecipare al mondiale, e la sua iscrizione accettata.
Il 19 febbraio 2010 è stato annunciato l'acquisto della Campos Grand Prix da parte di un socio di Adrián Campos, Josè Ramon Carabante. Colin Kolles, ex tecnico di varie squadre, tra cui la Force India, ne diviene il team principal; in questo modo viene assicurata la presenza della vettura al primo gran premio stagionale, anche in assenza di test. Il 3 marzo la scuderia ha cambiato nome in Hispania Racing F1 Team.
Il 19 marzo 2010, a seguito della rinuncia del Team US F1, la FIA ha ufficialmente dato il via alla procedura per la selezione del tredicesimo team per la stagione 2011; l'iter avrebbe individuato anche un team di riserva. Nessuna delle proposte giunte alla federazione risponde però ai requisiti richiesti; l'8 settembre 2010 la FIA decide di non ammettere nessun team: il numero delle scuderie ammesse resta così dodici.

### Tabella riassuntiva
Le seguenti scuderie e piloti prenderanno parte al campionato; i numeri ufficiali dei piloti sono stati assegnati dalla lista di iscrizione FIA del 3 marzo 2010.
| Squadra                      | Costruttore          | Telaio  | Motore            | Gomme | Nº | Piloti Titolari    | GP           | Terzo Pilota                     | Collaudatori                                                    |
| ---------------------------- | -------------------- | ------- | ----------------- | ----- | -- | ------------------ | ------------ | -------------------------------- | --------------------------------------------------------------- |
| Vodafone McLaren Mercedes    | McLaren-Mercedes     | MP4-25  | Mercedes FO 108X  | B     | 1  | Jenson Button      | Tutti        | non designato                    | Gary Paffett                                                    |
| Vodafone McLaren Mercedes    | McLaren-Mercedes     | MP4-25  | Mercedes FO 108X  | B     | 2  | Lewis Hamilton     | Tutti        | non designato                    | Gary Paffett                                                    |
| Mercedes GP Petronas F1 Team | Mercedes GP          | MGP W01 | Mercedes FO 108X  | B     | 3  | Michael Schumacher | Tutti        | Nick Heidfeld                    | Sam Bird                                                        |
| Mercedes GP Petronas F1 Team | Mercedes GP          | MGP W01 | Mercedes FO 108X  | B     | 4  | Nico Rosberg       | Tutti        | Nick Heidfeld                    | Sam Bird                                                        |
| Red Bull Racing              | RBR-Renault          | RB6     | Renault RS27-2010 | B     | 5  | Sebastian Vettel   | Tutti        | Brendon Hartley Daniel Ricciardo | David Coulthard                                                 |
| Red Bull Racing              | RBR-Renault          | RB6     | Renault RS27-2010 | B     | 6  | Mark Webber        | Tutti        | Brendon Hartley Daniel Ricciardo | David Coulthard                                                 |
| Scuderia Ferrari Marlboro    | Ferrari              | F10     | Ferrari 056       | B     | 7  | Felipe Massa       | Tutti        | Giancarlo Fisichella             | Marc Gené Luca Badoer                                           |
| Scuderia Ferrari Marlboro    | Ferrari              | F10     | Ferrari 056       | B     | 8  | Fernando Alonso    | Tutti        | Giancarlo Fisichella             | Marc Gené Luca Badoer                                           |
| AT&T Williams                | Williams-Cosworth    | FW32    | Cosworth CA2010   | B     | 9  | Rubens Barrichello | Tutti        | non designato                    | Valtteri Bottas Pastor Maldonado Dean Stoneman                  |
| AT&T Williams                | Williams-Cosworth    | FW32    | Cosworth CA2010   | B     | 10 | Nico Hülkenberg    | Tutti        | non designato                    | Valtteri Bottas Pastor Maldonado Dean Stoneman                  |
| Renault F1 Team              | Renault              | R30     | Renault RS27-2010 | B     | 11 | Robert Kubica      | Tutti        | Ho-Pin Tung                      | Jérôme d'Ambrosio Jan Charouz Michail Alëšin                    |
| Renault F1 Team              | Renault              | R30     | Renault RS27-2010 | B     | 12 | Vitalij Petrov     | Tutti        | Ho-Pin Tung                      | Jérôme d'Ambrosio Jan Charouz Michail Alëšin                    |
| Force India F1 Team          | Force India-Mercedes | VJM03   | Mercedes FO 108X  | B     | 14 | Adrian Sutil       | Tutti        | Paul di Resta                    | António Félix da Costa Yelmer Buurman                           |
| Force India F1 Team          | Force India-Mercedes | VJM03   | Mercedes FO 108X  | B     | 15 | Vitantonio Liuzzi  | Tutti        | Paul di Resta                    | António Félix da Costa Yelmer Buurman                           |
| Scuderia Toro Rosso          | STR-Ferrari          | STR5    | Ferrari 056       | B     | 16 | Sébastien Buemi    | Tutti        | Brendon Hartley Daniel Ricciardo | David Coulthard Jean-Éric Vergne                                |
| Scuderia Toro Rosso          | STR-Ferrari          | STR5    | Ferrari 056       | B     | 17 | Jaime Alguersuari  | Tutti        | Brendon Hartley Daniel Ricciardo | David Coulthard Jean-Éric Vergne                                |
| Lotus Racing                 | Lotus-Cosworth       | T127    | Cosworth CA2010   | B     | 18 | Jarno Trulli       | Tutti        | non designato                    | Fairuz Fauzy Nabil Jeffri Rodolfo González Vladimir Arabadzhiev |
| Lotus Racing                 | Lotus-Cosworth       | T127    | Cosworth CA2010   | B     | 19 | Heikki Kovalainen  | Tutti        | non designato                    | Fairuz Fauzy Nabil Jeffri Rodolfo González Vladimir Arabadzhiev |
| Hispania Racing F1 Team      | HRT-Cosworth         | F110    | Cosworth CA2010   | B     | 20 | Karun Chandhok     | 1-10         | Sakon Yamamoto Christian Klien   | Davide Valsecchi Josef Král Pastor Maldonado                    |
| Hispania Racing F1 Team      | HRT-Cosworth         | F110    | Cosworth CA2010   | B     | 20 | Christian Klien    | 15, 18-19    | Sakon Yamamoto Christian Klien   | Davide Valsecchi Josef Král Pastor Maldonado                    |
| Hispania Racing F1 Team      | HRT-Cosworth         | F110    | Cosworth CA2010   | B     | 20 | Sakon Yamamoto     | 11-14, 16-17 | Sakon Yamamoto Christian Klien   | Davide Valsecchi Josef Král Pastor Maldonado                    |
| Hispania Racing F1 Team      | HRT-Cosworth         | F110    | Cosworth CA2010   | B     | 21 | Sakon Yamamoto     | 10           | Sakon Yamamoto Christian Klien   | Davide Valsecchi Josef Král Pastor Maldonado                    |
| Hispania Racing F1 Team      | HRT-Cosworth         | F110    | Cosworth CA2010   | B     | 21 | Bruno Senna        | 1-9, 11-19   | Sakon Yamamoto Christian Klien   | Davide Valsecchi Josef Král Pastor Maldonado                    |
| BMW Sauber F1 Team           | BMW Sauber-Ferrari   | C29     | Ferrari 056       | B     | 22 | Pedro de la Rosa   | 1-14         | Esteban Gutiérrez                | Sergio Pérez                                                    |
| BMW Sauber F1 Team           | BMW Sauber-Ferrari   | C29     | Ferrari 056       | B     | 22 | Nick Heidfeld      | 15-19        | Esteban Gutiérrez                | Sergio Pérez                                                    |
| BMW Sauber F1 Team           | BMW Sauber-Ferrari   | C29     | Ferrari 056       | B     | 23 | Kamui Kobayashi    | Tutti        | Esteban Gutiérrez                | Sergio Pérez                                                    |
| Virgin Racing                | Virgin-Cosworth      | VR-01   | Cosworth CA2010   | B     | 24 | Timo Glock         | Tutti        | Jérôme d'Ambrosio                | Rio Haryanto Luiz Razia Andy Soucek                             |
| Virgin Racing                | Virgin-Cosworth      | VR-01   | Cosworth CA2010   | B     | 25 | Lucas Di Grassi    | Tutti        | Jérôme d'Ambrosio                | Rio Haryanto Luiz Razia Andy Soucek                             |

## Circuiti e gare
Per quanto concerne i circuiti la novità più rilevante è rappresentata dal circuito di Yeongam che ospiterà la prima edizione del Gran Premio di Corea. La FIA da l'approvazione alla struttura solo il 12 ottobre 2010, appena due settimane prima della data fissata per il gran premio, dopo un'ultima ispezione guidata da Charlie Whiting.
Per la gara sul circuito di Sakhir viene utilizzata la configurazione denominata Endurance Circuit. Questo disegno si distingue dal precedente per l'utilizzo di un complesso di curve subito dopo l'attuale curva 4 e porta la lunghezza del tracciato a 6,299 km.
Anche il circuito di Silverstone ha subito importanti modifiche nel disegno del tracciato. La lunghezza viene aumentata di 760 metri, con l'utilizzo di un percorso inizialmente previsto per la MotoGP: viene modificata la parte tra la curva Abbey, dove invece della chicane si girerà a destra, e la Brooklands, dove avviene il ricongiungimento con vecchio tracciato.

## Riprese televisive
Alcuni broadcaster in possesso dei diritti per trasmettere in diretta televisiva la Formula 1 nella propria nazione di appartenenza sono Network Ten (Australia), TF1 (Francia), RTL (Germania), RAI (Italia), BBC (Regno Unito), SRG SSR idée suisse (Svizzera) e La Sexta (Spagna).
Con un contratto fino al 2012, La RAI in Italia trasmetterà a definizione standard (nel formato 16/9) le qualifiche del sabato e la gara della domenica. Sempre in Italia, Sky, la pay TV per la piattaforma digitale satellitare, dopo due stagioni e mezzo, ha deciso invece di non rinnovare il contratto che le consentiva la messa in onda di tutte le sessioni del fine settimana, a causa del costo per l'acquisizione dei diritti, circa 30 milioni di euro con un ascolto medio di circa 400 000 spettatori, e ai problemi incontrati con le altre reti televisive italiane.

## Modifiche al regolamento

### Regolamento Sportivo

#### Generale
- Dopo 16 stagioni, viene abolito il rifornimento di carburante in gara.[94]
- Il numero massimo di vetture che possono partecipare a un Gran Premio passa da 24 a 26.[94]
- A causa dell'aumento del numero di squadre ammesse, viene stabilito che lo spazio attribuito nei garage dei vari circuiti sia lo stesso per tutte le scuderie e viene così abolito il privilegio concesso al team campione del mondo di avere maggior spazio.[94][95]
- I tre commissari sportivi sono fissi e non cambiano più da Gran Premio a Gran Premio e viene nominato un "supervisore", scelto fra ex piloti di F1, che dà il suo parere in caso di eventi controversi.[96]

#### Sistema di punteggio
Su proposta della FIA, per aumentare lo spettacolo nella lotta al campionato, l'11 dicembre 2009 viene apportata una prima modifica al sistema di punteggio adottato a partire dal 2003: il vincitore guadagnerà 25 punti, il secondo 20, il terzo 15, il quarto 10, il quinto 8, il sesto 6, il settimo 5, l'ottavo 3, il nono 2 e il decimo 1. In seguito, le scuderie propongono un'ulteriore modifica, successivamente ratificata dalla FIA, che aumenta la differenza punti tra il primo classificato e il secondo e porta ad alcune variazioni nell'assegnazione dei punti dal quarto al decimo classificato: il vincitore guadagnerà così 25 punti, il secondo 18, il terzo 15, il quarto 12, il quinto 10, il sesto 8, il settimo 6, l'ottavo 4, il nono 2 e il decimo 1.
| Sistema di punteggio       | Sistema di punteggio | Sistema di punteggio | Sistema di punteggio | Sistema di punteggio | Sistema di punteggio | Sistema di punteggio | Sistema di punteggio | Sistema di punteggio | Sistema di punteggio | Sistema di punteggio |
| Posizione                  | 1º                   | 2º                   | 3º                   | 4º                   | 5º                   | 6º                   | 7º                   | 8º                   | 9º                   | 10º                  |
| -------------------------- | -------------------- | -------------------- | -------------------- | -------------------- | -------------------- | -------------------- | -------------------- | -------------------- | -------------------- | -------------------- |
| In vigore dal 2003 al 2009 | 10                   | 8                    | 6                    | 5                    | 4                    | 3                    | 2                    | 1                    | 0                    | 0                    |
| In vigore dal 2010         | 25                   | 18                   | 15                   | 12                   | 10                   | 8                    | 6                    | 4                    | 2                    | 1                    |

#### Qualifiche
A causa dell'aumento del numero di vetture ammesse, viene modificata la struttura delle prove di qualificazione: nella prima eliminatoria (Q1) vengono escluse le ultime 8 vetture, così come nella seconda (Q2). In realtà, dato che le scuderie che partecipano al campionato sono solo 12, per un totale di 24 vetture, nelle qualifiche verranno eliminate solo le ultime 7 macchine sia in Q1 che in Q2.
Nella terza sessione (Q3) le vetture non hanno più l'obbligo di caricare la benzina necessaria per la prima parte di gara, a causa del divieto dei rifornimenti durante il Gran Premio, e quindi possono girare con poco carburante a bordo, esattamente come nelle altre due sessioni.
Sempre per via del divieto di rifornimento in gara, viene eliminata la norma introdotta nella passata stagione che obbligava le squadre a dichiarare, entro due ore dalla conclusione delle qualifiche, il peso che le macchine eliminate nella Q1 e nella Q2 avrebbero avuto alla partenza della gara e la conseguente pubblicazione da parte della FIA dei pesi di tutte le vetture dopo le qualifiche.

#### Gomme

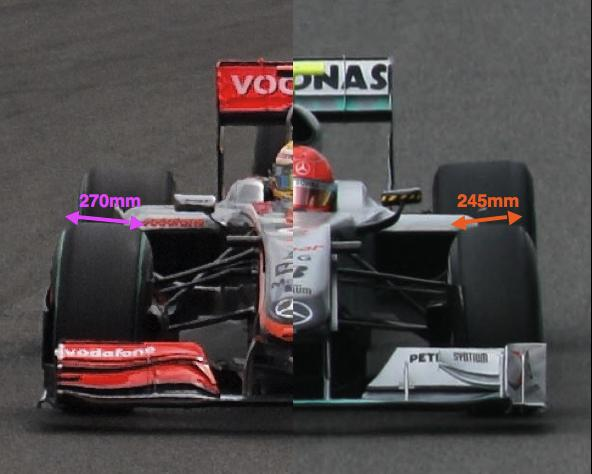
La larghezza massima del battistrada anteriore è stata accorciata, passando da 270 mm a 245 mm.

Il numero di set di gomme utilizzabili da ciascun pilota durante ogni Gran Premio scende da 14 a 11, di cui 6 di mescola dura e 5 di mescola morbida: durante le prime due sessioni di prove libere (FP1 e FP2) il pilota ha a disposizione solo tre set di gomme (2 di dure e 1 di morbide), i quali devono essere restituiti prima dell'inizio della terza sessione di prove libere (FP3) e quindi possono essere utilizzati solo nella prima giornata di prove; per il resto del week end di gara si possono utilizzare i rimanenti 8 set (4 di dure e 4 di morbide), a condizione che uno di essi venga restituito prima dell'inizio delle qualifiche.
I piloti che si qualificano per la terza parte delle qualifiche (Q3) dovranno iniziare la gara con le stesse gomme usate per far segnare il loro tempo migliore durante la Q3. Questa norma è valida solamente se sono state utilizzate gomme d'asciutto per far segnare il tempo in qualifica e se alla partenza della gara vengono utilizzate gomme d'asciutto; se le gomme utilizzate nella Q3 hanno subito deterioramenti possono essere sostituite, previa autorizzazione del delegato tecnico della FIA.

#### Motore
Viene mantenuto il limite di 8 motori a pilota per stagione: in caso di utilizzo di un ulteriore motore il pilota subirà una penalizzazione di 10 posti in griglia nella gara nella quale avviene l'uso del motore extra. La FIA ha annunciato che l'uso di un secondo motore aggiuntivo durante un week end di gara si tradurrà in un'ulteriore penalità di 10 posizioni da scontare nel Gran Premio successivo.

#### Test
I giorni di test aerodinamici consentiti in un anno vengono ridotti inizialmente da 8 a 6 e poi ulteriormente a 4. La Federazione stabilisce che è possibile sostituire uno qualsiasi dei giorni a disposizione con 4 ore di test da effettuare nella galleria del vento con modelli a grandezza naturale; questi test possono essere condotti nell'arco di un unico periodo della durata di 24 ore.
Viene stabilita la possibilità di concedere dei giorni extra di test, a favore di quei piloti che subentrano nel corso della stagione. I test saranno possibili entro i 14 giorni precedenti o successivi la sostituzione, e il subentrante non deve aver corso in gran premi del mondiale nei due anni precedenti. Inoltre i test devono essere effettuati in circuiti non compresi nel calendario mondiale. Qualora la sostituzione non avvenga il team verrà penalizzato decurtando i giorni di test compiuti dalla quota dei test permessi l'anno seguente.

#### Penalità
Nel caso di penalità inflitta negli ultimi 5 giri di gara o dopo la gara, i commissari sportivi possono aggiungere 20 secondi o 30 secondi al tempo finale del pilota, in sostituzione rispettivamente di un drive-through o di uno stop and go; fino alla stagione precedente era possibile aggiungere solo 25 secondi.
Viene inoltre chiarito che il pilota non può tagliare il traguardo in pista per più di due volte, prima di entrare nella pit lane per scontare la penalità.
A partire da questa stagione, un pilota che commette un'infrazione durante la gara può essere retrocesso di un numero qualsiasi di posizioni in griglia nel Gran Premio successivo, mentre in precedenza era possibile retrocederlo solo di dieci posizioni.

#### Safety car
Viene eliminata la procedura che permetteva alle auto doppiate prima dell'intervento della safety car di sdoppiarsi prima della ripresa della gara.
Alla conclusione del regime di safety car, i piloti possono ricominciare a sorpassare dopo aver superato la linea di ingresso ai box (safety car line 1), mentre in precedenza dovevano prima tagliare il traguardo.
Nella riunione del Consiglio Mondiale degli Sport Motoristici (WMSC) del 23 giugno 2010, viene stabilito che nel caso in cui la safety car fosse ancora in pista all'inizio dell'ultimo giro, oppure venisse chiamata ad intervenire durante l'ultimo giro, la gara si deve considerare conclusa dietro la vettura di sicurezza, con quest'ultima che rientra nella corsia dei box al termine dell'ultimo giro e le macchine che tagliano il traguardo senza superarsi. Questa precisazione è stata introdotta in risposta a quanto accaduto nel Gran Premio di Monaco, nel quale Michael Schumacher ha sorpassato Fernando Alonso durante l'ultimo giro, dopo aver superato la safety car line 1, dopo che la safety car era stata richiamata nella pit lane dal direttore di gara.
In seguito a ciò che si è verificato nel Gran Premio d'Europa, la FIA ha adottato alcuni cambiamenti alla procedura della safety car: quando viene attivato il regime di safety car la vettura di sicurezza non viene necessariamente mandata in pista immediatamente, ma valutando caso per caso, al fine di non penalizzare alcuni piloti rispetto ad altri; la vettura di sicurezza sarà mandata in pista sempre davanti al leader della corsa e qualora ciò non fosse possibile ed alcune macchine si ritrovassero tra la safety car e il primo, esse verranno lasciate passare immediatamente; viene modificata la procedura riguardante il semaforo all'uscita della pit lane; il tempo minimo che i piloti devono rispettare durante il primo giro di intervento della vettura di sicurezza viene aumentato, dal 120% di un normale giro di gara, si passa al tempo impiegato andando alla velocità della safety car (al fine di evitare che i piloti possano uscire davanti alla vettura di sicurezza); i piloti saranno esentati dal rispettare il tempo minimo negli ultimi 200 m del tracciato.

#### Procedura della bandiera rossa
La procedura da seguire quando una gara viene sospesa è stata leggermente modificata: invece che allinearsi una dietro all'altra nel lato della pole position, le vetture si schiereranno sulle caselle della griglia di partenza, con la prima ad arrivare che occuperà la pole position e le seguenti che si fermeranno davanti alle restanti caselle.
Coerentemente con quanto previsto durante il regime di safety car, alle vetture doppiate non è più consentito completare un giro di pista per sdoppiarsi prima di riprendere la gara.
Nel caso in cui la gara riprendesse in condizioni di bagnato e il direttore di gara ritenesse necessario effettuare più di un giro dietro alla safety car, l'uso delle gomme da bagnato estremo è obbligatorio.

#### Parco chiuso
Da quando le vetture entrano in regime di parco chiuso (ovvero da quando scendono in pista nelle qualifiche) cominciano ad essere monitorate da dalle telecamere ad alta risoluzione. Dopo le qualifiche le macchine non vengono più portate nel garage della FIA, ma vengono coperte e sigillate dentro il box di ciascuna squadra e sono sorvegliate dalle suddette telecamere. I sigilli e le coperture potranno essere rimossi cinque ore prima dell'inizio del giro di formazione della gara.

#### Sicurezza generale
Nella riunione del Consiglio Mondiale degli Sport Motoristici (WMSC) del 23 giugno 2010 è stato stabilito che qualsiasi macchina che venga guidata in modo eccessivamente lento, errato o potenzialmente pericoloso per gli altri piloti, verrà segnalata ai commissari sportivi e rischierà una penalizzazione; questa norma è valida in tutte le zone del tracciato, compresa la pit lane.
Nella stessa riunione, è stato anche introdotto un tempo massimo che deve essere rispettato tra linea di uscita dai box (safety car line 2) e la linea di ingresso ai box (safety car line 1) nei giri di rientro nella pit lane durante le qualifiche e nei giri di ricognizione effettuati dai piloti prima di schierarsi sulla griglia di partenza.

#### Altre modifiche
Durante il giro di formazione prima della partenza, un pilota che, per qualsiasi motivo, si attarda e viene superato dagli altri è autorizzato a sorpassare per ripristinare le posizioni originali di partenza, ma se non riuscisse a farlo prima di arrivare alla linea di ingresso ai box (safety car line 1), sarebbe costretto a rientrare nella pit lane e ad iniziare la gara dalla corsia box.
A partire dal Gran Premio d'Europa, nei casi in cui la FIA deve prelevare dei campioni di carburante dalle vetture, al termine di una sessione di prove, è obbligatorio riportare sempre la macchina al proprio box; non è più consentito abbandonare la vettura lungo il tracciato.

### Regolamento tecnico

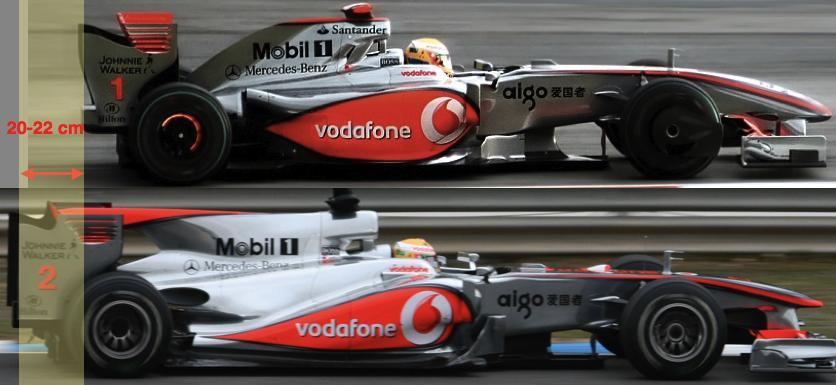
A causa del divieto dei rifornimenti e quindi la necessità di usare serbatoi più grandi, le vetture sono state allungate rispetto alla stagione precedente.

Per questa stagione viene sospeso l'utilizzo del KERS. Il peso minimo delle monoposto passa da 605 a 620 kg. La larghezza massima del battistrada delle gomme anteriori viene ridotta da 270 a 245 mm, in modo da avere una minor superficie di contatto; la Bridgestone, a causa del divieto dei rifornimenti e quindi del maggior peso che dovranno sopportare le ruote a inizio gara, userà una mescola più dura per compensare questo effetto. Sono inoltre vietati i copricerchi sulle ruote, in modo da non creare situazione di pericolo durante i pit stop e per agevolare i sorpassi.
I team sono obbligati ad omologare alcune parti delle macchine prima della gara inaugurale e non possono più modificarle durante la stagione, se non per motivi di sicurezza o affidabilità e previo consenso da parte della FIA; le parti in questione sono: cellula di sopravvivenza, roll-bar, strutture di impatto e ruote anteriori e posteriori.
Sulla base delle negoziazioni per il nuovo patto della Concordia, al fine di limitare i costi di gestione vengono stabiliti dei limiti al numero di innovamenti aerodinamici nel corso della stagione, una restrizione del numero di addetti impiegati in ciascun gran premio, la completa chiusura delle factory durante la pausa estiva e una standardizzazione delle ali.

## Riassunto della stagione

### Gran Premio del Bahrain

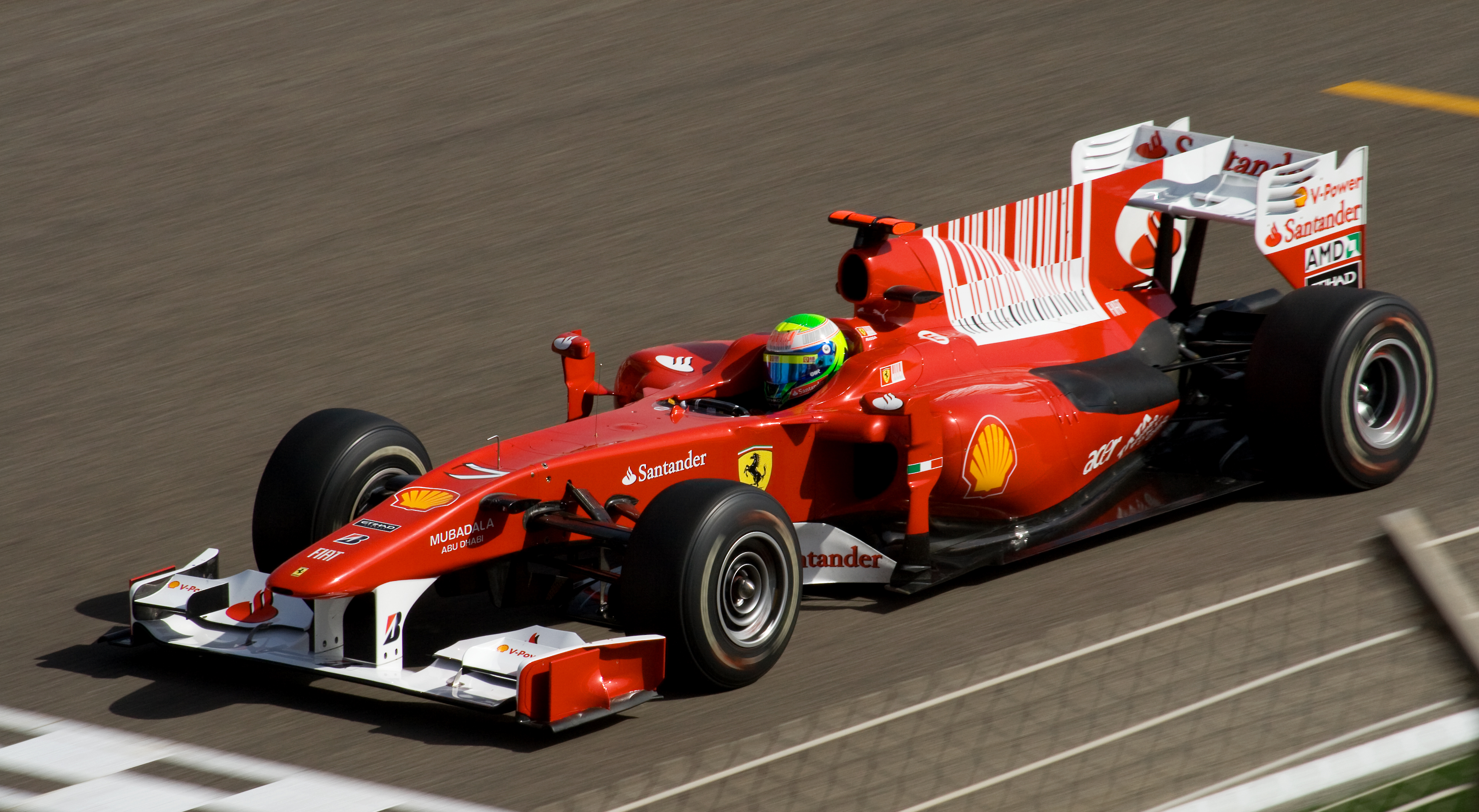
Felipe Massa sulla Ferrari durante il Gran Premio.

La stagione ha avuto inizio il 14 marzo con il Gran Premio del Bahrain. Al termine delle qualifiche Sebastian Vettel ottiene la pole position precedendo i due piloti della Ferrari e l'inglese Lewis Hamilton. Il rientrante Michael Schumacher si posiziona invece al settimo posto.
Al via Vettel mantiene il comando della corsa mentre alla prima curva Alonso e Rosberg superano rispettivamente Felipe Massa e Lewis Hamilton. I primi tre mantengono un buon margine sui diretti inseguitori mentre Hamilton riesce a tornare davanti a Rosberg in occasione dell'unica sosta della gara. Tutto rimane invariato fino al trentaquattresimo passaggio, quando uno scarico della Red Bull di Vettel si rompe costringendo il pilota tedesco a diminuire il ritmo: Vettel deve così cedere il comando della corsa e persino il podio subendo in rapida successione il sorpasso da Alonso, Massa e Hamilton. Il tedesco riesce però a difendersi dagli attacchi di Rosberg, giungendo quarto al traguardo.
Negli ultimi passaggi non avviene nulla di rilevante e Alonso conquista così il primo Gran Premio stagionale, davanti a Massa e Hamilton. Michael Schumacher si classifica al sesto posto precedendo il campione del mondo Jenson Button, Mark Webber, Vitantonio Liuzzi e Rubens Barrichello. Per quanto riguarda le squadre esordienti, soltanto la Lotus di Heikki Kovalainen riesce a concludere la gara, mentre le altre scuderie debuttanti, Virgin e HRT, non riescono a completare la distanza prevista.

### Gran Premio d'Australia

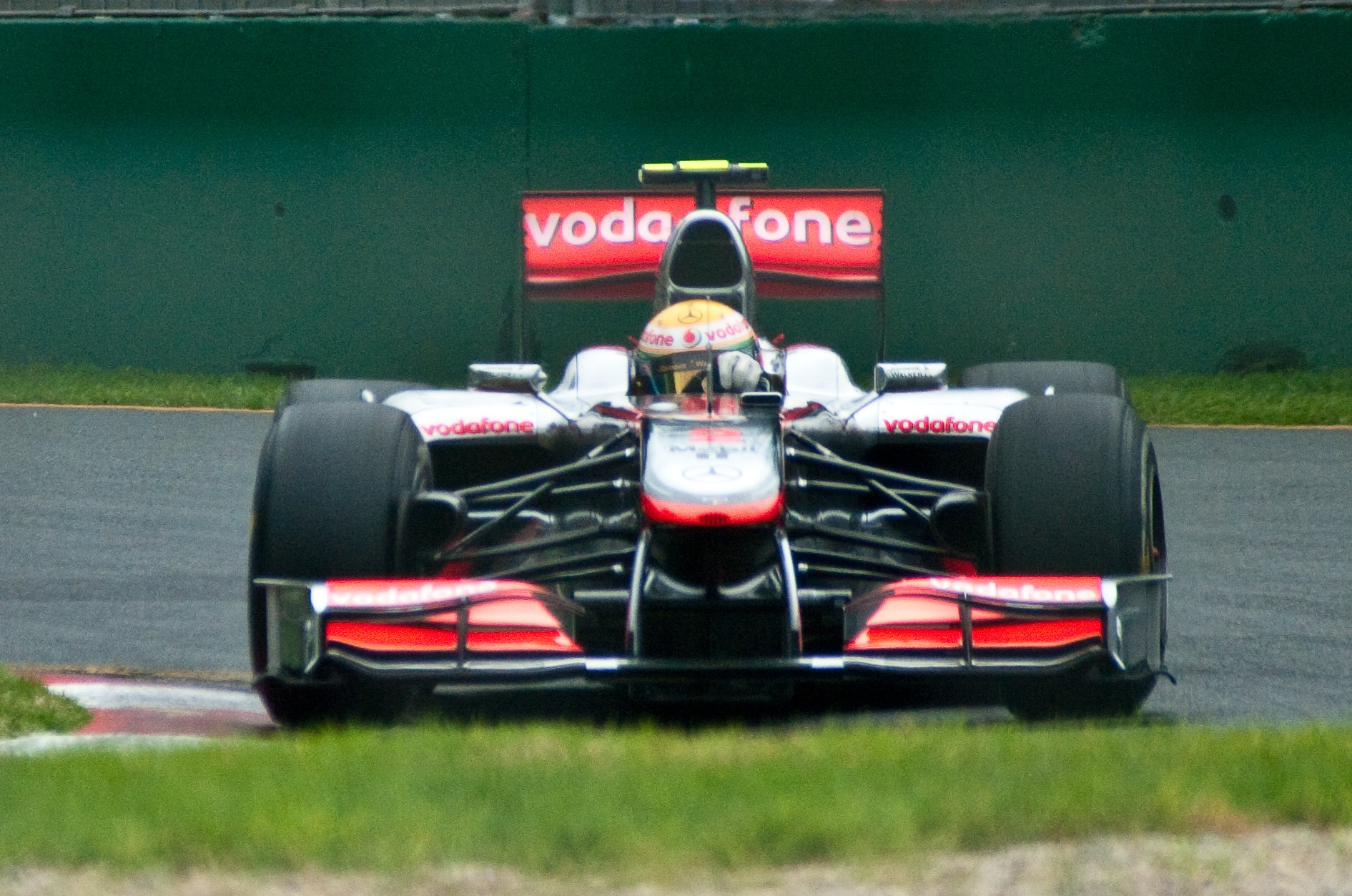
Lewis Hamilton sul circuito di Melbourne.

Sebastian Vettel ottiene la seconda pole position consecutiva davanti al compagno di squadra Webber, Alonso e Button.
Al via, sotto una leggera pioggia, Vettel scatta al comando mentre alle sue spalle Fernando Alonso finisce in testacoda dopo un contatto con Jenson Button e Michael Schumacher, finendo in coda al gruppo alla pari del tedesco, costretto inoltre a sostituire l'alettone anteriore. Poche curve più tardi il giapponese Kamui Kobayashi perde l'alettone anteriore e coinvolge in un incidente Nico Hülkenberg e Sébastien Buemi, causando l'ingresso in pista della safety car. Lo scroscio di pioggia è terminato, pertanto la pista si asciuga velocemente e Button è il primo a montare le gomme da asciutto, anticipando il pit stop un paio di giri prima degli altri e rimontando fino alla seconda posizione.
Al termine delle soste ai box, dietro a Vettel e Button, si trovano Robert Kubica, Felipe Massa, Mark Webber, Lewis Hamilton e Alonso, che ha recuperato fino all'ottava posizione, ma dopo pochi giri Vettel finisce nella ghiaia per un problema ai freni e si ritira, cedendo la prima posizione a Button. Nel tentativo di recuperare qualche posizione Hamilton, Webber e Nico Rosberg, al contrario degli altri piloti che decidono di concludere la gara con una sola sosta, compiono un secondo pit stop nel tentativo di recuperare qualche posizione: la strategia sembra funzionare per Hamilton e Webber, che riescono ad essere molto più veloci dei piloti che li precedono raggiungendo Alonso a pochi giri dalla fine. In seguito ad un tentativo di sorpasso di Hamilton sullo spagnolo, però, Webber tampona l'inglese finendo entrambi in testacoda.
Button vince per la seconda volta consecutiva il Gran Premio d'Australia, seguito da Kubica e Massa. Alonso termina quarto seguito da Nico Rosberg, Hamilton, Liuzzi, Barrichello, Webber e Schumacher.

### Gran Premio della Malesia[111]

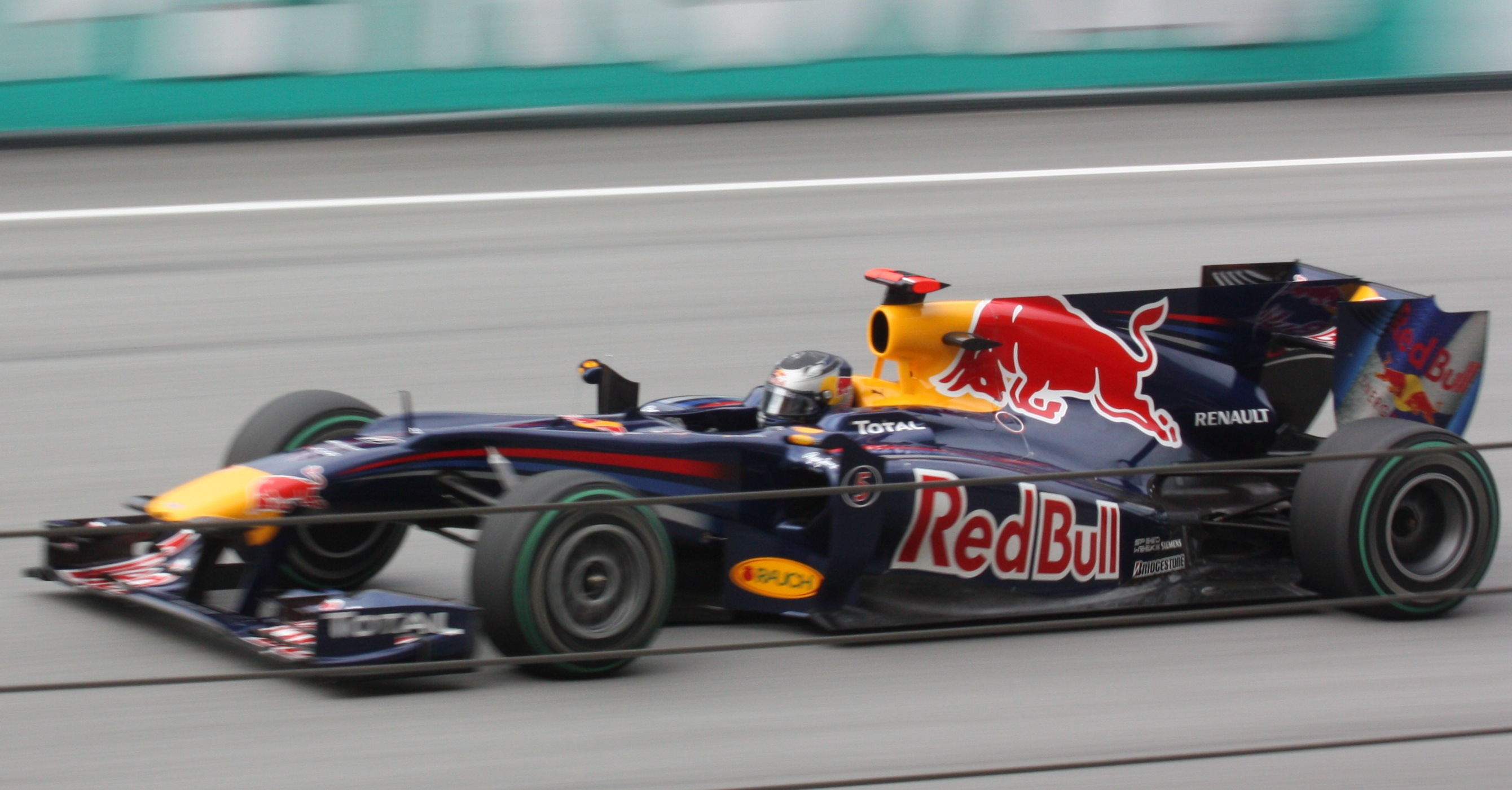
Sebastian Vettel, vincitore in Malesia.

Per la 3ª prova del mondiale la Formula 1 si sposta in Malaysia, dove nelle qualifiche condizionate dalla pioggia Mark Webber conquista la pole position, con le Ferrari e le McLaren costrette a partire nelle retrovie a causa di una scelta errata nel momento dell'uscita per effettuare il giro cronometrato. Al via Sebastian Vettel sorpassa il compagno Webber portandosi in 1ª posizione, mentre le McLaren e le Ferrari iniziano un tentativo di rimonta. Nei primi giri si ritirano Michael Schumacher, Kamui Kobayashi e Vitantonio Liuzzi. Ai box le scuderie adottano strategie diverse, con alcuni team che preferiscono entrare prima e altre che, nell'ipotesi che arrivi la pioggia, si fermano dopo.
Felipe Massa sorpassa il campione del mondo Jenson Button al 46º giro; successivamente l'inglese subisce dei tentativi di sorpasso da parte di Fernando Alonso, ma durante uno di questi il motore dello spagnolo si rompe. La Red Bull completa la doppietta con Vettel 1º e Webber 2º, mentre Nico Rosberg si posiziona 3º. Per la seconda volta va a punti Robert Kubica, 4º, mentre in 5ª posizione si classifica Adrian Sutil. Completano la zona punti Lewis Hamilton, Massa, Button, Jaime Alguersuari e Nicolas Hülkenberg, questi ultimi due per la prima volta a punti nella loro carriera. La classifica si accorcia molto, con Massa che passa in testa con 2 punti di vantaggio rispetto ad Alonso e Vettel e con sette piloti nello spazio di 9 punti.

### Gran Premio di Cina[112]

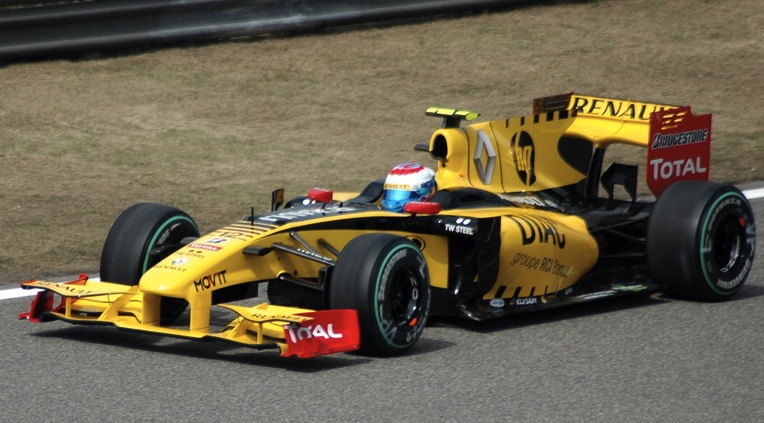
Vitalij Petrov conquista nel Gran Premio di Cina i primi punti della sua carriera in Formula 1.

Il 4º appuntamento del mondiale si svolge in Cina, sul circuito di Shangai. Nelle qualifiche le Red Bull di Sebastian Vettel e Mark Webber si dimostrano ancora più veloci posizionandosi in prima fila, con alle loro spalle la Ferrari di Fernando Alonso. Al via lo spagnolo anticipa la partenza e riesce a passare entrambe le vetture austriache, ma per questa azione verrà successivamente sanzionato con un drive-through. Nel corso del 1º giro un testacoda di Vitantonio Liuzzi innesca un incidente che vede coinvolti anche Kamui Kobayashi e Sébastien Buemi, tutti costretti al ritiro, e che vede l'ingresso della safety-car a causa dei detriti presenti in traiettoria. Subito dopo l'ingresso della vettura di sicurezza inizia a cadere una pioggia leggera e tutti i piloti, tranne Nico Rosberg, Jenson Button, Robert Kubica, Vitalij Petrov, Pedro de la Rosa e Heikki Kovalainen, rientrano ai box per montare gomme intermedie. Il tedesco della Mercedes GP passa al comando della gara mentre lo spagnolo della Sauber sarà costretto a ritirarsi per un problema al motore, ma la pioggia non aumenta di intensità e la pista non si bagna a sufficienza per mantenere le gomme intermedie, così coloro che avevano cambiato gli pneumatici sono costretti a montare gomme da asciutto.
Rosberg rimane al comando fino al 19º giro quando, dopo aver commesso un errore a causa dell'aumento dell'intesità della pioggia, viene superato da Button e, proprio a causa della maggior acqua in pista, tutti i piloti tra il 19º e il 20º giro sono costretti a montare nuovamente le gomme intermedie. Al giro successivo però la vettura di sicurezza deve rientrare nuovamente in pista a causa dell'incidente di Jaime Alguersuari che, in un tentativo di doppiaggio, perde l'alettone anteriore; in questo modo le vetture rimaste indietro a causa della strategia errata, in particolar modo Lewis Hamilton, le Ferrari e le Red Bull, si ritrovano il loro svantaggio azzerato. Una volta ripartiti, la classifica vede Button in testa seguito da Rosberg, Kubica e Hamilton, che supera il polacco al 29º giro e tenta più volte il sorpasso su Rosberg, senza riuscirvi. Tra la 37ª e la 38ª tornata i piloti sono costretti a montare pneumatici nuovi e in questa occasione Hamilton riesce a sopravanzare Rosberg raggiungendo la 2ª posizione. Dietro di loro Alonso, che è riuscito a ritornare al 5º posto, sorpassa Kubica raggiungendo la 4ª posizione, Vettel non riesce ad avvicinarsi al polacco e rimane al 6º posto, Petrov dopo diversi sorpassi riesce a raggiungere la 7ª posizione, mentre Webber e Felipe Massa si collocano all'8º e 9º posto, davanti a Michael Schumacher. Button vince il 2º Gran Premio in stagione e diventa nuovo leader del mondiale, davanti a Rosberg con 10 punti di vantaggio e ad Alonso e Hamilton, entrambi distanziati di 11 punti. Nel mondiale costruttori la McLaren passa in testa, davanti a Ferrari e Red Bull.

### Gran Premio di Spagna[113]

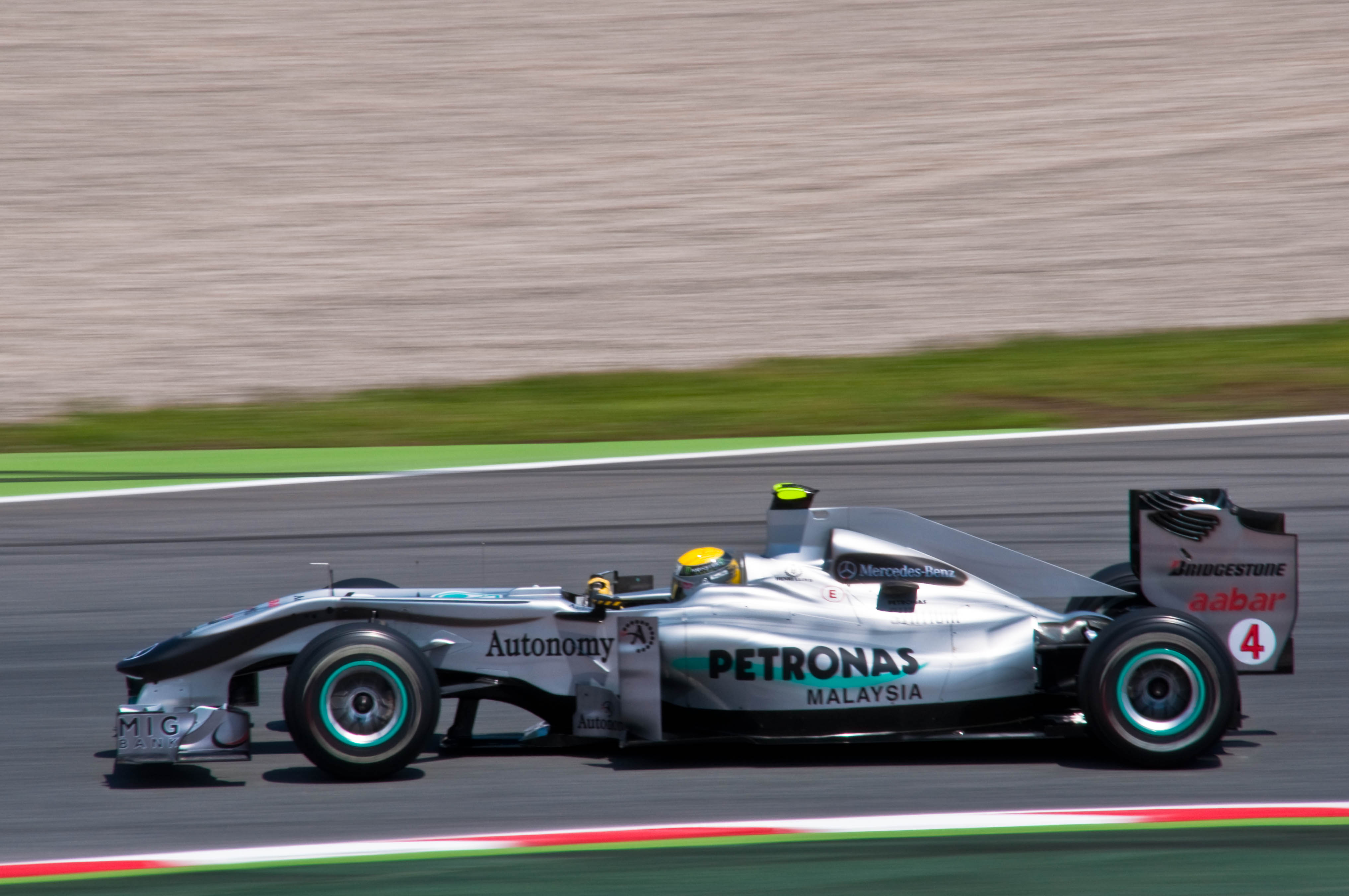
Nico Rosberg, giunto 13º nel Gran Premio di Spagna.

La quinta gara del campionato si disputa in Spagna sul tracciato del Montmeló. Ancora una volta nelle qualifiche la prima fila viene occupata dai piloti della Red Bull, con Mark Webber che precede il compagno Sebastian Vettel, subito dietro si posizionano Lewis Hamilton, Fernando Alonso, Jenson Button e Michael Schumacher. Al via i primi 6 conservano le proprie posizioni, con Felipe Massa che passa dal 9º al 7º posto, mentre retrocedono le due Sauber e Nico Rosberg. Le posizioni rimangono invariate fino al primo cambio gomme, dove Lewis Hamilton sorpassa Sebastian Vettel che stava rientrando in pista dopo la sosta ai box, così come Michael Schumacher che riesce a sopravanzare il leader della classifica Jenson Button portandosi in 5ª posizione. Durante la sosta ai box, la vettura di Rosberg accusa dei problemi durante il fissaggio della ruota che gli fanno perdere alcune posizioni, rientrando 16º. Subito dopo la propria sosta, Schumacher subisce vari attacchi da parte di Button, ma riesce a resistere e a non farsi sorpassare. Questa lotta consente a Massa di avvicinarsi ai due ma, durante il doppiaggio Karun Chandhok, danneggia l'ala anteriore; questo incidente non impedisce però al pilota di continuare la propria corsa.
Al 54º giro Vettel esce fuori pista alla curva 7 costringendo il pilota tedesco a un'ulteriore sosta ai box per cambiare le gomme; così facendo Alonso riesce a sopravanzare Vettel e a raggiungere la 3ª posizione. Infine, al penultimo giro, Hamilton accusa un problema all'avantreno che fora la ruota anteriore e costringe l'inglese ad uscire di pista, consentendo ad Alonso di giungere 2º al traguardo. La vittoria va a Webber con Vettel che, nonostante alcuni problemi ai freni che lo costringono a rallentare nel finale, completa il podio. Schumacher conquista il 4º posto, miglior risultato dal rientro, seguito da Button, Massa, Adrian Sutil, Robert Kubica, Rubens Barrichello, partito 17º, e Jaime Alguersuari. Nella classifica piloti Alonso passa in 2ª posizione distanziato di tre lunghezze da Button, ancora leader della classifica; alle spalle dello spagnolo si posizionano Vettel e Webber, distanziati di 10 e 17 punti dal capoclassifica. La classifica costruttori vede un avvicinamento di Ferrari e Red Bull alla McLaren: la scuderia italiana ha 3 punti di distacco, mentre quella austriaca ne ha 6, con alle loro spalle Mercedes GP e Renault.

### Gran Premio di Monaco[114]

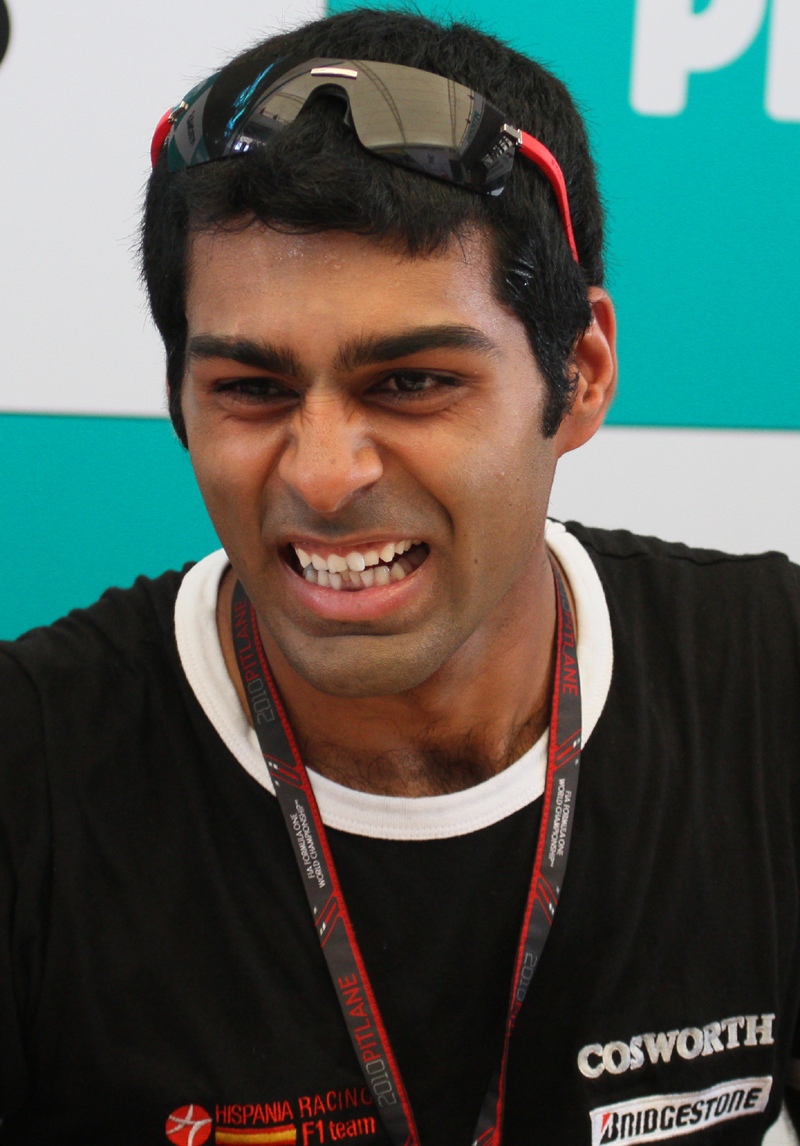
Karun Chandhok è stato protagonista di un incidente con Jarno Trulli alla fine del Gran Premio di Monaco.

L'appuntamento successivo, il sesto della stagione, si svolge una settimana dopo a Monaco, sul Circuito di Monte Carlo. Nelle qualifiche la pole position viene nuovamente ottenuta dalla Red Bull di Mark Webber, seguito da Robert Kubica e Sebastian Vettel; il pilota della Ferrari Fernando Alonso è invece costretto a partire dalla corsia dei box a causa di un incidente avvenuto nel corso delle ultime prove libere del sabato mattina che gli ha impedito di prendere parte alle qualificazioni. Alla partenza Vettel riesce a sopravanzare Kubica e mantiene la posizione nonostante un incidente con Nicolas Hülkenberg che urta contro la sua vettura all'uscita del tunnel nel corso del primo giro; dopo il contatto quest'ultimo è costretto al ritiro e, visto che la sua monoposto rimane in mezzo alla traiettoria è necessario l'ingresso in pista della safety car. L'entrata in pista della vettura di sicurezza permette ad Alonso di effettuare il cambio gomme e quindi di rispettare la regola dell'utilizzo di entrambe le mescole degli pneumatici per almeno un giro. In regime di safety si assiste al ritiro del leader della classifica piloti Jenson Button a causa di un problema al motore.
Alla ripartenza il pilota spagnolo inizia a recuperare posizioni sorpassando i piloti delle tre scuderie entrate all'inizio della stagione, Lotus, Virgin e HRT. Dopo il cambio gomme le posizioni dei primi rimangono immutate, con Webber in testa seguito da Vettel, Kubica, Felipe Massa e Lewis Hamilton; alle sue spalle Alonso è riuscito a posizionarsi al 6º posto approfittando delle soste degli altri piloti, seguito da Michael Schumacher e Nico Rosberg. Al 31º giro la safety car rientra di nuovo in pista a causa dell'incidente di Rubens Barrichello alla curva Massenet dovuto ad un cedimento al retrotreno della sua Williams. La vettura di sicurezza è costretta a rientrare nuovamente al 43º giro a causa di un tombino saltato a per via dell'incidente di Barrichello. La corsa si svolge regolarmente fino al 74º giro quando avviene un incidente tra Jarno Trulli e Karun Chandhok che costringe la safety a entrare in pista per la quarta volta. Il Gran Premio termina con il rientro in pista della safety car, ma nonostante ciò Schumacher supera Alonso all'ultima curva raggiungendo la 6ª posizione. Questa manovra viene però ritenuta scorretta da parte dei giudici che penalizzano il tedesco con 20 secondi al tempo finale di gara, retrocedendolo al 12º posto. La gara si conclude con la vittoria di Webber, con Vettel e Kubica a completare il podio. A punti finiscono Massa, Hamilton, Alonso, Rosberg, Adrian Sutil, Vitantonio Liuzzi e Sébastien Buemi. Con questo risultato la classifica piloti vede in testa a pari punti i due piloti della Red Bull con Alonso distanziato di tre punti, mentre in quella costruttori la Red Bull si porta al comando con, a seguire, Ferrari, McLaren e Mercedes.

### Gran Premio di Turchia[115]

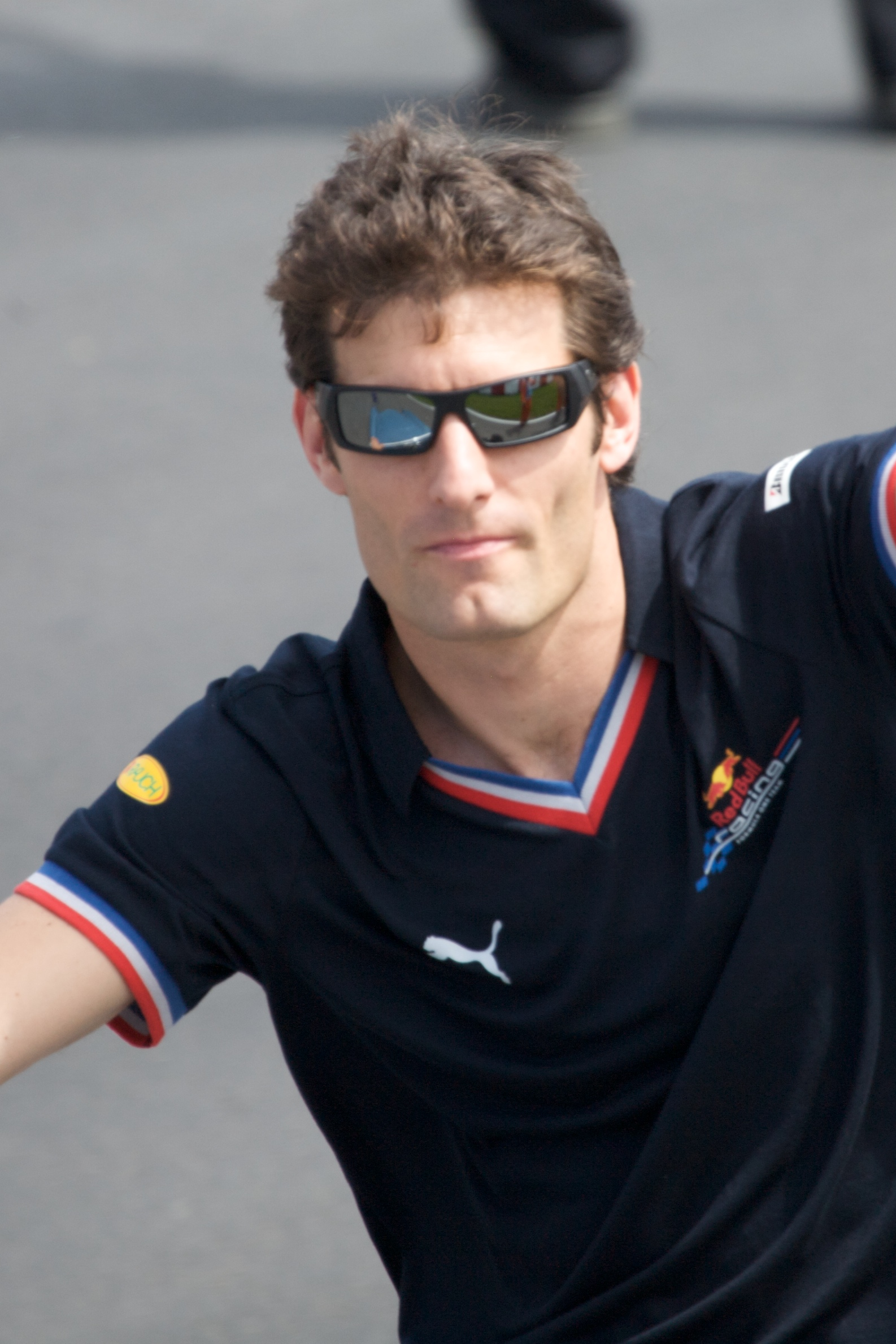
Mark Webber, giunto terzo in Turchia.

La settima prova del mondiale si svolge in Turchia sul circuito di Istanbul. La Ferrari partecipa all'800º Gran Premio della sua storia, ma nelle qualifiche si posiziona a metà schieramento, con Felipe Massa 8º e Fernando Alonso 12º. La pole position, per la terza volta consecutiva, viene conquistata da Mark Webber seguito da Lewis Hamilton, Sebastian Vettel, Jenson Button e Michael Schumacher. Alla partenza l'australiano conserva la 1ª posizione, mentre alle sue spalle Hamilton e Button vengono passati da Vettel e Schumacher; nel giro di poche curve però gli inglesi riconquistano le proprie posizioni. Hamilton rimane costantemente vicino al capo-classifica ma, a causa di un cambio gomme non rapido, viene superato da Vettel dopo la sosta ai box. I primi quattro della classifica, ovvero le due Red Bull e le due McLaren, aumentano il proprio vantaggio sugli altri inseguitori e fanno gara a sé.
Al 41º giro, in un tentativo di sorpasso alla curva 12, Vettel e Webber si urtano, costringendo il primo al ritiro e il secondo a retrocedere in 3ª posizione. Al comando passano le McLaren di Hamilton e Button e anche i due piloti inglesi ingaggiano un duello tra il 48º e il 49º giro in cui entrambi si scambiano un paio di volte la posizione. Hamilton conclude il Gran Premio in 1ª posizione con alle spalle Button, Webber, Schumacher, Nico Rosberg, Robert Kubica, Massa, Alonso, Adrian Sutil e Kamui Kobayashi che conquista il primo punto stagionale per la BMW Sauber. Nella classifica piloti Webber mantiene il comando con 5 punti di vantaggio su Button, 9 su Hamilton, 14 su Alonso e 15 su Vettel, mentre nella classifica costruttori la McLaren passa al comando con un punto di vantaggio sulla Red Bull e 26 sulla Ferrari.

### Gran Premio del Canada[116]

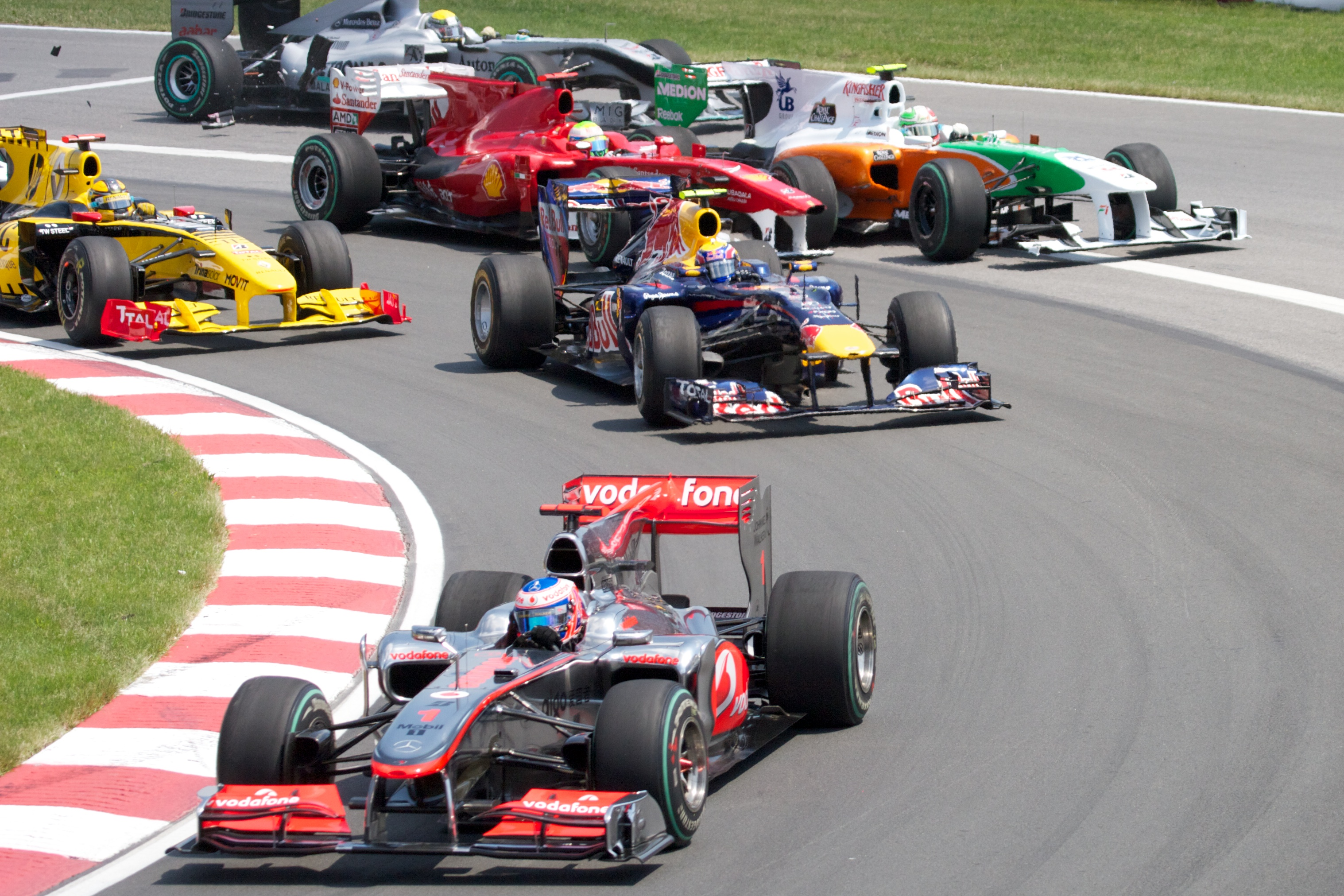
Button davanti a Webber e, subito dietro, Massa e Liuzzi che entrano in contatto alla seconda curva.

L'8ª prova del mondiale di Formula 1 si svolge in Canada dopo un anno di assenza sul circuito di Montréal. La pole position viene conquistata da Lewis Hamilton seguito in griglia da Sebastian Vettel e Mark Webber, che però viene successivamente retrocesso di 5 posizione sulla griglia per aver sostituito la frizione permettendo al ferrarista Fernando Alonso di partire in 3ª posizione, Jenson Button in 4ª, Vitantonio Liuzzi in 5ª e Felipe Massa in 6ª. Alla partenza i primi tre mantengono le loro posizioni, mentre Massa arriva alla prima curva in mezzo a Button e Liuzzi, ma non riesce ad evitare l'incidente con l'italiano ed entrambi sono costretti a fermarsi ai box per sostituire i pezzi danneggiati. Il degrado delle gomme è molto elevato e chi è partito con le gomme più morbide, come ad esempio Hamilton, Alonso e Button, è costretto al cambio gomme dopo 7 giri per montare le gomme con mescola più dura; lungo l'uscita dalla pit lane Alonso, grazie a un pit-stop più veloce, riesce a sorpassare Hamilton.
Al comando passano Vettel e Webber, che però si fermano per il cambio gomme al 13º e 14º giro, con Vettel che sceglie le morbide mentre Webber mantiene le dure. Poco dopo la sosta ai box Hamilton riesce a riguadagnare la sua posizione su Alonso, alla fine del rettilineo finale, approfittando della lotta tra lo spagnolo e Sébastien Buemi. Successivamente Alonso viene avvicinato da Button che riesce a sopravanzare lo spagnolo al 56º giro durante il doppiaggio della HRT di Karun Chandhok. La vittoria va a Hamilton, seguito dal compagno di squadra Button e da Alonso, con Vettel 4º e Webber 5º; alle loro spalle si posizionano Nico Rosberg, arretrato a causa dell'incidente tra Massa e Liuzzi, Robert Kubica, Buemi, Liuzzi e Adrian Sutil, con i due piloti della Force India capaci di superare Michael Schumacher negli ultimi giri; Massa conclude 15º a causa di uno scontro con Schumacher durante un tentativo di sorpasso che ha causato un danneggiamento dell'ala anteriore del ferrarista. La classifica piloti cambia nuovamente, con Hamilton che passa al comando con 109 punti, seguito a 3 lunghezze da Button, a 6 da Webber, a 15 da Alonso e a 19 da Vettel. Per quanto riguarda i costruttori, la McLaren, con 215 punti, aumenta il suo vantaggio sulle inseguitrici Red Bull e Ferrari, distanziate di 22 e 54 punti.

### Gran Premio d'Europa[117]

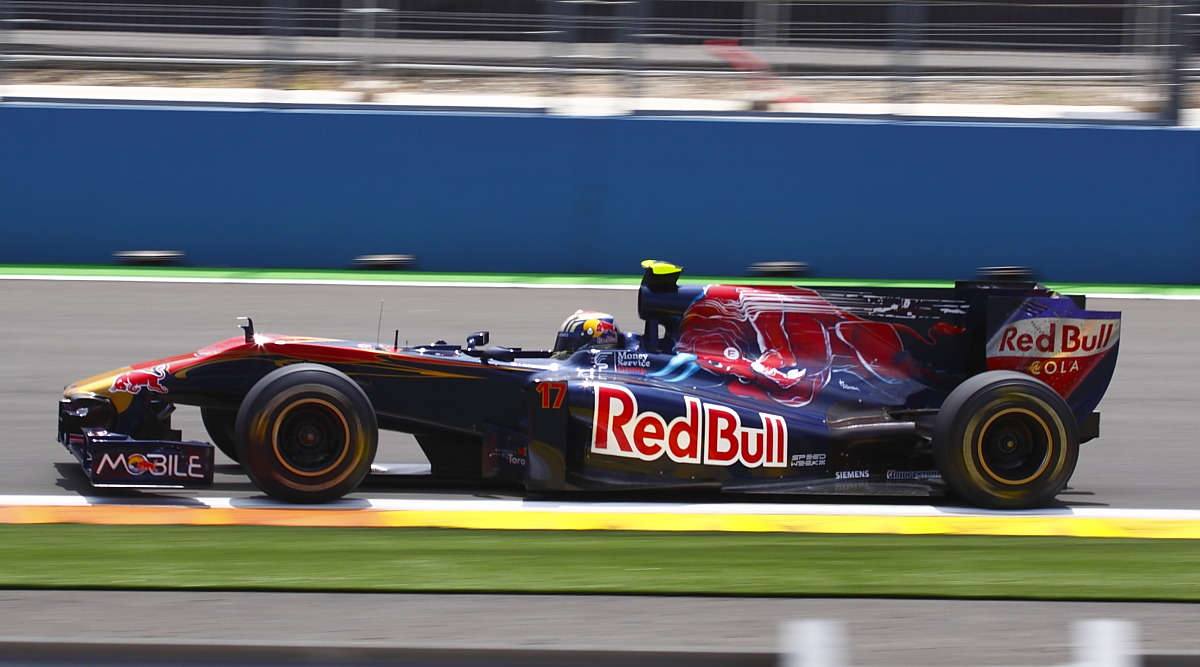
Jaime Alguersuari a bordo della Toro Rosso.

La nona prova del mondiale si svolge sul circuito urbano di Valencia in Spagna. La pole viene conquistata da Sebastian Vettel seguito dal compagno di squadra Mark Webber, in seconda fila la McLaren di Hamilton e la Ferrari di Fernando Alonso con Felipe Massa 5º. Alla partenza Vettel scatta primo resistendo a Hamilton, che ha subito passato Webber. L'australiano perde varie posizioni venendo sorpassato dalle due Ferrari, scivolando poi alla nona posizione, in seguito a un tentativo di difesa non riuscito. Alonso, ora 3º, tenta di attaccare Hamilton, ma senza successo. La gara di Webber termina al 9º giro, in cui è protagonista di un incidente: il pilota della Red Bull, nelle retrovie dopo un pit stop anticipato, nel tentativo di passare Heikki Kovalainen, ha un'indecisione e la sua vettura colpisce il posteriore di quella del finlandese, decolla, compie un giro in aria, sbatte a terra per poi chiudere la corsa contro le barriere. Il pilota è illeso ma la direzione di corsa fa entrare la safety car.
La vettura entra in pista dopo il passaggio sul traguardo del battistrada, Vettel; Hamilton, sempre secondo, la sorpassa quando la stessa aveva già azionato i lampeggianti sul tetto, mentre le due Ferrari le si accodano; sono molte le vetture che sfruttano nel frattempo l'entrata della safety car per il cambio gomme. Alla ripartenza Vettel è sempre 1º, seguito da Hamilton, Kamui Kobayashi, che non ha cambiato gomme, Jenson Button, Rubens Barrichello, Robert Kubica, Sébastien Buemi, Adrian Sutil, Nicolas Hülkenberg e Alonso. Lo spagnolo dopo qualche giro passa il tedesco della Williams. Hamilton, per aver superato la vettura di sicurezza, viene penalizzato al 25º giro con un drive-through e la stessa viene scontata al 27º giro. L'inglese però ha già un buon margine su Kobayashi e conserva così la 2ª posizione. Al 38º giro Sutil passa Buemi, mentre non hanno la stessa sorte i tentativi di Alonso di passare il pilota della Toro Rosso. Al 50º giro si ritira Nico Hülkenberg per la rottura di uno scarico. Quattro tornate più tardi Kobayashi compie il suo pit-stop rientrando 9º in classifica, dietro Alonso e Buemi; il giapponese è però capace di passare entrambi negli ultimi due giri. Vince Vettel precedendo le due McLaren.
Al termine della gara nove piloti sono penalizzati di 5 secondi per avere infranto la velocità da tenere in regime di safety-car. Buemi scende quindi in 9ª posizione a vantaggio di Alonso, mentre De la Rosa passa da 10º a 12º, facendo entrare in zona punti Nico Rosberg. Nella classifica piloti Hamilton si porta a 127 punti seguito da Button con 6 punti di distacco, da Vettel con 12, da Webber con 24 e da Alonso con 29, mentre in quella costruttori la McLaren si porta a 248 punti, a 30 lunghezze la Red Bull e la Ferrari distanziata di 83 punti.

### Gran Premio di Gran Bretagna[118]

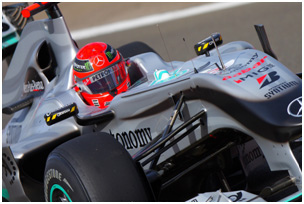
Michael Schumacher al Gran Premio di Gran Bretagna.

Il 10º appuntamento della stagione si svolge sul rinnovato circuito di Silverstone; la prima fila è ancora tutta Red Bull con Sebastian Vettel in pole position e Mark Webber in 2ª posizione, in 2ª fila la Ferrari di Fernando Alonso e la McLaren di Lewis Hamilton. Alla partenza Vettel è subito attaccato con successo dal compagno di scuderia Webber, che prende la testa. Il pilota tedesco lotta anche con Hamilton, trovandosi la gomma forata per un contatto con l'ala anteriore della McLaren. Più dietro Alonso è passato subito da Robert Kubica e Nico Rosberg; lo spagnolo tenta di resistere a Felipe Massa, ma le due vetture si toccano e anche Massa è costretto a fermarsi ai box con uno pneumatico forato. Attorno all'11º giro iniziano i primi pit-stop: grazie ai cambi gomme Kamui Kobayashi riesce a sopravanzare Michael Schumacher, mentre Rosberg passa Kubica raggiungendo il 4º posto. Al 16º giro Alonso attacca Kubica: lo spagnolo lo sorpassa tagliando la curva Vale, ma non restituisce immediatamente la posizione al pilota della Renault. Al giro seguente è il turno di Webber ai box: l'australiano ritorna in gara primo, davanti a Hamilton, Button e Nicolas Hülkenberg, questi ultimi due non hanno ancora cambiato gli pneumatici. Tre giri dopo Kubica si ritira per un guaio alla trasmissione, mentre Button va ai box al 20º giro, scendendo in 6ª posizione.
Al 25º giro la Sauber di Pedro de la Rosa perde parte dell'alettone posteriore sul rettilineo dei box e la direzione di gara decide di far entrare la safety car per ripulire il tracciato. Due giri prima dell'ingresso della safety car viene comminato ad Alonso un drive-through, a causa della manovra su Kubica, che è costretto a scontare al rientro ai box della vettura di sicurezza; una volta scontata la penalità si ritrova 16º. Nei giri seguenti Vettel sorpassa diversi piloti e da 15ª raggiunge il 7º posto, mentre i due ferraristi rovinano i propri pneumatici, concludendo 14ª e 15ª. Vince Mark Webber, per la 5ª volta in carriera, davanti alla McLaren di Hamilton, a Rosberg su Mercedes e a Button. In classifica Hamilton si porta a 145 punti, davanti a Button staccato di 12 lunghezze, Webber a 17 e Vettel a 24, nei costruttori la McLaren rimane al comando con 278 punti, al secondo posto si conferma la Red Bull a 249 e la Ferrari ferma a 165 punti.

### Gran Premio di Germania[119]

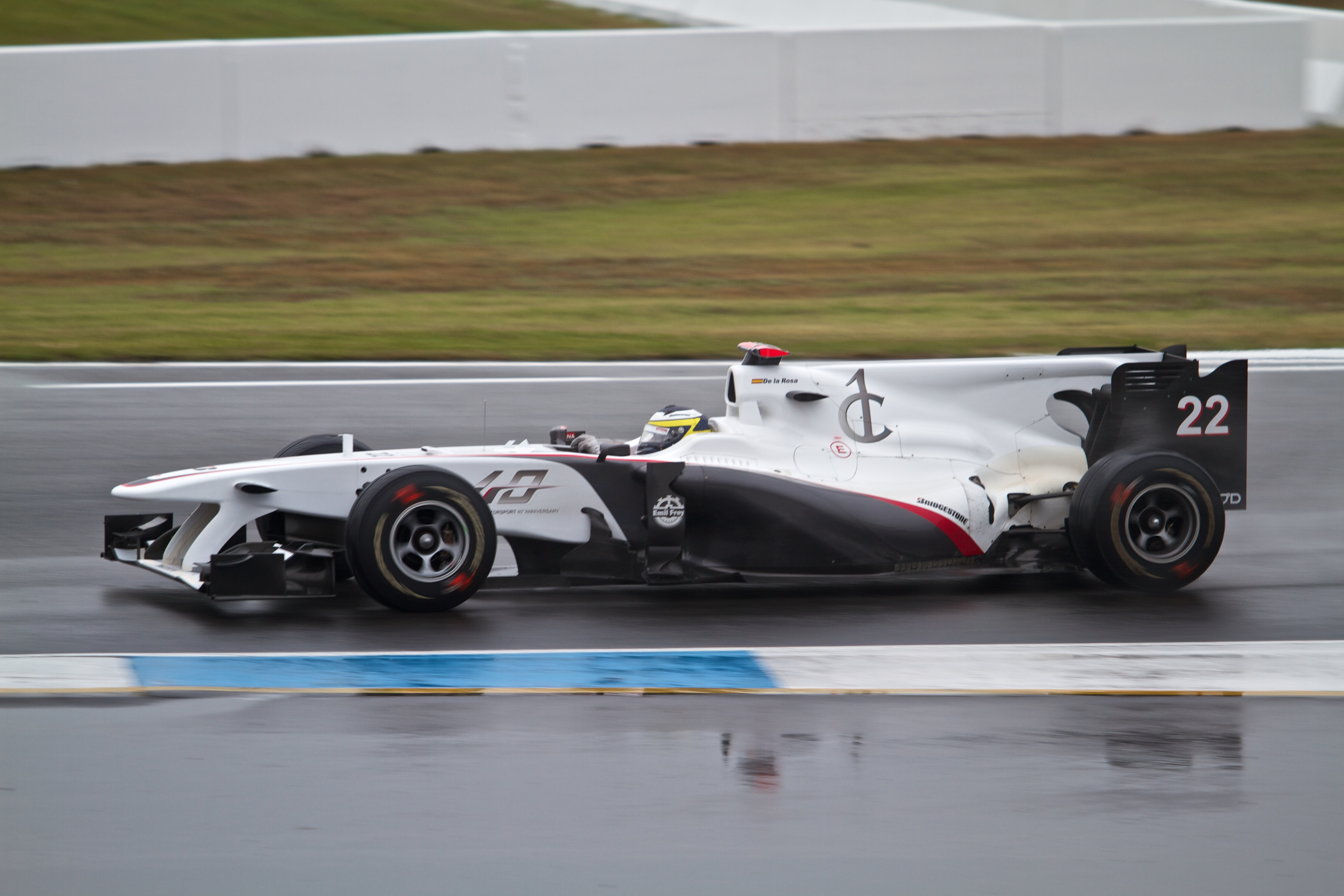
Pedro De La Rosa alla guida della sua Bmw-Sauber a Hockenheim.

L'undicesima prova del mondiale si svolge sul circuito dell'Hockenheimring; nelle qualifiche la pole è di nuovo di Sebastian Vettel che beffa il ferrarista Fernando Alonso di due millesimi, con Felipe Massa 3º davanti a Mark Webber, Jenson Button e Lewis Hamilton. Alla partenza Sebastian Vettel si sposta verso destra per proteggersi da Fernando Alonso permettendo a Massa di passare in testa. Alle sue spalle Alonso riesce a passare Vettel, mentre alla curva 6 Hamilton supera Webber. Al termine della 1ª tornata Massa guida su Alonso, Vettel, Hamilton, Webber, Button, Robert Kubica, Michael Schumacher, Nico Rosberg e Kamui Kobayashi. I due ferraristi sono capaci di distanziare Vettel che è il primo dei piloti di alta classifica a cambiare gli pneumatici al 12º giro, seguito nei giri successivi da tutti i piloti di testa. Kubica, dopo la sua sosta si difende bene da un attacco di Schumacher. Al 20º giro, sfruttando il rallentamento dovuto a un doppiaggio, Alonso cerca di passare Massa, ma senza successo.
Dopo due giri anche Button cambia le gomme; il britannico si ritrova 5º davanti a Webber, mentre le due Ferrari ritornano 1ª e 2ª. I due mantengono le rispettive posizioni fino al 49º giro, in cui Alonso passa Massa. La classifica resta invariata fino all'arrivo, senza che Vettel riesca a sorpassare Massa per il 2º posto. La classifica nelle prime posizioni non cambia, Hamilton rimane al comando con 157 punti davanti a Button con 143 e a Vettel e Webber a 136, mentre Fernando Alonso sale a 123 punti, nei costruttori la McLaren sale a 300 punti davanti Red Bull con 272 e alla Ferrari che si porta a 208 punti. Dopo la fine della gara, il sorpasso da parte di Alonso su Massa viene giudicato un ordine di scuderia, vietato dal regolamento, e sanzionato con una multa di 100 000 dollari alla Ferrari.

### Gran Premio d'Ungheria[120]

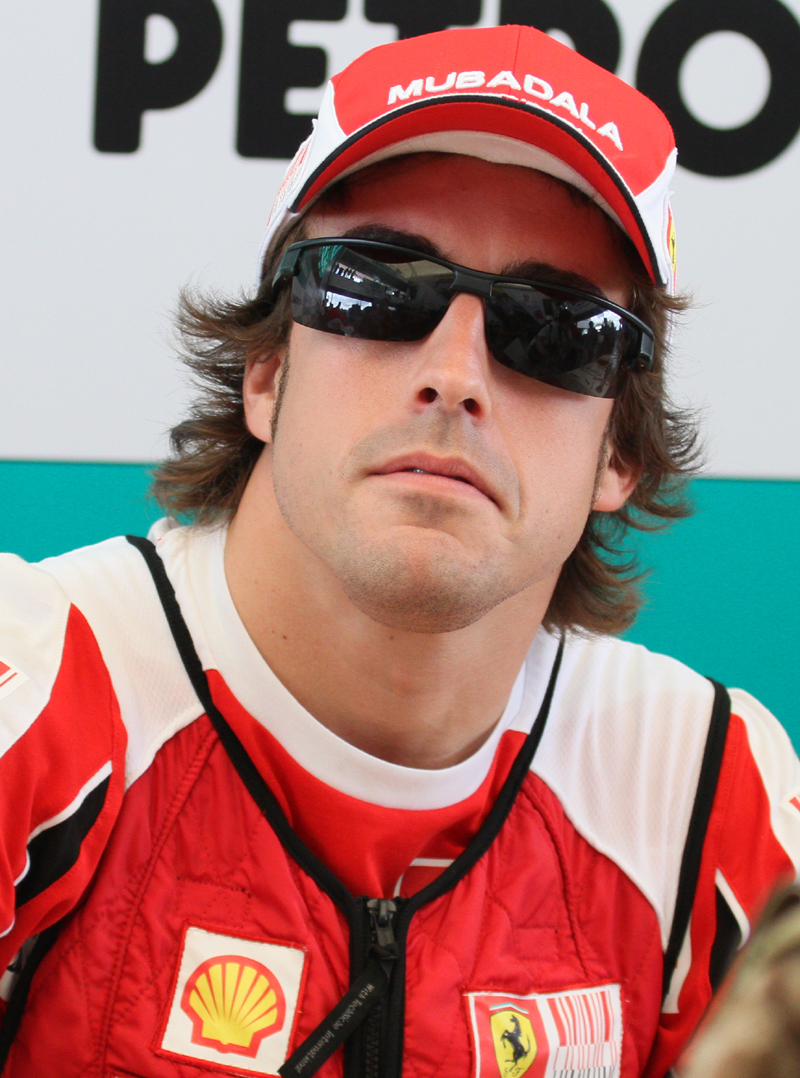
Fernando Alonso, arrivato secondo in Ungheria.

L'appuntamento successivo si svolge sull'Hungaroring con Sebastian Vettel che precede Mark Webber nelle qualifiche, seguito da Fernando Alonso e Felipe Massa. Alla partenza Alonso riesce a superare Webber e le posizioni rimangono invariate fino al 15º giro, quando entra in pista la safety car a causa dei detriti dell'alettone di Vitantonio Liuzzi rimasti in traiettoria. Tutti si fermano per effettuare il cambio gomme, tranne Webber. Alla ripartenza, Vettel lascia troppo spazio tra sé e l'australiano e per questo viene penalizzato con un drive-through, che lo fa retrocedere in 3ª posizione e al 24º giro si ritira Lewis Hamilton, leader del mondiale. Webber effettua il suo cambio gomme al 43º giro e ha un vantaggio sufficiente per rimanere davanti ad Alonso e Vettel. L'australiano vince il Gran Premio e si porta in testa alla classifica piloti, con 4 punti di vantaggio su Hamilton, seguito da Vettel, Jenson Button e Alonso. Nel mondiale costruttori la Red Bull scavalca la McLaren con 8 punti di vantaggio, al 3º posto rimane la Scuderia Ferrari distanziata di 74 punti.

### Gran Premio del Belgio[121]

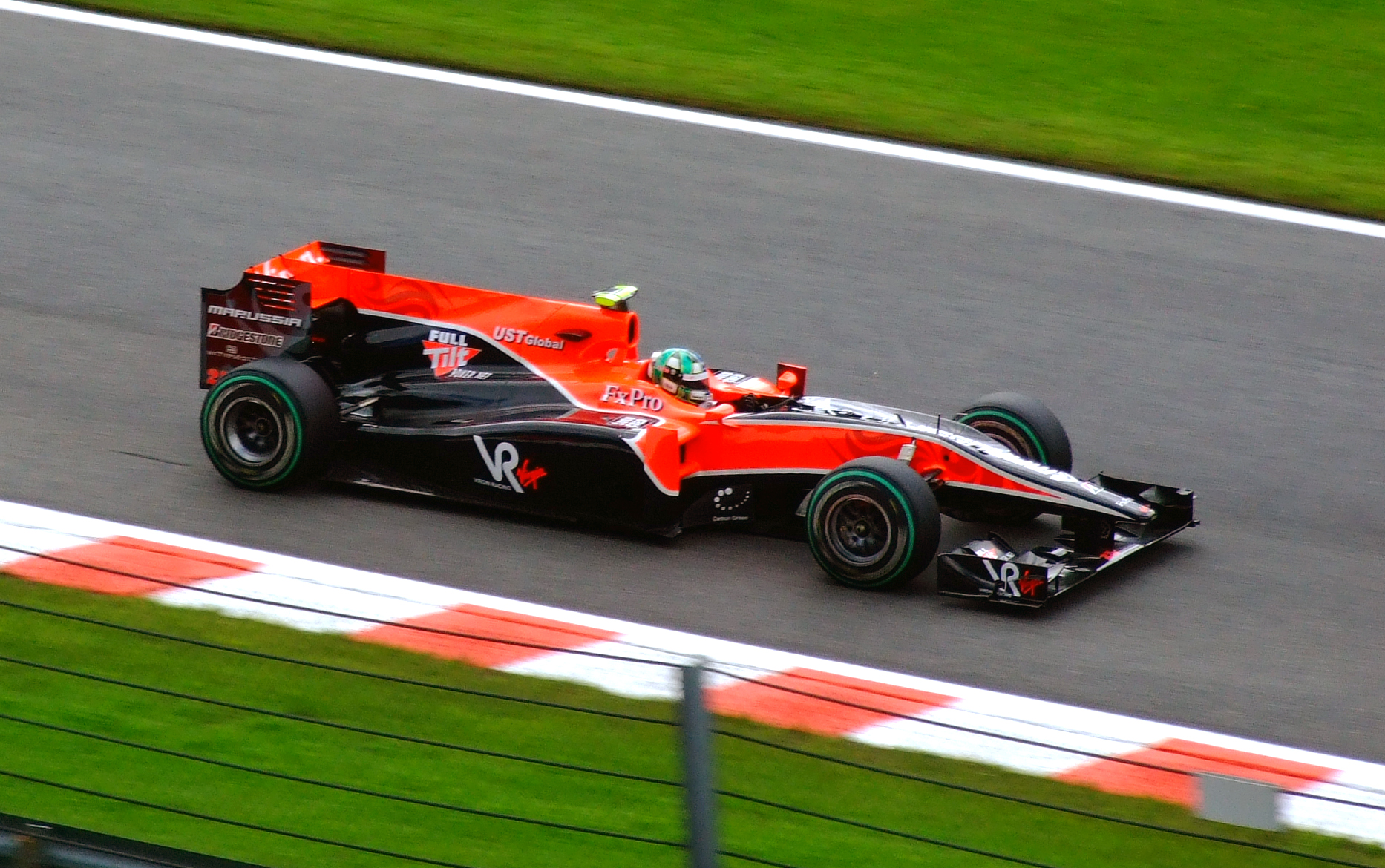
Lucas Di Grassi a Spa.

Quando scatta il semaforo verde, il poleman Mark Webber ha un'indecisione e viene sfilato da Lewis Hamilton, Robert Kubica e Jenson Button ma già nel corso del primo giro la pioggia si fa sentire: l'acqua iniziata a cadere nel tratto finale della pista costringe tutti i "big" a un lungo nel rettilineo che porta alla chicane che immette ai box e al rettifilo d'arrivo. Nella concitazione, Fernando Alonso viene tamponato da Rubens Barrichello, lo spagnolo torna ai box e ne approfitta per montare gomme intermedie, sperando nella pioggia più copiosa. La safety car, uscita per motivi di sicurezza sembra favorirlo, ma in realtà non è così perché la pista rimane asciutta e l'iberico per tornare alle gomme precedenti è costretto a un'altra sosta, che lo fa sprofondare in coda al gruppo.
Quando la safety car esce dalla scena, la gara viene condotta da Hamilton seguito dal compagno di squadra Button e il tedesco Vettel: al giro 15 l'alfiere della Red Bull tenta un sorpasso azzardato nei confronti del biondo inglese della McLaren e lo centra in pieno, costringendolo al ritiro. Vettel viene penalizzato con un drive-through e torna al centro del gruppo, ma a seguito di un contatto con Liuzzi fora una gomma ed è costretto a rimanere nelle retrovie. Del contatto Button-Vettel ne approfitta Kubica per issarsi in seconda posizione, davanti a Webber e Massa.
Le due McLaren Mercedes sono le uniche monoposto a non cambiare pneumatici in vista della pioggia e questa strategia sembra pagare quando, intorno alla 33ª tornata, ricomincia a piovere in modo copioso: Hamilton va fuori pista e rischia di ritirarsi ma riesce a evitare le barriere di protezione e a tornare sull'asfalto in prima posizione. A questo punto tutti optano per le gomme da bagnato ma ai box la confusione regna sovrana: prima Kubica va lungo e quasi investe un suo meccanico, venendo così superato da Webber, Alonso si rende protagonista di un testacoda che lo costringe al ritiro nel 38º giro. Torna in pista la Safety car e quando la vettura di sicurezza esce al giro 40 i piloti si dimostrano prudenti e amministrano le loro posizioni, non si vedono attacchi se non quello di Nico Rosberg che strappa al compagno di squadra Schumacher la 6ª posizione.
Pedro de la Rosa va sulla ghiaia mentre è 10º e si fa sorpassare da Algersuari e Liuzzi che iniziano a lottare per l'ultima posizione utile per andare a punti, il duello viene vinto dallo spagnolo, che però a fine gara viene penalizzato di 20" per aver tagliato una chicane. Vince Lewis Hamilton, in testa alla corsa per tutti i 44 giri e autore anche del giro più veloce, che torna così in testa al campionato piloti. Il secondo posto di Webber consente alla Red Bull di essere ancora prima nel mondiale costruttori, seppur con una sola lunghezza di vantaggio sulla McLaren. Chiude il podio un buon Kubica, punti iridati anche per Massa, Sutil, Rosberg, Schumacher, Kobayashi, Petrov e Liuzzi.

### Gran Premio d'Italia[122]

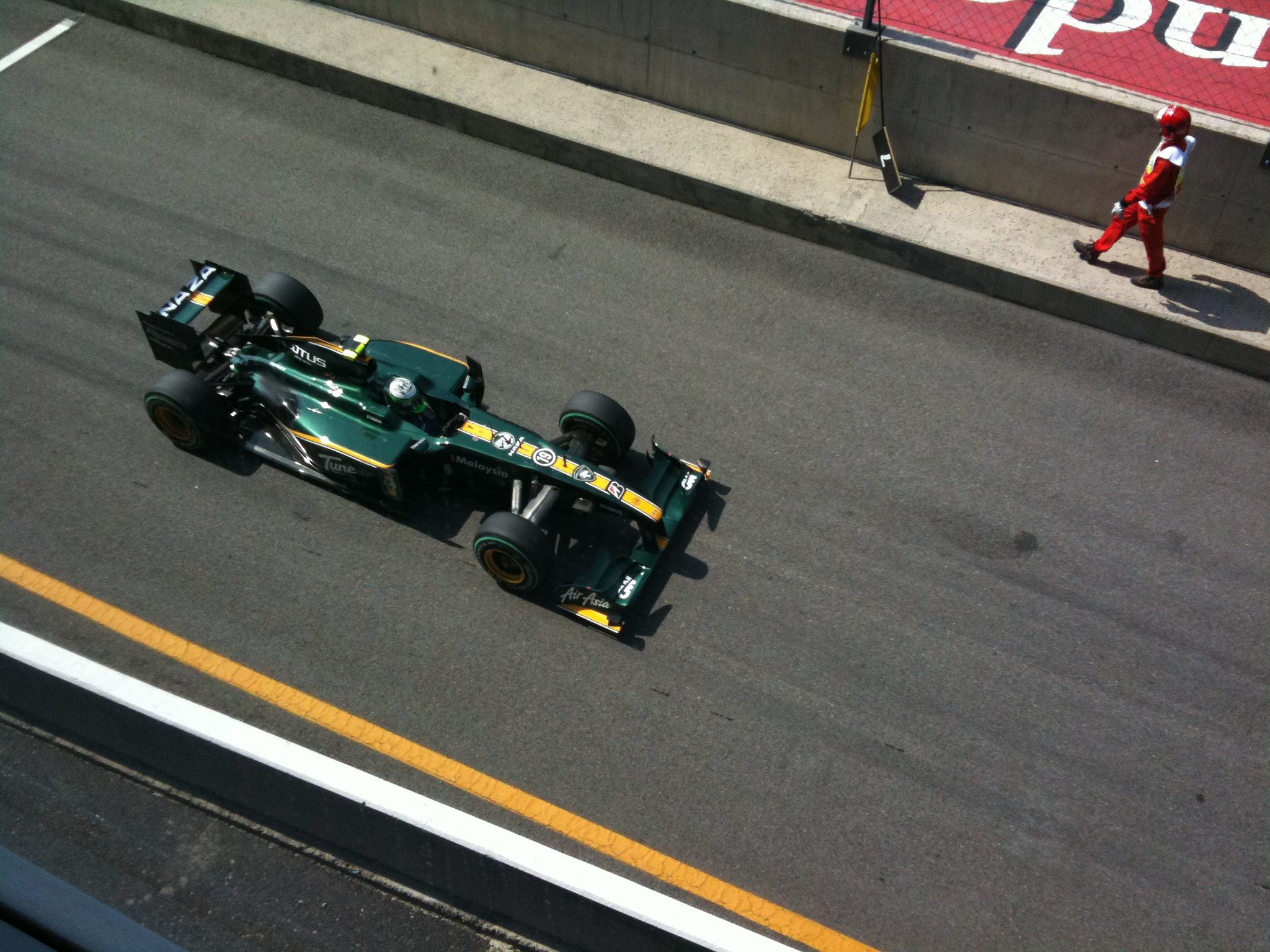
La Lotus di Kovalainen nella pit-lane di Monza.

Alla partenza Fernando Alonso non sfrutta la sua pole e si fa superare da Jenson Button, che prende il comando della gara. Alla prima variante Alonso e Felipe Massa si toccano, senza conseguenze. Lewis Hamilton riesce a installarsi in quarta posizione dopo la brutta partenza di Vettel, ma dopo un contatto con Massa alla Variante della Roggia finisce sulla ghiaia ed è costretto al ritiro.
La gara è dominata dal terzetto che si forma al comando con i due ferraristi, che riescono a non perdere terreno dal battistrada britannico. Il momento decisivo della gara è al giro 36, quando Button si ferma al pit stop. Il giro dopo è il turno di Alonso, che riesce a tornare in pista in testa grazie a un pit stop più veloce di quello del pilota inglese. Dietro Vettel supera Nico Rosberg ed è autore di una curiosa strategia che lo fa fermare per il cambiogomme obbligatorio solo all'ultima tornata.
Alonso a tre giri dal termine, al momento del doppiaggio di Pedro de la Rosa, taglia la prima variante ma riesce a tornare sull'asfalto senza problemi. Infine lo spagnolo riesce a vincere il gran premio, passando in terza posizione nella classifica piloti, superando Button e Vettel, arrivati rispettivamente secondo e quarto. Massa arriva terzo. Punti anche per Rosberg, Webber, che nonostante il sesto posto riesce a tornare in testa al mondiale, Hulkenberg, Kubica, Schumacher e Barrichello.

### Gran Premio di Singapore[123]

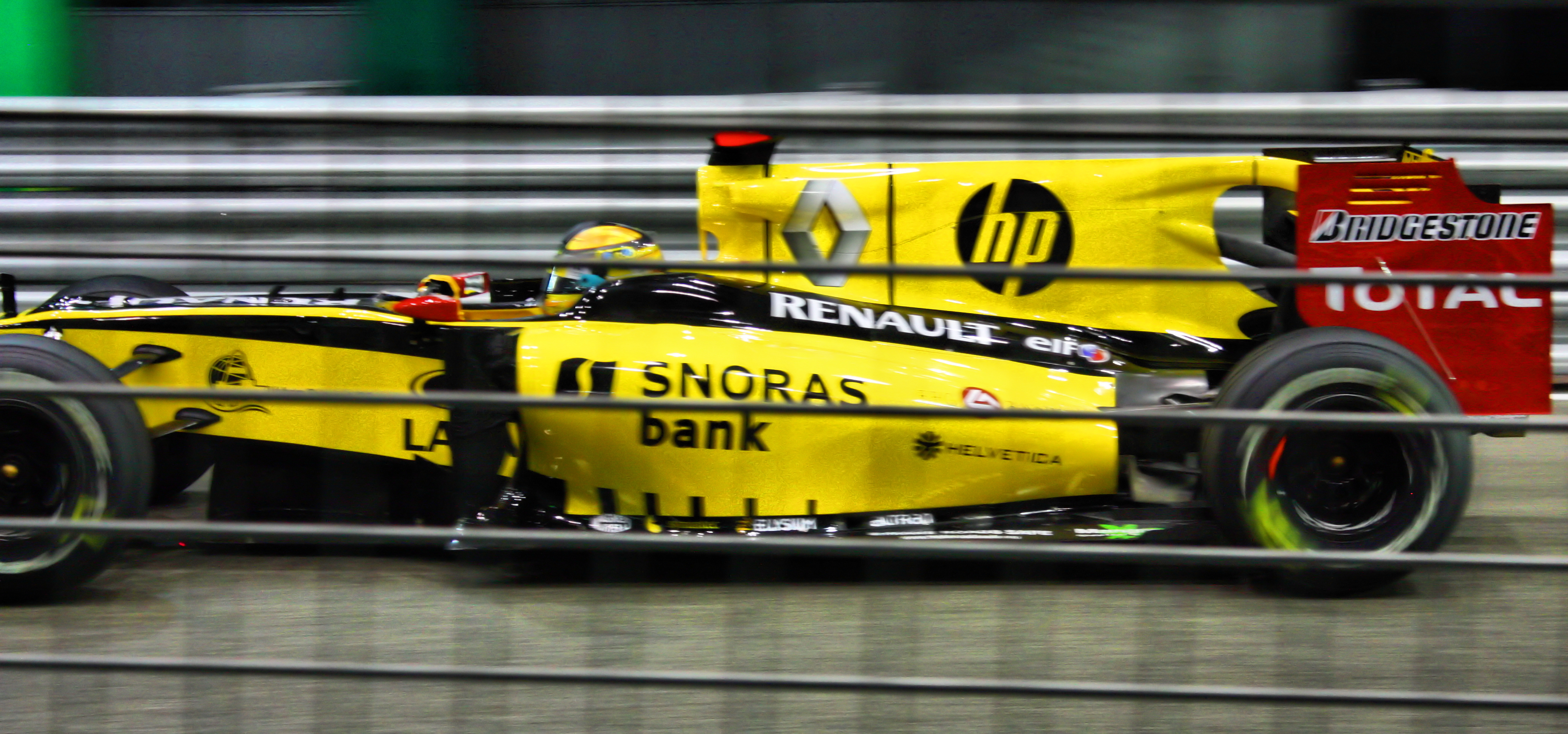
Robert Kubica sulla Renault a Singapore.

Alonso conquista la seconda pole position (consecutiva) della stagione. La partenza avviene in modo regolare, con nessun cambiamento di posizioni nelle prime file. Nell'angusto circuito avvengono però diversi contatti: in uno di questi, Liuzzi danneggia la sua sospensione posteriore sinistra; prosegue per qualche chilometro ma è presto costretto al ritiro. La vettura ferma in una posizione pericolosa costringe l'entrata della safety car: molti piloti ne approfittano per effettuare un cambio gomme. Alla ripartenza i primi scappano via, mentre nelle retrovie piloti come Massa rimangono rallentati dalla vettura di Glock.
Alonso e Vettel prendono distanza dagli inseguitori, marcandosi nell'eseguire giri più veloci. Entrambi eseguono il cambio gomme contemporaneamente, congelando le posizioni di testa; Webber intanto scavalca le McLaren ai pit stop. Al 30º giro Kobayashi va a sbattere a muro in un tratto molto stretto; Bruno Senna, poco dietro, non riesce a evitare l'auto, incastrandosi contro le barriere. La safety car viene di nuovo chiamata in pista. Alla ripartenza, Webber e Hamilton sono in lotta per la terza posizione; complice un doppiaggio difficile, Hamilton riesce a guadagnare qualche metro sul rettilineo verso la curva 7, curva alla quale i due entrano in collisione. L'inglese è costretto al ritiro. Nessuna sanzione viene comminata all'australiano. A fine gara però la Bridgestone scoprirà un cerchione sfilato sulla ruota anteriore destra della Red Bull: secondo i tecnici giapponesi, il danno avrebbe rischiato di provocare la perdita di pressione dello pneumatico e il conseguente ritiro del pilota.
Un altro duello fra Michael Schumacher e Heidfeld provoca al giro successivo il ritiro di quest'ultimo. La gara poi prosegue normalmente fino al termine; gli ultimi giri vedono numerosi sorpassi di Robert Kubica, grazie alle gomme nuove sostituite dopo una foratura mentre si trovava 6º posto, che lo portano al 7º posto e l'esplosione del propulsore di Heikki Kovalainen, che lascia la vettura fumante sul rettilineo d'arrivo. Alonso celebra la sua seconda vittoria consecutiva, mentre la Red Bull aumenta il distacco nella classifica costruttori. Per lo spagnolo è il primo Grand Chelem della carriera, ossia pole, vittoria e gara condotta dall'inizio al termine della gara (l'ultimo, in ordine di tempo, fu quello di Michael Schumacher nel Gran Premio d'Ungheria 2004).

### Gran Premio del Giappone[124]

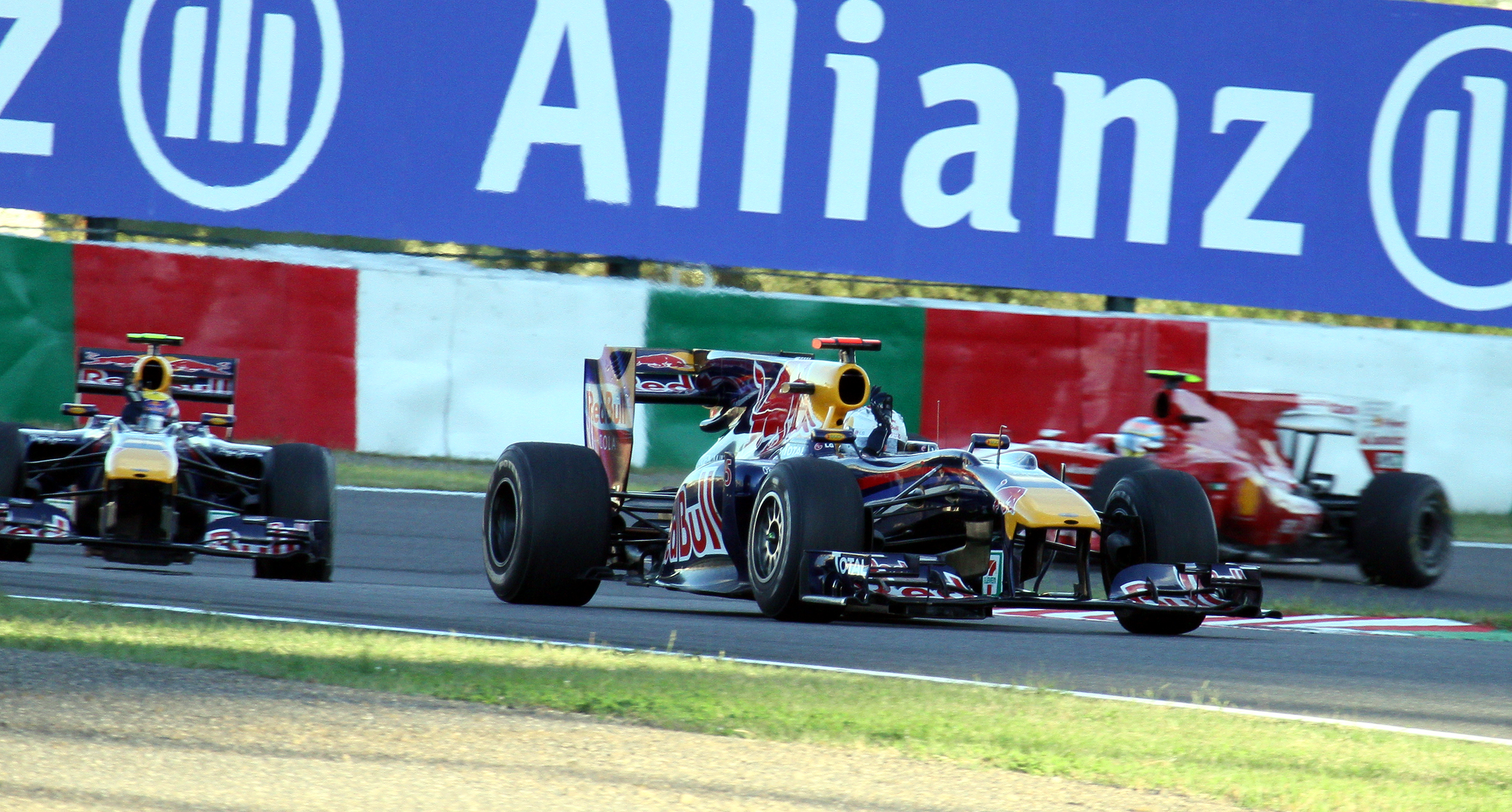
I tre piloti sul podio, Vettel, Webber e Alonso a Suzuka.

Il personale della Scuderia Ferrari espone il lutto al braccio per la morte di quattro militari italiani in Afghanistan; sulla vettura viene listato a lutto il tricolore. Lucas Di Grassi esce di pista nel giro di ricognizione, danneggiando la vettura e non prendendo così parte alla gara.
Alla partenza Robert Kubica passa Mark Webber e si pone secondo dietro a Sebastian Vettel; a centro gruppo Nico Rosberg è autore invece di una brutta partenza mentre Vitalij Petrov tocca la vettura di Nicolas Hülkenberg e va a sbattere violentemente contro il muretto. Alla prima curva invece un incidente elimina Vitantonio Liuzzi e Felipe Massa.
Entra così la safety car; ne approfittano alcuni piloti nelle retrovie per il cambiogomme. Dietro la vettura di sicurezza Kubica è presto costretto al ritiro per la perdita di una ruota. Col ritiro del pilota polacco, nelle prime cinque posizioni, si ritrovano i cinque piloti ancora in lizza per il titolo: le due Red Bull seguite da Alonso e dalle due McLaren.
La situazione è congelata con le due Red Bull che imprimono un ritmo serrato alla gara. Tra il 23º e il 25º quattro dei cinque di testa vanno ai box per il cambiogomme obbligatorio. Passa così in testa Jenson Button che ha optato per una diversa strategia, essendo partito con gomme dure. Più dietro Schumacher tallona il compagno di scuderia Nico Rosberg, senza però riuscire a superarlo.
Il ritmo di Button però non è sufficiente a garantirgli un margine di sicurezza nei confronti degli inseguitori e, dopo il suo pit stop, cade in quinta posizione. Hamilton, ora quarto, cerca di alzare il ritmo di gara per avvicicnarsi ad Alonso ma al 40º giro comunica ai box che la quarta marcia è fuori uso. Quattro giri dopo viene passato da Button. Negli ultimi giri è protagonista Kamui Kobayashi che, con gomme morbide, è autore di una bella serie di sorpassi che lo portano in settima posizione, complice anche un incidente di Rosberg, causato ancora da una perdita di una ruota.
Vince Sebastian Vettel, per l'ottava volta in carriera, davanti a Mark Webber e Fernando Alonso. Il tedesco della Red Bull affianca al secondo posto in classifica lo spagnolo, a 14 punti dal capoclassifica Webber, Mentre la Red Bull porta il suo vantaggio a 45 punti sulla McLaren.

### Gran Premio di Corea[125]

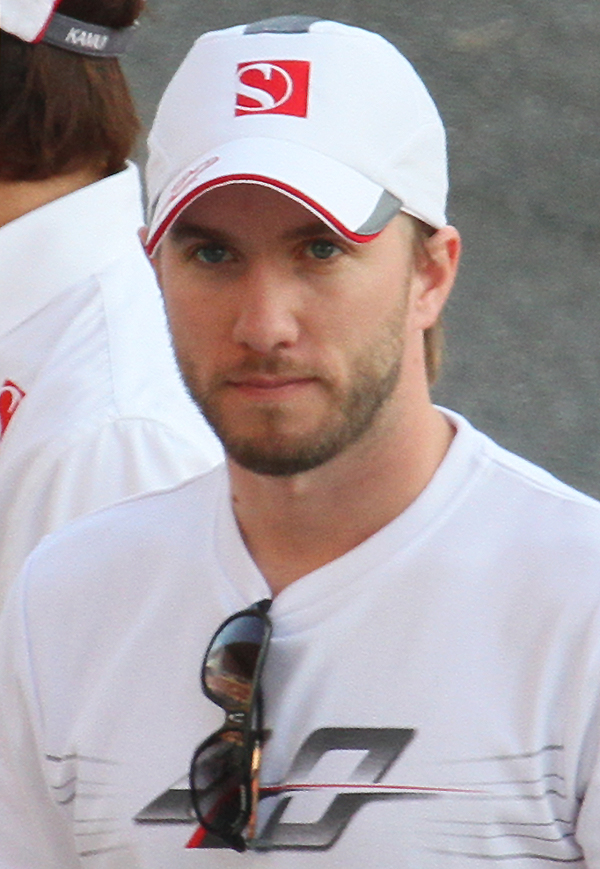
Nick Heidfeld è arrivato nono in Corea.

La temuta pioggia arriva sul circuito, tanto che la partenza viene ritardata di 10 minuti. La gara inizia dietro safety car ma dopo tre giri, a causa della scarsa visibilità dovuta alla molta acqua sollevata dalle vetture, viene esposta la bandiera rossa.
La gara viene ripresa, sempre dietro la safety car, solo dopo circa un'ora, col rischio che l'oscurità della sera piombi sul circuito negli ultimi giri. Le condizioni della pista, rese difficili anche a causa del poco tempo passato dalla stesura dell'asfalto che trasuda olio per la forte pioggia, non sono migliorate di molto; Hamilton comunica alla scuderia la sua volontà di partire mentre sono più pessimisti sulle condizioni della pista Button e Webber. La vettura di sicurezza guida comunque il gruppo per 17 giri.
Alla ripartenza le due Mercedes sono subito protagoniste con Nico Rosberg che passa Lewis Hamilton e Michael Schumacher su Robert Kubica. Nel giro seguente Mark Webber, nella parte finale del circuito, va largo, tocca l'erba, e perde il controllo della vettura che va a sbattere sul muretto, sul lato opposto della pista. La vettura carambola sul tracciato e viene investita da quella di Rosberg. Entrambi i piloti sono costretti al ritiro, e l'incidente costringe nuovamente all'entrata la safety car.
Si riparte al giro 23 con Vettel davanti ad Alonso e Hamilton. Schumacher passa anche Jenson Button e si installa al sesto posto. Le pioggia cala d'intensità e Button e Sutil decidono di montare gomme intermedie. Il campione del mondo in carica però rientra dietro un gruppo di vetture più lente e vede definitivamente compromessa la sua rimonta.
Al 32º giro un incidente tra Sébastien Buemi e Timo Glock porta nuovamente la vettura di sicurezza in pista. Molti piloti vanno a cambiare le gomme. Problemi tecnici nel pit stop per Fernando Alonso, che viene superato così da Hamilton. La gara riprende dopo tre giri. Hamilton va lungo alla prima curva e deve cedere la posizione nuovamente al ferrarista. Nelle retrovie Liuzzi passa Kobayashi ed entra nella zona punti.
Pochi giri dopo incidente per Petrov, mentre è settimo. Questa volta nella zona dell'incidente la via di fuga è larga e la gara può proseguire regolarmente. Comanda sempre Vettel, davanti ad Alonso, Hamilton, Massa e Schumacher. Vettel informa la scuderia di problemi ai freni e, al giro 45, è costretto a vedere passare Alonso e Hamilton a causa di un problema al motore che lo costringe, poco dopo, al ritiro. Sulla sua vettura si scatena un principio d'incendio che lo stesso pilota spegne utilizzando un estintore passatogli dagli steward.
Negli ultimi giri vi sono vari cambiamenti nelle posizioni di rincalzo dovute al ritiro di Sutil e ai sorpassi di Liuzzi su Barrichello, alla sosta di Nicolas Hülkenberg e alla lotta tra Heidfeld e Algersuari. Vince Alonso che si porta in testa alla classifica mondiale (26 esima vittoria per lo spagnolo), davanti a Hamilton e Massa, che torna a podio dopo Monza.

### Gran Premio del Brasile[126]

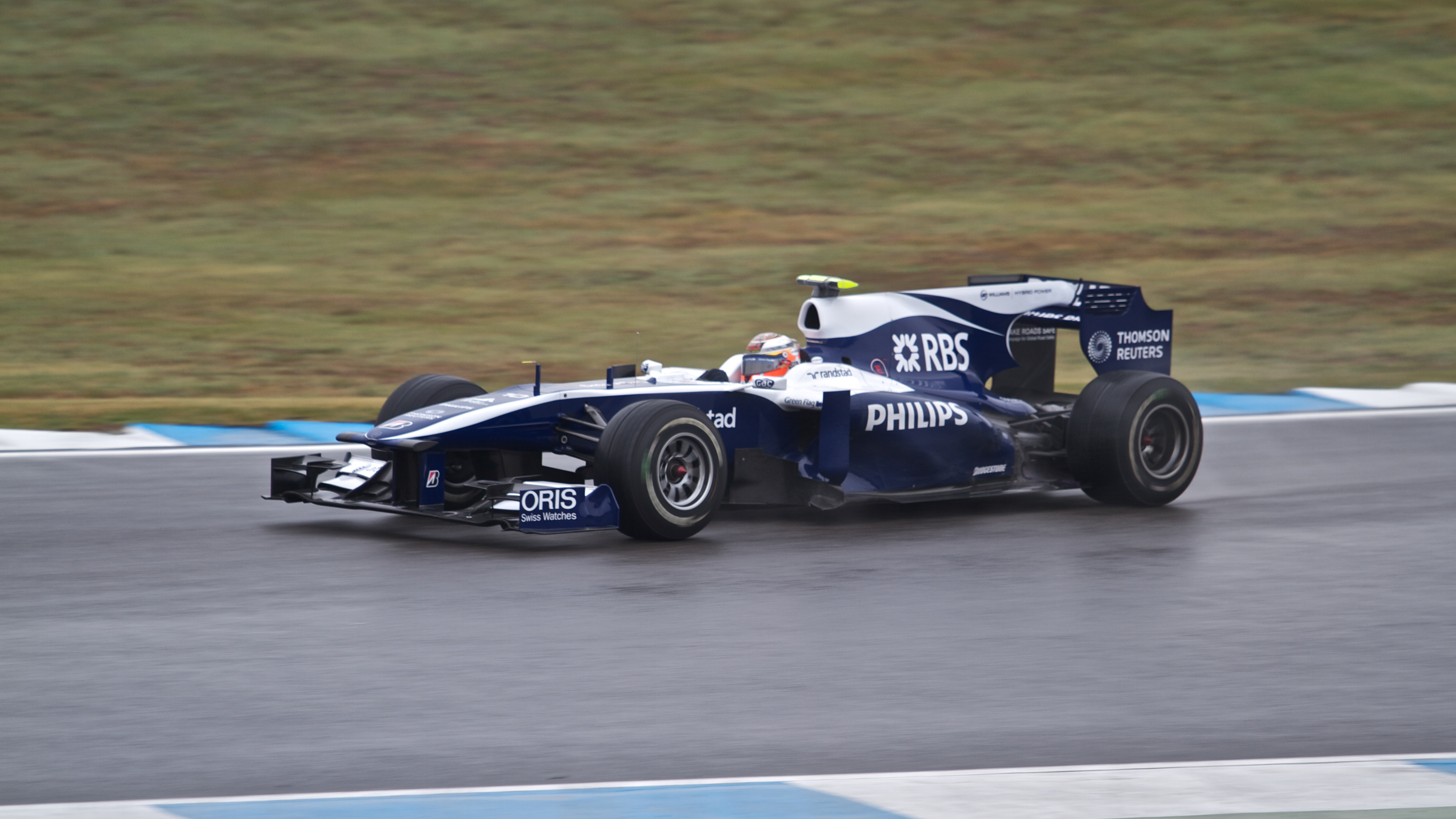
Hülkenberg ha ottenuto la pole position con la Williams in Brasile. La scuderia inglese non otteneva una pole position dal Gran Premio d'Europa 2005, 102 gare precedenti a questa.

La domenica il cielo è sereno e la pista perfettamente asciutta. Tra i 24 piloti c'è anche Jenson Button, che la sera della vigilia è scappato a un tentativo di aggressione, nel tragitto tra l'autodromo e l'hotel.
Alla partenza Sebastian Vettel infila alla prima curva Nico Hülkenberg e si porta in testa alla gara; alla Subida do lago è il turno dell'altro pilota Red Bull, Mark Webber, a passare il tedesco partito in pole. Dietro è battaglia tra Fernando Alonso e Lewis Hamilton per la quarta posizione: la spunta lo spagnolo dopo un'indecisione dell'inglese, sempre alla Subida do lago. Nelle retrovie si gira Vitaly Petrov, mentre Christian Klien non si schiera e resta ai box per un problema tecnico alla sua vettura. Riparte solo al quinto giro.
Hülkenberg resiste agli assalti di Alonso fino al sesto giro, poi è costretto a cedere un'altra posizione. Jenson Button, decimo, decide al giro 11 di anticipare il cambio gomme. Lo imita il giro seguente Felipe Massa, che è ottavo. Una piccola imperfezione dell'avvitamento di una ruota rallenta però il brasiliano che all'uscita dai box è superato dallo stesso Button. Massa è costretto a rientrare ai box, nuovamente, il giro seguente.
Al giro 14 va a cambiare pneumatici anche Hülkenberg, che fino a quel momento era riuscito a respingere gli assalti di Hamilton. Sei giri dopo è Hamilton ad andare al pit, seguito quattro giri dopo da Alonso. Le posizioni restano però congelate anche dopo le soste di Vettel e Webber, sempre primo e secondo, davanti ad Alonso e Hamilton. La strategia migliore si rivela quella di Button che al 30º giro è scalato al quinto posto, dopo un sorpasso su Kamui Kobayashi. Il nipponico viene passato anche da Nico Rosberg, nei giri seguenti.
La fila dei doppiati permette a Webber di avvicinarsi a Vettel, ma sempre a una distanza che non consente di effettuare tentativi di soprasso. La gara si ravviva al 51º giro, a causa dell'entrata della Safety car dovuta a un incidente di Vitantonio Liuzzi alla S do Senna. Il gruppo si ricompatta e molti piloti, come al solito, sfruttano il momento per il cambio degli pneumatici. La ripartenza è data dopo 4 giri ma la presenza di due vetture di doppiati tra Vettel e Webber non consente all'australiano di attaccare il compagno di scuderia.
Sebastian Vettel vince così per la nona volta in carriera, 14ª per la Red Bull che si aggiudica il mondiale costruttori, con una gara d'anticipo. Alonso, terzo, rimane in testa alla classifica piloti, con 8 lunghezze di vantaggio su Webber e 15 su Vettel; Hamilton, giunto quarto, è distanziato di 24 punti, ancora comunque matematicamente in corsa per il titolo.

### Gran Premio di Abu Dhabi[127]

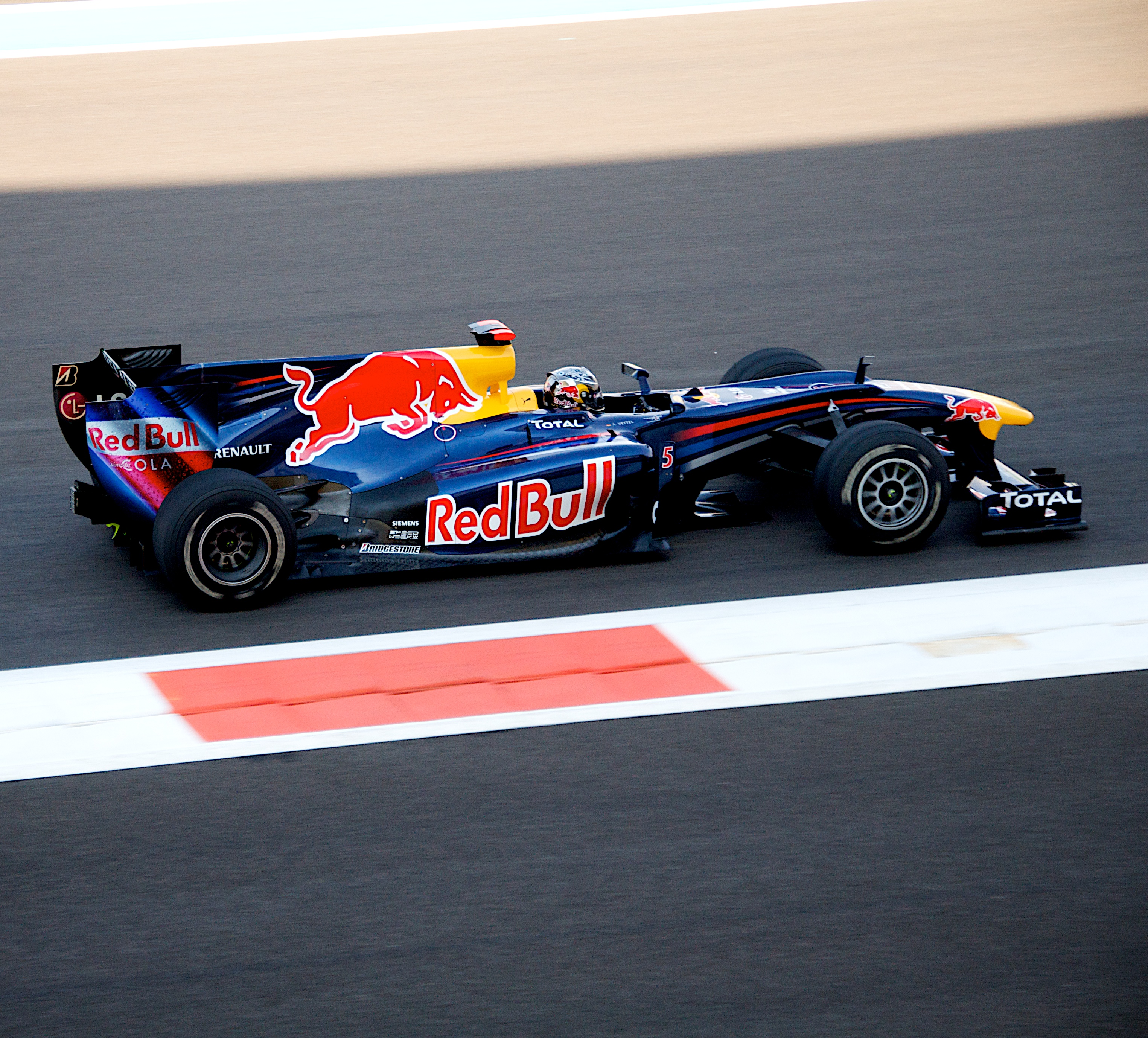
Sebastian Vettel ad Abu Dhabi. Il tedesco vincerà qui il suo primo titolo iridato.

Sebastian Vettel mantiene la prima posizione alla partenza, seguito da Lewis Hamilton e Jenson Button, che alla prima curva ha superato Fernando Alonso. Nel corso del primo giro, alla staccata della curva 6 Michael Schumacher è autore di un testacoda; resta in mezzo alla pista e viene centrato dalla vettura di Vitantonio Liuzzi, che gli sfiora il casco. È necessaria l'entrata della safety car, che guida il gruppo per 5 giri. Le vetture quando tornano nel luogo dell'incidente nei giri dietro la vettura di sicurezza non passano sulla pista utilizzata dalla gara ma si servono di una variante esterna.
Durante questi giri vanno a rifornire molti piloti, tra cui Vitalij Petrov e Nico Rosberg. Alla ripartenza Robert Kubica passa Adrian Sutil portandosi così al nono posto. Nei giri seguenti Vettel imprime un ritmo veloce alla gara, che il solo Hamilton è in grado di reggere. Dietro c'è Button, seguito da Alonso e Webber. L'australiano con la ruota esterna destra colpisce le barriere ma può proseguire. Lo stesso Webber si ferma per il cambio gomme al giro 11.
Al giro 13 pit-stop per Massa, che però si ritrova sedicesimo, dietro a Jaime Alguersuari, senza essere in grado di passarlo. Al 15º giro è il turno di Alonso ai box: rientra in pista davanti a Webber, al 12º posto. Lo spagnolo nei giri seguenti colma il gap su Petrov, ma non trova lo spunto per un sorpasso. Tra i giri 23 e 24 vanno ai box i due battistrada, ma Hamilton non riesce a sopravanzare Vettel; in testa alla gara ora c'è Button. Kubica passa Kobayashi e si installa al terzo posto.
Nei giri seguenti Hamilton mette pressione a Kubica ma senza passare, mentre Vettel rosicchia il vantaggio di Button. Nelle retrovie Alonso è sempre fermato da Petrov, pur migliorando la sua posizione grazie al pit-stop di chi ancora non si è fermato. Al 39º giro è il turno di Button, che rientra dietro Hamilton. Ora è nuovamente Vettel a comandare la corsa. Pochi giri dopo è Kubica a cambiare le gomme, ma grazie al buon margine sugli inseguitori può rientrare in pista sesto.
Vettel vince così la gara, davanti alle due McLaren di Hamilton e Button. Alonso è solo settimo, Webber ottavo. Il tedesco della RBR diventa così il più giovane campione del mondo piloti nella storia della Formula 1, a 23 anni, 4 mesi e 11 giorni. Diviene campione dopo essere stato in testa alla classifica solo all'ultima gara della stagione, come John Surtees nel 1964 e James Hunt nel 1976.

## Risultati

### Risultato dei Gran Premi
| Nº | Gran Premio                  | Circuito          | Pole position    | Giro veloce      | Pilota vincitore | Team vincitore   | Resoconto |
| -- | ---------------------------- | ----------------- | ---------------- | ---------------- | ---------------- | ---------------- | --------- |
| 1  | Gran Premio del Bahrain      | Sakhir            | Sebastian Vettel | Fernando Alonso  | Fernando Alonso  | Ferrari          | Resoconto |
| 2  | Gran Premio di Australia     | Melbourne         | Sebastian Vettel | Mark Webber      | Jenson Button    | McLaren-Mercedes | Resoconto |
| 3  | Gran Premio della Malesia    | Sepang            | Mark Webber      | Mark Webber      | Sebastian Vettel | RBR-Renault      | Resoconto |
| 4  | Gran Premio di Cina          | Shanghai          | Sebastian Vettel | Lewis Hamilton   | Jenson Button    | McLaren-Mercedes | Resoconto |
| 5  | Gran Premio di Spagna        | Montmeló          | Mark Webber      | Lewis Hamilton   | Mark Webber      | RBR-Renault      | Resoconto |
| 6  | Gran Premio di Monaco        | Montecarlo        | Mark Webber      | Sebastian Vettel | Mark Webber      | RBR-Renault      | Resoconto |
| 7  | Gran Premio di Turchia       | Istanbul Park     | Mark Webber      | Vitalij Petrov   | Lewis Hamilton   | McLaren-Mercedes | Resoconto |
| 8  | Gran Premio del Canada       | Montréal          | Lewis Hamilton   | Robert Kubica    | Lewis Hamilton   | McLaren-Mercedes | Resoconto |
| 9  | Gran Premio d'Europa         | Valencia          | Sebastian Vettel | Jenson Button    | Sebastian Vettel | RBR-Renault      | Resoconto |
| 10 | Gran Premio di Gran Bretagna | Silverstone       | Sebastian Vettel | Fernando Alonso  | Mark Webber      | RBR-Renault      | Resoconto |
| 11 | Gran Premio di Germania      | Hockenheim        | Sebastian Vettel | Sebastian Vettel | Fernando Alonso  | Ferrari          | Resoconto |
| 12 | Gran Premio d'Ungheria       | Hungaroring       | Sebastian Vettel | Sebastian Vettel | Mark Webber      | RBR-Renault      | Resoconto |
| 13 | Gran Premio del Belgio       | Spa-Francorchamps | Mark Webber      | Lewis Hamilton   | Lewis Hamilton   | McLaren-Mercedes | Resoconto |
| 14 | Gran Premio d'Italia         | Monza             | Fernando Alonso  | Fernando Alonso  | Fernando Alonso  | Ferrari          | Resoconto |
| 15 | Gran Premio di Singapore     | Singapore         | Fernando Alonso  | Fernando Alonso  | Fernando Alonso  | Ferrari          | Resoconto |
| 16 | Gran Premio del Giappone     | Suzuka            | Sebastian Vettel | Mark Webber      | Sebastian Vettel | RBR-Renault      | Resoconto |
| 17 | Gran Premio di Corea         | Yeongam           | Sebastian Vettel | Fernando Alonso  | Fernando Alonso  | Ferrari          | Resoconto |
| 18 | Gran Premio del Brasile      | Interlagos        | Nico Hülkenberg  | Lewis Hamilton   | Sebastian Vettel | RBR-Renault      | Resoconto |
| 19 | Gran Premio di Abu Dhabi     | Yas Marina        | Sebastian Vettel | Lewis Hamilton   | Sebastian Vettel | RBR-Renault      | Resoconto |

### Risultato delle qualifiche
| Nº | Pilota             | BHR | AUS | MAL | CIN | SPA | MON | TUR | CAN | EUR | GBR | GER | UNG | BEL | ITA | SIN | GIA | COR | BRA | ABU |
| -- | ------------------ | --- | --- | --- | --- | --- | --- | --- | --- | --- | --- | --- | --- | --- | --- | --- | --- | --- | --- | --- |
| 1  | Jenson Button      | 8   | 4   | 17  | 5   | 5   | 8   | 4   | 5   | 7   | 14  | 5   | 11  | 5   | 2   | 4   | 6   | 7   | 11  | 4   |
| 2  | Lewis Hamilton     | 4   | 11  | 20  | 6   | 3   | 5   | 2   | 1   | 3   | 4   | 6   | 5   | 2   | 5   | 3   | 3*  | 4   | 4   | 2   |
| 3  | Michael Schumacher | 7   | 7   | 8   | 9   | 6   | 7   | 5   | 13  | 15  | 10  | 11  | 14  | 11# | 12  | 9   | 10  | 9   | 8   | 8   |
| 4  | Nico Rosberg       | 5   | 6   | 2   | 4   | 8   | 6   | 6   | 10  | 12  | 5   | 9   | 6   | 12* | 7   | 7   | 7   | 5   | 13  | 9   |
| 5  | Sebastian Vettel   | 1   | 1   | 3   | 1   | 2   | 3   | 3   | 3   | 1   | 1   | 1   | 1   | 4   | 6   | 2   | 1   | 1   | 2   | 1   |
| 6  | Mark Webber        | 6   | 2   | 1   | 2   | 1   | 1   | 1   | 2*  | 2   | 2   | 4   | 2   | 1   | 4   | 5   | 2   | 2   | 3   | 5   |
| 7  | Felipe Massa       | 2   | 5   | 21  | 7   | 9   | 4   | 8   | 7   | 5   | 7   | 3   | 4   | 6   | 3   | 24  | 12  | 6   | 9   | 6   |
| 8  | Fernando Alonso    | 3   | 3   | 19  | 3   | 4   | 24  | 12  | 4   | 4   | 3   | 2   | 3   | 10  | 1   | 1   | 5   | 3   | 5   | 3   |
| 9  | Rubens Barrichello | 11  | 8   | 7   | 11  | 18  | 9   | 15  | 11  | 9   | 8   | 8   | 12  | 7   | 10  | 6   | 8   | 10  | 6   | 7   |
| 10 | Nico Hülkenberg    | 13  | 15  | 5   | 16  | 13  | 11  | 17  | 12  | 8   | 13  | 10  | 10  | 9   | 8   | 12* | 9   | 11  | 1   | 15  |
| 11 | Robert Kubica      | 9   | 9   | 6   | 8   | 7   | 2   | 7   | 8   | 6   | 6   | 7   | 8   | 3   | 9   | 8   | 4   | 8   | 7   | 11  |
| 12 | Vitalij Petrov     | 17  | 18  | 11  | 14  | 14* | 14  | 9   | 14  | 10  | 17  | 13  | 7   | 24  | 15* | 13  | 13  | 15* | 10  | 10  |
| 14 | Adrian Sutil       | 10  | 10  | 4   | 10  | 11  | 12  | 11  | 9   | 13  | 11  | 14* | 13  | 8   | 11  | 16  | 15  | 14  | 18* | 13  |
| 15 | Vitantonio Liuzzi  | 12  | 13  | 10  | 18  | 17  | 10  | 18  | 6   | 14  | 15* | 22  | 16  | 14  | 20  | 17  | 17  | 18  | 17  | 16  |
| 16 | Sébastien Buemi    | 15  | 12  | 13  | 13  | 15  | 13  | 14  | 15  | 11  | 16  | 17  | 15  | 15  | 14  | 14  | 18  | 17  | 15* | 18  |
| 17 | Jaime Alguersuari  | 18  | 17  | 14  | 12  | 16  | 17  | 16  | 16  | 17  | 18  | 16  | 17  | 13  | 16  | 11  | 16  | 16  | 14  | 17  |
| 18 | Jarno Trulli       | 20  | 20  | 18  | 20  | 19  | 19  | 19  | 20  | 19  | 21  | 18  | 21  | 18  | 18  | 21  | 19  | 19  | 20  | 19  |
| 19 | Heikki Kovalainen  | 21  | 19  | 15  | 21  | 20  | 18  | 20  | 19  | 20  | 19  | 19  | 20  | 16  | 19  | 19  | 20  | 21  | 21  | 20  |
| 20 | Karun Chandhok     | 24  | 24  | 22  | 24* | 23* | 23  | 24  | 24  | 23  | 23  |     |     |     |     |     |     |     |     |     |
| 20 | Sakon Yamamoto     |     |     |     |     |     |     |     |     |     |     | 23  | 24  | 21  | 24  |     | 24  | 23  |     |     |
| 20 | Christian Klien    |     |     |     |     |     |     |     |     |     |     |     |     |     |     | 22  |     |     | 23  | 24  |
| 21 | Bruno Senna        | 23  | 23  | 23  | 23  | 24  | 22  | 22  | 22  | 24  |     | 21  | 23  | 20  | 23  | 23  | 23  | 24  | 24  | 23  |
| 21 | Sakon Yamamoto     |     |     |     |     |     |     |     |     |     | 24  |     |     |     |     |     |     |     |     |     |
| 22 | Pedro de la Rosa   | 14  | 14  | 12  | 17  | 12  | 15  | 13  | 17  | 16  | 9   | 15  | 9   | 22  | 17  |     |     |     |     |     |
| 22 | Nick Heidfeld      |     |     |     |     |     |     |     |     |     |     |     |     |     |     | 15  | 11  | 13  | 16  | 14  |
| 23 | Kamui Kobayashi    | 16  | 16  | 9   | 15  | 10  | 16  | 10  | 18  | 18  | 12  | 12  | 18* | 19  | 13  | 10  | 14  | 12  | 12  | 12  |
| 24 | Timo Glock         | 19  | 21  | 16  | 19  | 21* | 20  | 21  | 21  | 22  | 20  | 24* | 19  | 17  | 21* | 18  | 22  | 20  | 19  | 21  |
| 25 | Lucas Di Grassi    | 22  | 22  | 24  | 22  | 22* | 21  | 23  | 23  | 21  | 22  | 23* | 22  | 23  | 22  | 20  | 21  | 22  | 22  | 22  |
| Nº | Pilota             | BHR | AUS | MAL | CIN | SPA | MON | TUR | CAN | EUR | GBR | GER | UNG | BEL | ITA | SIN | GIA | COR | BRA | ABU |

- * Indica quei piloti che per penalità sono stati retrocessi di cinque posizioni sulla griglia di partenza.
- # Indica quei piloti che per penalità sono stati retrocessi di dieci posizioni sulla griglia di partenza.

## Classifiche

### Sistema di punteggio
| Posizione | 1ª | 2ª | 3ª | 4ª | 5ª | 6ª | 7ª | 8ª | 9ª | 10ª |
| Punti     | 25 | 18 | 15 | 12 | 10 | 8  | 6  | 4  | 2  | 1   |

### Classifica piloti
| Pos. | Pilota             |     |     |     |     |     |     |     |     |     |     |     |     |     |     |     |     |     |     |     | Punti |
| ---- | ------------------ | --- | --- | --- | --- | --- | --- | --- | --- | --- | --- | --- | --- | --- | --- | --- | --- | --- | --- | --- | ----- |
| 1    | Sebastian Vettel   | 4   | Rit | 1   | 6   | 3   | 2   | Rit | 4   | 1   | 7   | 3   | 3   | 15  | 4   | 2   | 1   | Rit | 1   | 1   | 256   |
| 2    | Fernando Alonso    | 1   | 4   | 13* | 4   | 2   | 6   | 8   | 3   | 8   | 14  | 1   | 2   | Rit | 1   | 1   | 3   | 1   | 3   | 7   | 252   |
| 3    | Mark Webber        | 8   | 9   | 2   | 8   | 1   | 1   | 3   | 5   | Rit | 1   | 6   | 1   | 2   | 6   | 3   | 2   | Rit | 2   | 8   | 242   |
| 4    | Lewis Hamilton     | 3   | 6   | 6   | 2   | 14* | 5   | 1   | 1   | 2   | 2   | 4   | Rit | 1   | Rit | Rit | 5   | 2   | 4   | 2   | 240   |
| 5    | Jenson Button      | 7   | 1   | 8   | 1   | 5   | Rit | 2   | 2   | 3   | 4   | 5   | 8   | Rit | 2   | 4   | 4   | 12  | 5   | 3   | 214   |
| 6    | Felipe Massa       | 2   | 3   | 7   | 9   | 6   | 4   | 7   | 15  | 11  | 15  | 2   | 4   | 4   | 3   | 8   | Rit | 3   | 15  | 10  | 144   |
| 7    | Nico Rosberg       | 5   | 5   | 3   | 3   | 13  | 7   | 5   | 6   | 10  | 3   | 8   | Rit | 6   | 5   | 5   | 17* | Rit | 6   | 4   | 142   |
| 8    | Robert Kubica      | 11  | 2   | 4   | 5   | 8   | 3   | 6   | 7   | 5   | Rit | 7   | Rit | 3   | 8   | 7   | Rit | 5   | 9   | 5   | 136   |
| 9    | Michael Schumacher | 6   | 10  | Rit | 10  | 4   | 12  | 4   | 11  | 15  | 9   | 9   | 11  | 7   | 9   | 13  | 6   | 4   | 7   | Rit | 72    |
| 10   | Rubens Barrichello | 10  | 8   | 12  | 12  | 9   | Rit | 14  | 14  | 4   | 5   | 12  | 10  | Rit | 10  | 6   | 9   | 7   | 14  | 12  | 47    |
| 11   | Adrian Sutil       | 12  | Rit | 5   | 11  | 7   | 8   | 9   | 10  | 6   | 8   | 17  | Rit | 5   | 16  | 9   | Rit | Rit | 12  | 13  | 47    |
| 12   | Kamui Kobayashi    | Rit | Rit | Rit | Rit | 12  | Rit | 10  | Rit | 7   | 6   | 11  | 9   | 8   | Rit | Rit | 7   | 8   | 10  | 14  | 32    |
| 13   | Vitalij Petrov     | Rit | Rit | Rit | 7   | 11  | 13* | 15  | 17  | 14  | 13  | 10  | 5   | 9   | 13  | 11  | Rit | Rit | 16  | 6   | 27    |
| 14   | Nico Hülkenberg    | 14  | Rit | 10  | 15  | 16  | Rit | 17  | 13  | Rit | 10  | 13  | 6   | 14  | 7   | 10  | Rit | 10  | 8   | 16  | 22    |
| 15   | Vitantonio Liuzzi  | 9   | 7   | Rit | Rit | 15* | 9   | 13  | 9   | 16  | 11  | 16  | 13  | 10  | 12  | Rit | Rit | 6   | Rit | Rit | 21    |
| 16   | Sébastien Buemi    | 16* | Rit | 11  | Rit | Rit | 10  | 16  | 8   | 9   | 12  | Rit | 12  | 12  | 11  | 14  | 10  | Rit | 13  | 15  | 8     |
| 17   | Pedro de la Rosa   | Rit | 12  | NP  | Rit | Rit | Rit | 11  | Rit | 12  | Rit | 14  | 7   | 11  | 14  |     |     |     |     |     | 6     |
| 18   | Nick Heidfeld      |     |     |     |     |     |     |     |     |     |     |     |     |     |     | Rit | 8   | 9   | 17  | 11  | 6     |
| 19   | Jaime Alguersuari  | 13  | 11  | 9   | 13  | 10  | 11  | 12  | 12  | 13  | Rit | 15  | Rit | 13  | 15  | 12  | 11  | 11  | 11  | 9   | 5     |
| 20   | Heikki Kovalainen  | 15  | 13  | NC  | 14  | NP  | Rit | Rit | 16  | Rit | 17  | Rit | 14  | 16  | 18  | 16  | 12  | 13  | 18  | 17  | 0     |
| 21   | Jarno Trulli       | 17* | NP  | 17  | Rit | 17  | 15* | Rit | Rit | 21  | 16  | Rit | 15  | 19  | Rit | Rit | 13  | Rit | 19  | 21* | 0     |
| 22   | Karun Chandhok     | Rit | 14  | 15  | 17  | Rit | 14* | 20* | 18  | 18  | 19  |     |     |     |     |     |     |     |     |     | 0     |
| 23   | Bruno Senna        | Rit | Rit | 16  | 16  | Rit | Rit | Rit | Rit | 20  |     | 19  | 17  | Rit | Rit | Rit | 15  | 14  | 21  | 19  | 0     |
| 24   | Lucas Di Grassi    | Rit | Rit | 14  | Rit | 19  | Rit | 19  | 19  | 17  | Rit | Rit | 18  | 17  | 20  | 15  | NP  | Rit | NC  | 18  | 0     |
| 25   | Timo Glock         | Rit | Rit | Rit | NP  | 18  | Rit | 18  | Rit | 19  | 18  | 18  | 16  | 18  | 17  | Rit | 14  | Rit | 20  | Rit | 0     |
| 26   | Sakon Yamamoto     |     |     |     |     |     |     |     |     |     | 20  | Rit | 19  | Rit | 19  |     | 16  | 15  |     |     | 0     |
| 27   | Christian Klien    |     |     |     |     |     |     |     |     |     |     |     |     |     |     | Rit |     |     | 22  | 20  | 0     |
| Pos. | Pilota             |     |     |     |     |     |     |     |     |     |     |     |     |     |     |     |     |     |     |     | Punti |

| Legenda | 1º posto     | 2º posto | 3º posto    | A punti         | Senza punti/Non class.  | Grassetto – Pole position Corsivo – Giro più veloce |
| Legenda | Squalificato | Ritirato | Non partito | Non qualificato | Solo prove/Terzo pilota | Grassetto – Pole position Corsivo – Giro più veloce |

* Indica quei piloti che non hanno terminato la gara ma sono ugualmente classificati avendo coperto, come previsto dal regolamento, almeno il 90% della distanza totale.

### Classifica costruttori
| Pos. | Costruttore          | Pilota      |     |     |     |     |     |     |     |     |     |     |     |     |     |     |     |     |     |     |     | Punti |
| ---- | -------------------- | ----------- | --- | --- | --- | --- | --- | --- | --- | --- | --- | --- | --- | --- | --- | --- | --- | --- | --- | --- | --- | ----- |
| 1    | RBR-Renault          | Vettel      | 4   | Rit | 1   | 6   | 3   | 2   | Rit | 4   | 1   | 7   | 3   | 3   | 15  | 4   | 2   | 1   | Rit | 1   | 1   | 498   |
| 1    | RBR-Renault          | Webber      | 8   | 9   | 2   | 8   | 1   | 1   | 3   | 5   | Rit | 1   | 6   | 1   | 2   | 6   | 3   | 2   | Rit | 2   | 8   | 498   |
| 2    | McLaren-Mercedes     | Button      | 7   | 1   | 8   | 1   | 5   | Rit | 2   | 2   | 3   | 4   | 5   | 8   | Rit | 2   | 4   | 4   | 12  | 5   | 3   | 454   |
| 2    | McLaren-Mercedes     | Hamilton    | 3   | 6   | 6   | 2   | 14* | 5   | 1   | 1   | 2   | 2   | 4   | Rit | 1   | Rit | Rit | 5   | 2   | 4   | 2   | 454   |
| 3    | Ferrari              | Massa       | 2   | 3   | 7   | 9   | 6   | 4   | 7   | 15  | 11  | 15  | 2   | 4   | 4   | 3   | 8   | Rit | 3   | 15  | 10  | 396   |
| 3    | Ferrari              | Alonso      | 1   | 4   | 13* | 4   | 2   | 6   | 8   | 3   | 8   | 14  | 1   | 2   | Rit | 1   | 1   | 3   | 1   | 3   | 7   | 396   |
| 4    | Mercedes GP          | Schumacher  | 6   | 10  | Rit | 10  | 4   | 12  | 4   | 11  | 15  | 9   | 9   | 11  | 7   | 9   | 13  | 6   | 4   | 7   | Rit | 214   |
| 4    | Mercedes GP          | Rosberg     | 5   | 5   | 3   | 3   | 13  | 7   | 5   | 6   | 10  | 3   | 8   | Rit | 6   | 5   | 5   | 17* | Rit | 6   | 4   | 214   |
| 5    | Renault              | Kubica      | 11  | 2   | 4   | 5   | 8   | 3   | 6   | 7   | 5   | Rit | 7   | Rit | 3   | 8   | 7   | Rit | 5   | 9   | 5   | 163   |
| 5    | Renault              | Petrov      | Rit | Rit | Rit | 7   | 11  | 13* | 15  | 17  | 14  | 13  | 10  | 5   | 9   | 13  | 11  | Rit | Rit | 16  | 6   | 163   |
| 6    | Williams-Cosworth    | Barrichello | 10  | 8   | 12  | 12  | 9   | Rit | 14  | 14  | 4   | 5   | 12  | 10  | Rit | 10  | 6   | 9   | 7   | 14  | 12  | 69    |
| 6    | Williams-Cosworth    | Hülkenberg  | 14  | Rit | 10  | 15  | 16  | Rit | 17  | 13  | Rit | 10  | 13  | 6   | 14  | 7   | 10  | Rit | 10  | 8   | 16  | 69    |
| 7    | Force India-Mercedes | Sutil       | 12  | Rit | 5   | 11  | 7   | 8   | 9   | 10  | 6   | 8   | 17  | Rit | 5   | 16  | 9   | Rit | Rit | 12  | 13  | 68    |
| 7    | Force India-Mercedes | Liuzzi      | 9   | 7   | Rit | Rit | 15* | 9   | 13  | 9   | 16  | 11  | 16  | 13  | 10  | 12  | Rit | Rit | 6   | Rit | Rit | 68    |
| 8    | BMW Sauber-Ferrari   | De La Rosa  | Rit | 12  | NP  | Rit | Rit | Rit | 11  | Rit | 12  | Rit | 14  | 7   | 11  | 14  |     |     |     |     |     | 44    |
| 8    | BMW Sauber-Ferrari   | Heidfeld    |     |     |     |     |     |     |     |     |     |     |     |     |     |     | Rit | 8   | 9   | 17  | 11  | 44    |
| 8    | BMW Sauber-Ferrari   | Kobayashi   | Rit | Rit | Rit | Rit | 12  | Rit | 10  | Rit | 7   | 6   | 11  | 9   | 8   | Rit | Rit | 7   | 8   | 10  | 14  | 44    |
| 9    | STR-Ferrari          | Buemi       | 16* | Rit | 11  | Rit | Rit | 10  | 16  | 8   | 9   | 12  | Rit | 12  | 12  | 11  | 14  | 10  | Rit | 13  | 15  | 13    |
| 9    | STR-Ferrari          | Alguersuari | 13  | 11  | 9   | 13  | 10  | 11  | 12  | 12  | 13  | Rit | 15  | Rit | 13  | 15  | 12  | 11  | 11  | 11  | 9   | 13    |
| 10   | Lotus-Cosworth       | Trulli      | 17* | NP  | 17  | Rit | 17  | 15* | Rit | Rit | 21  | 16  | Rit | 15  | 19  | Rit | Rit | 13  | Rit | 19  | 21* | 0     |
| 10   | Lotus-Cosworth       | Kovalainen  | 15  | 13  | NC  | 14  | NP  | Rit | Rit | 16  | Rit | 17  | Rit | 14  | 16  | 18  | 16* | 12  | 13  | 18  | 17  | 0     |
| 11   | HRT-Cosworth         | Chandhok    | Rit | 14  | 15  | 17  | Rit | 14* | 20* | 18  | 18  | 19  |     |     |     |     |     |     |     |     |     | 0     |
| 11   | HRT-Cosworth         | Yamamoto    |     |     |     |     |     |     |     |     |     | 20  | Rit | 19  | 20  | 19  |     | 16  | 15  |     |     | 0     |
| 11   | HRT-Cosworth         | Klien       |     |     |     |     |     |     |     |     |     |     |     |     |     |     | Rit |     |     | 22  | 20  | 0     |
| 11   | HRT-Cosworth         | Senna       | Rit | Rit | 16  | 16  | Rit | Rit | Rit | Rit | 20  |     | 19  | 17  | Rit | Rit | Rit | 15  | 14  | 21  | 19  | 0     |
| 12   | Virgin-Cosworth      | Glock       | Rit | Rit | Rit | NP  | 18  | Rit | 18  | Rit | 19  | 18  | 18  | 16  | 18  | 17  | Rit | 14  | Rit | 20  | Rit | 0     |
| 12   | Virgin-Cosworth      | Di Grassi   | Rit | Rit | 14  | Rit | 19  | Rit | 19  | 19  | 17  | Rit | Rit | 18  | 17  | 20  | 15  | NP  | Rit | NC  | 18  | 0     |
| Pos. | Costruttore          | Pilota      |     |     |     |     |     |     |     |     |     |     |     |     |     |     |     |     |     |     |     | Punti |

| Legenda | Grassetto – Pole position Corsivo - Giro più veloce | 1º posto                                         | 2º posto                                      | 3º posto                          | A punti                                           | -Senza punti -Non classificato (NC)         | Ritirato (Rit)                  | Squalificato (SQ)   |
| Legenda | Grassetto – Pole position Corsivo - Giro più veloce | -Non qualificato (NQ) -Non pre-qualificato (NPQ) | Disputa solo le prove (SP) -Terzo pilota (TP) | Non prende parte alle prove (NPR) | -Non partito (NP) Infortunato (INF) -Escluso (ES) | Iscritto ma non presente, non arrivato (NA) | Ritirato prima dell'evento (WD) | Gara cancellata (C) |

* Indica quei piloti che non hanno terminato la gara ma sono ugualmente classificati avendo coperto, come previsto dal regolamento, almeno il 90% della distanza totale.

## Test post-stagionali
Il Circuito di Yas Marina ospita il 16 e 17 novembre il Young Driver Test, riservato a giovani piloti. Nei giorni seguenti invece vengono effettuati dei test per saggiare le coperture Pirelli, che verranno utilizzate nel 2011.
Il Young Driver Test si articola in quattro turni suddivisi su due giornate. In tutti e quattro i turni il pilota più rapido è l'australiano Daniel Ricciardo, che testa una RBR-Renault. Nell'ultima sessione Ricciardo abbassa il suo tempo a 1'38"102, di ben un secondo e due decimi più veloce di quello fatto segnare dal poleman della gara disputata pochi giorni prima sullo stesso circuito, Sebastian Vettel, anche lui su Red Bull-Renault. Anche il secondo e terzo miglior tempo dell'ultima sessione, fatti segnare rispettivamente da Jérôme d'Ambrosio su Renault e da Sam Bird su Mercedes, risultano migliori della pole di Vettel. Queste prestazioni sono spiegabili con la migliore gommatura della pista e per la mancanza dei piloncini di gomma, che durante il weekend della gara non consentivano ai piloti di tagliare alcune curve in maniera più netta.
Il 19 e 20 novembre vengono effettuati i primi test con le nuove coperture Pirelli, fornitore unico dal campionato 2011. Nel primo giorno il tempo migliore è fatto da Felipe Massa su Ferrari in 1'40"170, tempo di circa sette decimi più alto di quello della pole fatto segnare la settimana precedente. Dietro al brasiliano c'è Sebastian Vettel su RBR-Renault e Gary Paffett su McLaren-Mercedes.
Il giorno seguente il miglior tempo è fatto segnare dall'altro ferrarista Fernando Alonso in 1'40"529, davanti a Vettel e Rubens Barrichello su Williams-Cosworth.